# VIERA

VIERAのロゴ

VIERA（ビエラ）とはパナソニック製の有機ELテレビ/プラズマテレビ/液晶テレビ/ポータブルテレビ、及びパナソニック モバイルコミュニケーションズ製の一部のワンセグ携帯電話ブランド名でパナソニックの登録商標（日本第4727834号ほか）である。テレビは2003年9月に、携帯電話は2007年11月に発売された。
本ブランド名は、日本国外においても用いられているが、本項では主に日本国内における製品について記述する。

## 概要
「VIERA」の由来は、「Vision（映像）」の「Vi」と「Era（時代）」を組み合わせた造語である。
同社から薄型テレビが発売された2001年以降、薄型ブラウン管テレビのブランドとして使われたT(タウ)のセグメントで、「プラズマT(タウ)」や「液晶T(タウ)」の名称であったが、2003年3月にDIGAの登場後となる同年10月に薄型テレビは新たに作られたVIERAに変更され、T(タウ)ブランドはブラウン管テレビのみとなった。
2011年度の液晶テレビ（40インチ未満）の年間シェアが日本国内が15%前後の3位、プラズマテレビの年間シェアが約74%で1位であった。
プラズマテレビの撤退
日本国内では東北の一部(岩手県、宮城県、福島県)を除き2011年7月にアナログテレビジョン放送が終了したことで、テレビ受像機の買い替え需要が一段落、同業他社と共に2011年8月以降売り上げが落ち込んだ。
また、液晶テレビのLEDバックライト搭載と大画面化の成功に加えて、さらに海外でも機能を各国向けに細かく絞り込み価格を抑えた韓国勢などに押され、苦戦していた。
このため、パナソニック社長の大坪文雄（当時、現・同社取締役会長）は2011年10月の中間決算発表会見において「テレビ事業の大幅縮小による収益改善策」を明らかにし、これによってラインナップの見直しが避けられなくなった。自社生産していたパネルの生産規模縮小・外部調達拡大を主な柱に、売れ行きが悪いモデルを廃止し、集約を図ることにしている。
プラズマテレビに関しては、2013年10月31日にプラズマディスプレイの生産を同年12月をもって終了することを発表したため、同年4月に発表されたGT60シリーズ・VT60シリーズがパナソニック製プラズマテレビの最終モデルとなった。これにより、2014年1月以降、同社製プラズマテレビは在庫分のみの販売となり、2013年度中に販売を終了した。

## 薄型テレビ

### 概要・主な特徴
「VIERA」のプラズマテレビ/液晶テレビはTH-65DX300・17LX8・L20/L17C1・L17F1・L22/L19C2・L19C21を除く全機種で地上・BS・110度CSデジタルチューナー内蔵。リモコンは登場当初から2011年モデルまでは「青色の放送切替ボタンが赤色に点滅することにより（リモコンの数字ボタンを押した時も含めて）今どの種類の放送を見ているかが一目で分かる」というパナソニック独自の工夫が施されていたが、2012年4月以降モデルになるとリモコンの放送切替ボタン点滅機構は廃止されている（DIGAリモコンにも同様のボタンがあるが、そちらは押しても点滅しない）。
37v型以上の「プラズマビエラ」にはBS・VU分波器（パナソニック純正、品番：K2HZ103Z0005）が付属されているが32v型以下の「液晶ビエラ」、及び2007年秋モデル（PZ750SK/PZ70/LZ75シリーズ）以降からは別売りに変わった（パナソニック純正品は2015年限りで販売終了となり、現在はマスプロ電工・日本アンテナ・DXアンテナ・マックステル・サン電子などの他社製品を別途購入する方式に変更）。
なお、以前の750/700/70/75シリーズまでは地上波アンテナ端子がアナログ・デジタル別々入力（BSと合わせて3系統）だったが2008年春モデル以降は地上波アンテナ端子はアナログ・デジタル混合入力へと改められ、BS・110度CSアンテナ端子と合わせて2系統に集約された（DIGAも同様にDMR-XP22Vなど同時期以降発売の機種より地上波アンテナ入出力をアナログ・デジタル混合化）。
2007年9月30日を以てBSアナログハイビジョン放送が終了し、同年12月1日にBS11とTwellVが新規開局したことに伴い、同年春モデル以降のビエラ&DIGAはリモコンのBSデジタルボタン11及び12が（2006年モデルまでの）NHKデータ1及び2からBS11・TwellVに差し替えられて出荷されている（NHKデータ1及び2の視聴は2007年以降の機種でも3桁入力「700及び701」やお好み選局登録により従来通り可。また2006年以前の機種でも3桁入力「211及び222」やお好み選局登録によりBS11やTwellVを視聴可）。
TH-P65VT3・P55GT3・L37/L32RB3以降の2011年秋冬モデルより地上アナログチューナーは非搭載となっている。
発売当初～2008年モデルまでは「データ受信中ランプ」と「回線使用中ランプ」が本体左前面下部に搭載され、放送ダウンロードによる最新データ受信時はランプがオレンジ色に・電話回線使用中はランプが赤色にそれぞれ点灯していたが、データ受信中ランプは2009年以降モデルより廃止。電話回線端子（モジュラージャック）も2009年以降モデルより廃止されてLAN端子とWi-Fiのみの搭載になったため、回線使用中ランプも2009年以降モデルより廃止されている（LAN端子に電話用モジュラーケーブルを誤挿入すると「電話機使用不可」・「本機故障」などのトラブルを招くおそれがある）。通常使用時は「主電源を切ったり電源プラグを抜かず、リモコンで電源を切った状態」にしておく旨が推奨されており、この間に「最新データの放送ダウンロード」が実行され・ビエラ制御プログラムが最新内容へ自動更新される（衛星デジタルチャンネルの統廃合が行われた旨も自動反映されるので、本機側での手動チャンネル設定は不要。本体の主電源を切ったり電源プラグを抜くと・放送ダウンロードは実行されない。プライベートビエラ「DMP-BV/HVシリーズ」の場合、放送ダウンロードは「外部アンテナ端子にアンテナ線をつなぐ・または本体内蔵ダイバーシティアンテナでフルセグ放送を受信し、かつ付属ACアダプタ電源プラグを差し込みリモコンで電源を切っている」時のみ実行され、バッテリー駆動時にACアダプタを差し込まず電源を切ったり、本体内蔵ダイバーシティアンテナによるワンセグ受信時は放送ダウンロードが実行されない）。ビエラなどのデジタルTV・ディーガなどのデジタル録画機には「非常に高度なソフトウェア」が組み込まれており、フリーズなどの不具合が生じた場合は「一度主電源を切るか電源プラグを抜き、5秒以上経過後に再度主電源を入れるか電源プラグを差し込む」ことで再起動できる。
地デジチャンネル設定は購入後初使用する場合・および転居により地デジチャンネルの顔ぶれが変わった場合は、初期設定で現住所の郵便番号を入力したのち「初期スキャン」を実行することで当該居住地の地デジチャンネルを全局自動設定。地上波テレビチャンネルが新規開局した・および既存局の物理チャンネルが変更された場合は放送メールにて通知されるので、それに基づき「再スキャン」を実行すれば新局が追加登録される（ただし地上波民放テレビ新規開局は1999年4月1日のとちぎテレビ開局が国内最後となり、2000年代以降・および地デジ化後は地上波民放テレビ局が1局も新規開局していない）。地デジ各局のチャンネルポジションは初期の「リモコンキーID」位置から好みの順番(1～12まである好みの数字ボタン）へ手動で変更可能だが、「チャンネル表示書き換え」は外部入力画面のみに狭められたため・デジタルチャンネルではできなくなっている。「かんたん設置設定」は本体・リモコンどちらでも可能だが、表示画面はリモコンメニューで「かんたん設置設定」を選んだ時と本体の「設置設定ボタン」を押した時とで異なるため、相互間クロス操作は不可（リモコン操作から途中で本体ボタンによる操作・およびその逆へは乗り移れない。一部モデルは本体ボタンによる初期設定時、入力切替ボタンを項目選択ボタンに・チャンネルと音量ボタンを項目設定ボタンにそれぞれ兼用）。
初期モデル～2006年モデルの上位機(26V型以上の大型モデル)は背面端子カバーを搭載していたが、年式が進むにつれ本体が次第に薄くなってきたことと・背面端子レイアウト変更に伴い、2007年(32V・26V型は2006年）以降モデルより背面端子カバーは（上位機種も含め）廃止されている。さらに前面や天面にあった端子・操作ボタン&扉・B-CASとSDスロットも2007年以降モデルより廃止および側面への移設が進み、2009年以降モデルより前面端子・本体操作ボタン・B-CASとSDカードのスロットは全て側面へ移設された。
本体内蔵スピーカーは登場当初、26v型以上の上位モデル（Wチューナー）が「サイドスピーカー（スマートサウンドシステム。65v型以上の大型プロジェクションタイプはスピーカー外付け式または別売り）」・普及モデル（シングルチューナー）が「アンダースピーカー」方式だったが、こちらも本体が薄くなったため・2009年以降モデルは上位機も含め「アンダースピーカー」へ統一されてウーハーが撤去され、フルレンジスピーカー1対のみとなった。加えて普及機はスピーカーが前向き配置から下向き配置に変わっている。
2019年以降モデルは40V型以上の大型機種が全て「4Kチューナー内蔵」となり、4Kチューナー非搭載機種は32V型以下の小型モデルと「プライベートビエラ」のみになっている（ただし「8Kチューナー」内蔵ビエラ・ディーガは現時点で発売予定なし）。4K非対応の据置ビエラ現行モデルは2021年発売「TH-32/24J300」と「TH-32J350（系列店限定モデル）」のみとなっており、ビエラカタログは2023年夏号より「4Kチューナー内蔵機種のみの掲載」へ変更。量販店用・系列店用のカタログ区別が無くなると共に、4K非対応据置機種（TH-32/24J300・TH-32J350）はパナソニックHPと系列店用特選品カタログにのみ掲載。プライベートビエラは別冊発行「ポータブルテレビカタログ」に掲載されている。
登場当初は額縁が大きかったビエラも、年式が進むにつれ額縁が小さくなり画面サイズが大型化。同じインチ数でも最新モデルは画面が小さく感じられるため、買い換え時は「一回り大きな画面サイズ機種への置き換え」が推奨されている（26V型以下・32V型からは「42V型以上」へ、37V型・42V型からは「50V型または55V型以上」へ、50V型からは「65V型以上」への置き換えを推奨）。
なおディーガ・ホームシアターと組み合わせる場合、シアターが4Kパススルー非対応機種の場合は「ビエラとディーガの間にシアターを挟む」方式で繋げないので・4Kディーガと4Kビエラは直接HDMI接続し、シアターは別系統で独立させてビエラのARC対応HDMI端子に繋ぐ（ビエラリンクメニューで「音声をシアターから出す」に設定した場合、ビエラ本体のモニター出力端子とヘッドホン端子からは音声が出力されない）。2005年以前製造のHDMI端子非搭載機種でも「光デジタルまたはアナログオーディオ（モニター）出力端子」が搭載されていればホームシアターと組み合わせ可能だが、この場合はＴV本体の音量を手動で最小にし、シアターの音量調節・電源入/切・音声メニュー&入力切替はシアターに付属のリモコンで行う（アナログ音声入力端子非搭載のシアターと組み合わせる場合は光デジタルケーブルでしかつなげない）。
4Kまたは8Kチューナー内蔵モデルは・着脱式の従来型B-CASカードに代わり「ACASチップ」を本体に内蔵しており、デジタル放送視聴時に必須となる「B-CASまたはmini B-CASカード」を紛失・損傷する心配が解消されている。
4K非対応モデル（32V型以下のパーソナルモデルも含む）に付属されているB-CASカードは（同業他社が「mini B-CASカード」への切り替えを進める中にあっても）フルサイズカードが発売当初から今日まで維持されており、フルサイズのB-CASカードを用いる据置型液晶テレビを発売する国内メーカーは現在パナソニックのみとなった（無線伝送式「プライベートビエラ」に付属のB-CASカードはフルサイズではなく、切手およびSDカード大の「mini B-CASカード」をチューナー部背面にある「mini B-CASスロット」へ差し込む方式。地デジ専用「青B-CASカード」を用いるビエラの生産は「DMP-BV/HVシリーズ」を最後に2011年限りで終了し、現行モデルは全機種「デジタル3波対応の赤B-CASカード」を使用）。
本体の電源ランプが赤色に点滅した場合は「本体の主電源を一度切るか電源プラグを抜き、5秒以上経過後に再度主電源を入れるか電源プラグを差し込めば再起動が可能」だが、その後も赤点滅を繰り返し画面が出なくなった場合は「基板が故障している」可能性が高いので、販売店またはパナソニックカスタマーセンターへ修理（基板交換）を依頼する形となる（修理依頼は購入店経由のみならず、パナソニックHP「お客様サポート」項からも可能)。ビエラ補修用性能部品は「当該機種の製造終了後8年間保有」しており、この期間を過ぎて故障した場合は修理不能となるため「最新モデルへ買い換え」となる（使用済みテレビは「家電リサイクル法に基づくリサイクル料金支払い」が別途必要）。
パナソニックは2015年限りで自社ブランド地デジアンテナと周辺部品（ブースター・アンテナケーブル・アンテナプラグ・接栓・混合器・分波器類）販売を終了。DXアンテナへ生産委託する形で販売していた4K/8K対応衛星アンテナも・2017年発売「TA-BCS45U1/UK1」を最後に2023年限りで販売終了となり、これを以てパナソニックは自社ブランドアンテナの販売より完全撤退。現在パナソニックショップに供給されるアンテナとその周辺部品は、マスプロ電工・日本アンテナ・DXアンテナ・サン電子・マックステルなどの他社製品に置き換わっている（地上波および衛星アンテナが老朽化している場合、4Kビエラへの買い換えにあたっては「地デジおよび4K/8Kに対応したアンテナ最新モデルへの交換」を推奨）。

#### SDメモリーカードスロット
発売当初はビエラ全機種にSDカードスロットが搭載され、撮影したビデオ映像やデジカメ写真の視聴が可能だった（発売当初は前面扉内にあったが、本体薄型化に伴い側面へ移設。発売当初〜2006年モデルはSDカードのみの対応、2007年〜2009年モデルは「SDHCカード」にも対応、2010年以降モデルは「SDXCカード」までフルスペック対応。但しSDオーディオ再生は全機種非対応）。しかし2013年以降は普及モデルを中心にSDカードスロットの廃止が進んでおり、SDカードスロット搭載ビエラ現行モデルは4K対応機種を中心とした上位モデル（AXシリーズ/AS650シリーズ）のみとなっている。

#### ビエラアプリ
これは2011年以降製造の上位モデルに搭載されているインターネットコンテンツ（当初の名称は「ビエラコネクト」）で、当初「アクトビラ」のみだったものを大幅にリニューアルした（ディーガも2011年以降に製造されたWチューナー・トリプルチューナー上位モデル「BZT/BWT/BXT/BRZ/BRW/SWシリーズ」は「ビエラアプリ」を搭載しているが、コンテンツ構成はビエラと一部異なる）。リモコンの「ネット」又は「ホーム」ボタンを押すと「マイホーム」画面が登場し、この画面には様々なアプリを登録可能。なおコンテンツには有料・無料の両者が混在しており、事前にPC版サイトでの会員登録が必要なアプリもある。なおビエラ普及モデル「Cシリーズ及びAシリーズ」とシングルチューナーディーガ「BR/BRT/BRZシリーズ」はビエラアプリ非搭載で、ネット機能は「アクトビラ」のみ利用可能。
2024年以降モデルに搭載の「Fire TV」は・船井電機製（「FUNAI」ブランド）テレビに次いで業界2番目の搭載となったが、船井電機は2024年10月24日付で破産し、「FUNAI」ブランドテレビと録画機は在庫品限りで販売終了となるため、「Fire TV」アプリを搭載している薄型テレビは今後パナソニック「VIERA」のみとなる。
ビエラアプリの主なコンテンツ
- Webブラウザ（上位機種&ポータブル機種の一部にのみ搭載）
- もっとTV
- hulu
- DMM.com
- TSUTAYA TV
- ニコニコ動画
- 日本の楽しさ再発見「ビューティフルジャパン2020」
- 楽天ショータイム
- アクトビラ
- ひかりTV
- ナショジオ「世界遺産スペシャル」
- U-NEXT
- YouTube（PC版サイトでアカウント登録しログインすれば「お気に入り登録」・「登録チャンネル」・「評価」の各機能をビエラ・ディーガでも利用可。なお2012年以前に製造されたビエラ・ディーガは2015年4月20日以降YouTubeアプリ利用不可となる）
- radiko（地元ラジオ放送が聴ける据え置き薄型テレビはパナソニック「ビエラ」のみ）
- ソリティア
- 電子チラシ「Shufoo」
- Facebook
- ツイッター
- おうちレシピ検索（パナソニックオリジナル）
- ダイエット&血圧メモ（パナソニックオリジナル）
- Fire TV

#### スピーカー
本体内蔵スピーカーは発売当初は（これまでのブラウン管TV同様）画面の両サイドに取り付けられている「サイドスピーカー」と画面の下に取り付けられている「アンダースピーカー」の二通りあり、初期は高級モデルが「フルレンジ+ウーハー」の2ウェイ構成や「新スマートサウンドスピーカーシステム（初期の高級プラズマビエラのみに採用されていた超細型サイドスピーカー+パッシブウーハーの2ウェイ構成、総合出力31W）」、普及モデルが「フルレンジ1対構成（総合出力は機種により6W・10W・20Wの3種類）」に大別されていた。しかし発売年数が進む毎に本体が次第に薄くなり、音質よりも画質を重視して発売される機種が急増したため、サイドスピーカーモデルは（2007年モデルの750SKシリーズ及びLX75Sシリーズを最後に）廃止。現在発売中の（2008年以降製造の）ビエラは全て「アンダースピーカー」となっている（ただし2009年以降製造の機種よりスピーカーの向きはこれまでの正面から下向きに変更され、楕円型は廃止。上級機=総合出力30Wモデルは丸型スコーカー2対+丸型ウーハー1対の2ウェイ3スピーカー構成だが、中級機=総合出力20W以下の普及モデルは全て丸型フルレンジ1対の1ウェイ1スピーカー構成）。こうした構造上の制約のため、本体内蔵スピーカーのみでは迫力サウンド表現が難しくなり、本体内蔵スピーカーのみで音が物足りないと感じる人はラックシアター・ホームシアターも併せて購入している。
なお2008年以降製造機種より、本体スピーカーの振動板には天然の竹素材を採用。これにより音の立ち上がりに優れ、高域も伸びる鮮明なボーカル・セリフ再生を可能にすると共に（高音質化と併せて）省資源化を実現（バンブーコーンスピーカー）。
2011年春モデルのプラズマビエラ「VT3/VT33/GT3/GT33/ST3/S3シリーズ」はこれまで通りアンダースピーカーだが、向きはこれまでの下向きから正面へ戻されている。
2018年以降に発売された有機EL・4Kチューナー内蔵ビエラのうち「系列店限定モデル」は、簡単リモコンの「聞こえサポート」機能を有効にするとサラウンドと音声メニュー機能が使えなくなる（聞こえサポート機能非搭載機種を簡単リモコンで操作する場合、「聞こえサポート」ボタンは「サウンド=音声メニュー切替」ボタンとして機能）。
2023年以降発売の4Kビエラでは、新搭載音声メニュー「オートAI」モードにするとサラウンド・音質調整機能が無効となる。2024年以降発売の上位モデル（有機ELのZ95A/Z93A/Z90Aシリーズ以降）は、正面に加え上向きにもスピーカーを配置した「イネーブルドスピーカー」および「360度立体音響サラウンドシステム」と、使う部屋の環境に応じて最適な音質を自動設定する初期設定メニュー「Space Tune」機能を新搭載（リモコンに内蔵のマイクを使用）。音声メニューを「オートAI」にすると「Space Tune」で設定された音質となる（この場合、サラウンドと音質調整機能は使用不可）。

#### 端子群
発売当初はこれまでのブラウン管TV同様、ビデオ入力3或いは4系統（うち前面入力1系統）、モニター出力1系統、D映像端子2或いは1系統、HDMI端子2或いは1系統という構成が殆どだった。
しかし年式が進むにつれ本体が次第に薄くなってきたため、2006年夏以降モデル（LX60シリーズ）より本体前面AV入力端子も廃止され、AV入力＆ヘッドホン端子及びB-CAS&SDカードスロットは全て（2006年LX60シリーズ以降のモデルより）前面から側面（右或いは左）へ、また本体操作ボタンも同様に（LX60シリーズ以降のモデルより）前面から天面或いは右側面へ各々移されている（2011年春モデルの3DビエラVT3/33シリーズは主電源ボタンのみ前面へ移設）。
加えて2010年以降製造のモデルからは側面の「ビデオ入力3（或いはビデオ入力4）」端子、及び後面の「モニター出力」と「ビデオ入力1」端子からS2/S1入出力端子が撤去されコンポジット映像端子のみに（S2/S1入力は「ビデオ2」端子のみ、D4映像入力はビデオ1と兼用で、コンポジット映像との同時接続時はD4映像優先）、さらに電話回線端子も廃止されLAN端子のみになった。なお23v・22v型以下の小型液晶ビエラは前面或いは側面AV入力端子が登場当初から非搭載となっており、側面はB-CAS及びSDXCスロットとイヤホン端子のみである。また後面端子は2009年以降製造機種よりこれ（2008年モデル）までのタテ並びからヨコ並びに変更されている。加えて地上波チューナーのみ搭載のビエラ（地デジと地アナのみ視聴可能な機種、及び地デジのみ視聴可能な機種）は登場当初からモニター出力端子非搭載のため、これら機種のチューナーを用いて（アナログチューナーのみ搭載の）従来型録画機での地デジ録画は不可。
なおモニター出力「S2」端子搭載機の場合、S2端子から出力される放送はデジタル放送のみで、地上アナログ放送はS2端子から出力されずコンポジット映像端子からのみ出力される（画質はアナログに変換されるためS2・コンポジット共に「標準」。BD/DVDレコーダー及びD-VHS・W-VHS・S-VHSの各ビデオデッキとS接続した場合はデジタル放送のみ録画可）。また本機（ビエラ側）チューナーを用いて地上アナログ放送を外部録画機で予約録画する場合は、1995年以降製造のパナソニック製録画機と組み合わせての「（Ir経由）タイマー予約」による録画のみ可能で、それ以外のモード（Irシステムを使わない予約）ではビエラチューナー経由による地上アナログ放送録画はできず、接続した録画機器側で行う（ビエラチューナー経由によるデジタル放送予約はIrシステムを介さなくてもVIERAと録画機相互間がAV接続されていれば可）。
HDMI入力端子は26v型以上の機種は3系統（後面に2系統、側面或いは前面に1系統搭載、後面2系統のみで前面或いは側面HDMI端子非搭載の機種もある。ただしARC=オーディオリターンチャンネル対応端子は後面のHDMI入力1のみ）、22v型以下の機種は後面に1系統搭載。さらに普及モデルのCシリーズ、地デジ専用ビエラ、録画機能搭載のRシリーズ、2010年秋冬モデルのTH-L32X21（SPS系列店限定モデル）はモニター出力端子自体を廃止したため、これらシリーズの内蔵チューナーを用いてアナログチューナーのみ搭載の従来型録画機でデジタル放送を録画することは不可となっている。加えてCシリーズ・地デジ専用ビエラ・TH-L32X21（SPS系列店限定モデル）は光デジタル出力端子も廃止した（HDMI端子はARC=オーディオリターンチャンネル非対応のため、ホームシアターシステムとの組み合わせは不可）。4K非対応のビエラパーソナルモデルのうち、据置型のTH-32/24J300とTH-32J350（系列店限定モデル）・プライベートビエラ全機種は光デジタル出力端子を搭載していないものの、「ARCに対応した2010年以降モデル」であれば・ホームシアターとの組み合わせも可能になっている。
双方向番組対応端子はかつて電話回線端子（モジュラージャック）とLAN端子で構成されていたが、電話回線を利用した双方向番組の普及が芳しくなかったことから電話回線端子は2009年モデルZ1シリーズ（DIGAは2008年&2009年モデルDMR-BR670V/XP25Vなど）を最後に廃止され、その後発売されたビエラ及びディーガは「お部屋ジャンプリンク」・「スカパーHD録画」・「アクトビラ」などに対応したLAN端子のみを装備している（ブロードバンド環境が整備されていることが前提）。なおモジュラージャック・LAN端子併載機種の場合、双方の端子が同一形状なので、つなぐケーブルを取り違えると「電話やLAN回線使用不可・および本機故障」などのトラブルを招くおそれがある。
2011年春モデルは全機種モニター出力・Irシステム・S2/S1映像入力・側面のビデオ入力3の各端子を（加えてC3シリーズのうち24v・19v型はD4入力端子も）廃止し、上位モデルのみビデオ入力2の音声入力端子をメニュー操作でアナログ音声出力に変更可能とする方式に改められた（ビデオ入力は上位モデル2系統、普及モデル1系統。側面HDMI入力端子は上位モデルのみ搭載。Irシステム端子搭載のビエラはVT2シリーズが最後）。またC3シリーズとTH-L19X3は光デジタル出力端子非搭載でHDMIもARC非対応のため、AVアンプ（ホームシアターシステム）やデジタルコードレスサラウンドヘッドホンとの組み合わせ不可。
2013年以降モデルはホームシアターとの組み合わせが可能な（光デジタル出力端子とARC対応HDMI端子を搭載した）モデルが42v型以上の大型機種（DT60/E60シリーズ）に限定。39v型以下のパーソナルモデルとX6シリーズ・Cシリーズ・Aシリーズ全機種は（光デジタル出力端子を廃止しHDMI端子もARC非対応としたため）ホームシアター及びデジタルコードレスサラウンドヘッドホンとの組み合わせ不可となった。さらにアンテナとアナログAV入力（コンポジット・D4）以外の（HDMI・光デジタル・ヘッドホン）端子は全て従来の後面から（正面から見て左）側面へ移設されると共に、アナログAV入力端子は（GT5シリーズに採用されていたミニジャックから）従前のRCAジャックに戻されている。加えてアナログAV入力は（上位モデルも含め）全機種1系統のみとなった事から、（VT5シリーズなどの）上位モデルに搭載されていた「ビデオ入力2のアナログ音声出力切替機能」は廃止され、アナログオーディオ機器からTV音声を出したい場合のケーブル接続は（音量可変式の）ヘッドホン端子にのみ可（メニュー項目で「ヘッドホン端子へケーブル接続時でもビエラ本体内蔵スピーカーから同時に音を出すか否か」が選択可）。
2022年以降発売の4Kモデルは全機種、アナログAV入力端子を「映像・音声一体型ミニジャック」へ変更し・（従来の後面から）正面より見て左側面へ移設。接続には市販の「3.5mm径AVミニプラグ-RCAピンプラグ変換ケーブル」を別途用意する必要がある（モニター部とチューナー部を分離し、映像をWi-Fiでチューナー部からモニター部へ転送する「プライベートビエラ」・「ウォールフィットビエラ」・「レイアウトフリービエラ」はHDMI入出力のみでアナログAV入力端子非搭載のため、従来型アナログ再生機器との組み合わせ不可）。
2024年以降発売機種は業界で初めて「アナログAV入力端子の全廃」に踏み切っており、HDMI端子のない従来型アナログ再生機器が接続できなくなっている（アナログAV入力端子搭載ビエラの現行機種は、2023年発売のBDレコーダー一体型モデル「TH-50/43MR770」と・2021年発売のパーソナルモデル「TH-32/24J300」および系列店限定モデル「TH-32J350」のみ）。
かつてのBSアナログ受信機（テレビ・録画機）に搭載されていたWOWOWデコーダー接続用「検波&ビットストリーム入出力端子」と・M-Nコンバータ接続用「AFC入力端子」は（今日の衛星デジタル有料チャンネルは「専用チューナーとアンテナが必要なスカパー! プレミアムを除き、視聴契約し規定の視聴料金を各放送事業者へ支払うのみで視聴可」となり専用デコーダー類が一切不要となったため）、2000年以降製造のBSデジタル・地デジチューナー搭載モデルより撤去されている（これにより、デコーダー類を置く空間と複雑な配線接続も一切不要となった）。
ディーガは2013年以降モデルよりアナログAV出力端子を廃止し、TV受像機とはHDMIケーブルでしか繋げなくなった。このため2005年以前のビエラ（PX/LX50・LD60シリーズ以前のビエラリンク=HDMI端子非搭載機種）とD65シリーズ以前のブラウン管地デジTVはディーガ2013年以降モデルとの組み合わせ不可。2018年以降モデルはD端子も廃止され、「アナログAV入力端子1系統とHDMI入力端子3系統」構成へと統一されている。またアナログAVケーブルと光デジタルケーブルの自社生産は2020年までに終了し・HDMIケーブルのみの生産へ移行したため、パナソニックショップではJVCケンウッドなどの他社製品を仕入れている。

#### 据置スタンド
据置スタンドは機種により別売と付属、固定式とスイーベル（首振り）機構付きのそれぞれ2通り存在。ただしプラズマビエラの高級機種750シリーズまでは全ての機種が据置スタンド別売となっており、2008年春モデルからは全ての機種にスタンドが付属となった（以前使用のブラウン管テレビを載せていたテレビ台は買い換えずにそのまま流用する顧客が増加したため）。
プラズマビエラ42v・37v型については別売の首振り（スイーベル）機構付据置スタンドとの組み合わせにより、設置後でも左右各10度~20度の範囲で向きを変えられる。ただし54v型以上の全機種、2007春モデルPX70/LX70/LD70シリーズ、2008年春モデルPX80/LX80/LX88シリーズ、2009年モデルX1シリーズのうち20v型以下の機種、2010年モデルCシリーズに付属の据置スタンドは完全固定式なので向きは変えられない（スイーベル機構を搭載したパナソニック純正別売据置スタンドとの組み合わせも不可）。
なお2008年春モデルからは、これまで最大42v型までしか搭載されていなかった据置スタンドのスイーベル機構を初めて46v・50v型にも追加（54V・58v・65v型の据置スタンドは転倒防止のため従前通り固定式）。全機種据置スタンド付属だがスイーベル範囲は前作（750シリーズ）までの左右各20度より狭められ、46v・50v型は左右各10度、42v型以下は左右各15度までとなっている（液晶ビエラはLX75S/75シリーズ以降のモデルより回転範囲が従来の左右各20度から15度までに狭まる）。また付属スタンドと本体が一緒に回転する方式に変わったため、別売り汎用据置スタンドやキャスター付き専用台との組み合わせはパナソニック純正であっても出来なくなっている（前作750シリーズまでは専用台・固定式据置スタンド、スイーベル付きスタンドの3択だった）。
現在発売のビエラは26v型以上が左右各15度までのスイーベル（首振り）機構付き、22v型以下が（左右スイーベル機構を廃止して）チルト（前後計11度までの角度調整）機構付きとなっている。
2011年モデルまでは32v型以下の中・小型機種（L32C3・L26X3・L32X3を除く）において、据置スタンドを梱包前に予め本体に取り付た状態で出荷されているので、開梱すれば（箱から出せば）スタンドを組み立てる手間が省けすぐに設置できたが、2012年モデル以降は32v型以下の中・小型機種であっても据置スタンドの組み立てが必要になった。
かつて自社生産していたテレビ台は（アンプ・スピーカー付き「ラックシアター」も含め）2021年限りで生産を終了。パナソニックショップへ供給されるテレビ台はハヤミ工産（「TIMEZ」ブランド）・朝日木材加工などの他社製品に置き換わっている。またビエラカタログ裏表紙には「テレビ買い換え時は、テレビ台も同時に新しく買い換える」よう促す注意書きが表記されている（ブラウン管時代からのテレビ台が老朽化している場合、最新薄型テレビの重さに耐えられず台が潰れるおそれがあるため。ビエラ本体を底面の据置スタンドより小さな台に載せると、重心が上に来てバランスが崩れ転倒するおそれがあるので、ビエラ本体の大きさに適合する台を選定する。ディーガなど録画機の上にビエラ本体を直接載せると、上部キャビネットがビエラ本体の重さに耐えられず潰れ機器破損につながるので、録画機はテレビ台内ラックに入れるか・ビエラ本体の横または手前に置く）。また「畳・絨毯など足場が柔らかい床面にテレビ台を置く場合、転倒防止のため底面キャスターを外し、フローリングに置く場合も地震や振動で台が動かないよう『車止め』をキャスターへ履かせる」よう指示されている。
ビエラ全機種には「テレビ台に固定する転倒防止用バンドと止めネジ」が付属され、大型の上位機種は加えて「スイッチ一つで本体転倒防止機能を動作」させられるようになっている（底面に吸盤があり、吸着機能スイッチをオンにさせることで吸盤を台と密着させ転倒を防止）。

#### 番組表（Gガイド）
BSデジタル放送開始以後、ビエラには電子番組表「Gガイド」が搭載されている。より見やすさ・使いやすさを追求したデザインへの変更が今日まで繰り返され最新機種はジャンル別に色分け表示したり表示チャンネル数の選択が可能となっている。

#### 取扱説明書
ビエラ登場当初から2009年モデルまでは「かんたんガイド」・「TV編」・「Tナビ（又はアクトビラ）・プリンター編」の3部構成だったが、2010年モデルより紙面構成が大幅変更され、「かんたんガイド」・「基本ガイド」・「接続ガイド」の3部構成に変更（アンテナ線接続方法とアクトビラ関連項目は「基本ガイド」に、アンテナ線以外の録再機器ケーブル接続方法は「接続ガイド」に各々掲載）。サイズは2009年モデルまでのA4からB5に小型化された（ディーガの取説も2010年モデルよりビエラ同様の紙面刷新を実施。但し同封の全メーカー共通冊子「BS・110度CSデジタルファーストステップガイド」はA4のまま）。
2009年モデルまでは「全国地デジ&地アナ設定チャンネル及び各TV局コード一覧」が取説本編（TV編）に掲載されていたが、2010年モデルからは（紙面大幅リニューアルに伴い）地デジ&地アナ設定チャンネル一覧を取説本編より削除。地デジ&地アナ設定チャンネル一覧表はパナソニック公式サイト内「取扱説明書」項からのダウンロードでのみ入手可能（SPS店限定モデルの取説は当初パナソニック公式サイトに非掲載だったが、パナソニックサイトがリニューアルされた2015年7月以降は系列店限定モデル第一号「PX77Sシリーズ」から最新モデルまで全機種の取説がパナソニックサイトよりダウンロード入手可。設定チャンネル一覧表は別冊付録として製品に同封）。
2010年モデルまでは表紙がカラー印刷だったが、2011年以降のモデルからは経費節減とインク節約のため完全モノクロ印刷に改められている（「簡単ガイド」はこれまで通りカラー印刷）。
2013年春以降モデルは以前の3部構成から1部構成へ集約され、「接続ガイド」と（カラー印刷だった）「簡単ガイド」は廃止された（TH-L19C50を除く）。
発売当初～2007年モデルまでは「アンテナ線の加工・接続方法」が詳しく書かれていたが、各家庭の視聴環境により用意する周辺部品（ケーブル・分配器・接栓など）が異なることに配慮し、2008年モデル以降はアンテナ線加工方法表記を省略。アンテナ線接続方法表記は大幅に簡略化され、「アンテナ接続に必要な部品の追加・およびアンテナが強風などにより倒れて破損し交換の必要が生じた場合は販売店に連絡する」よう呼びかけている。

##### ビエラ操作ガイド（電子説明書）
「ビエラ操作ガイド」は、600/60シリーズ以降（2006年以降製造の機種）に採用された「画面で見る取扱説明書（マニュアル）」のこと（ただし同じ2006年モデルのTH-15LD60は前年2005年モデル「50シリーズ」に準じた機能なのでビエラ操作ガイドは非搭載）。従来の紙の説明書だけでは分からない事柄や使用していて操作方法が分からなくなった時、リモコンの「?」ボタンを押すと「ビエラ操作ガイド」画面に切り替わり操作方法を分かりやすく説明してくれる。PX・PZ・LX600・LX75S・LX75シリーズ（高級モデル）は音声ガイド付（音を出さないようにすることも可）だが、PX&LX60、LX65、LX70、LD70シリーズ（普及モデル）は音声ガイド非搭載で、画面によるサポートのみである。しかし音声ガイド無しモデルが発売されたのは2006年・2007年モデルのみで、2008年モデル以降は全機種「音声ガイド付（音無しモードにも設定可）」へ統一されている。
なおビエラ操作ガイド搭載機種においては紙の説明書（TV編）の表記内容が（ガイド非搭載の）従来モデルより簡素化されており、紙の説明書に書かれていない事柄はビエラ操作ガイドを参照するよう促されている。また操作ガイド本編とは別に、紙の説明書に書かれている機能をより詳しく説明する目的から、各項目毎に3桁のコード番号が割り当てられており、リモコンの「?」ボタンに続けて項目毎の3桁番号を入力すればその事項が表示される。
さらに2010年以降のモデルの場合、前年2009年モデルまで取説本編に書かれていた「用語解説」と「故障・異常の見分け方と処置方法」項は（取説紙面改編に伴い取説本編より削除され）ビエラ操作ガイドにのみ掲載となっている。
2013年春モデルからは各項目毎の3桁コードが廃止された（TH-L19C50を除く）。
2024年モデルからは独立した「？（ガイド）」ボタンが廃止され、ビエラ操作ガイドは「ホーム」メニューの歯車（各種設定）アイコン内「デバイスとソフトウェア」カテゴリに内含される方式へと改められている。

#### リモコン（らくらくリモコン/新らくらくリモコン）

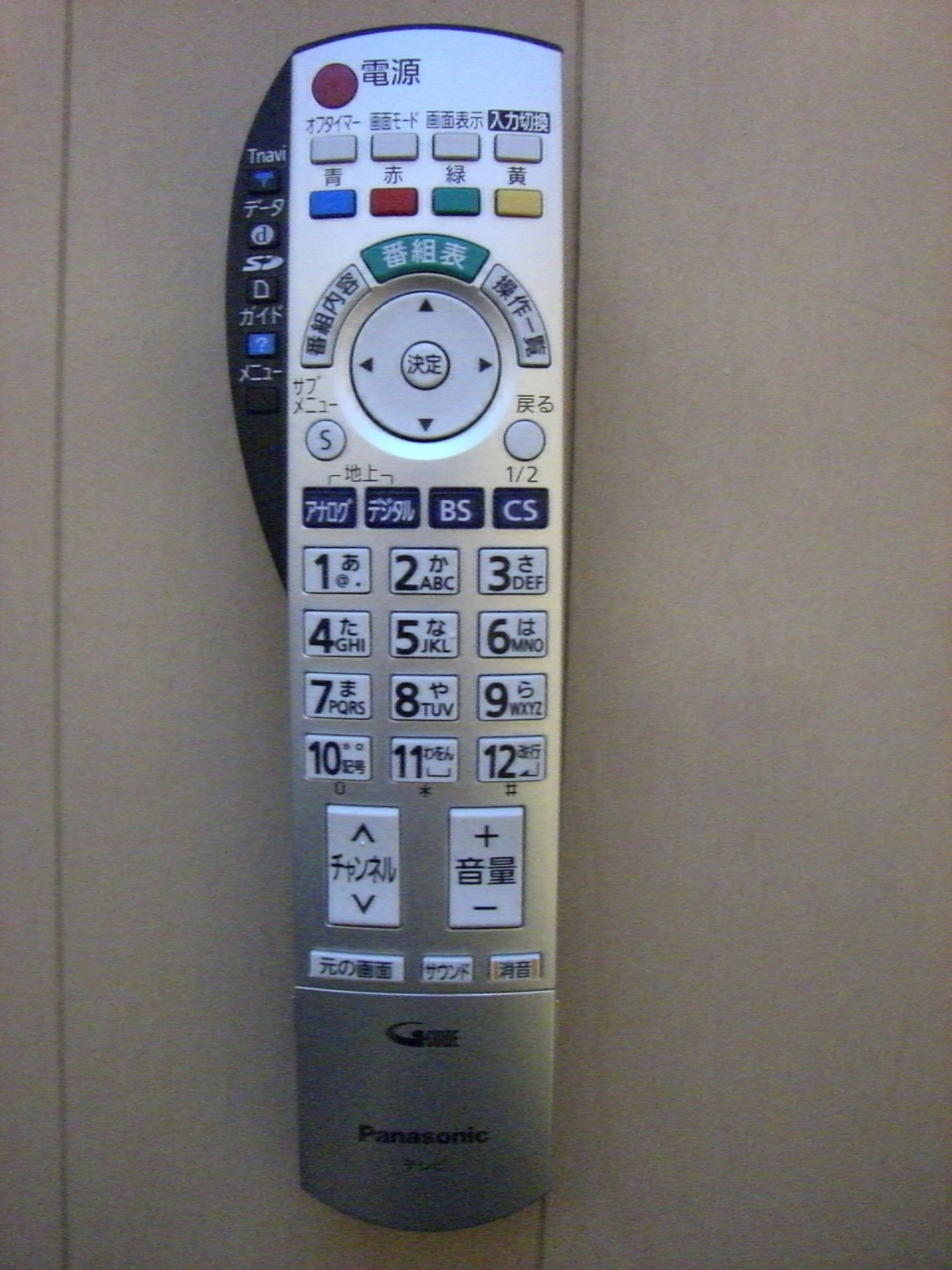
新らくらくリモコン

「らくらくリモコン」はビエラ500/50シリーズ以降（地デジブラウン管TVはD65シリーズのみ）に採用された新デザインのリモコン。ボタンサイズを従来モデルの約1.5倍に大型化し、外観は手になじむラウンド或いはフラットフォルム。どの世代にも使いやすいユニバーサルデザインとなっている（2004年モデルまでとはボタン配置を大幅変更。人間工学の視点に基づく形で押しやすさ・使いやすさを考慮。使用頻度の高いボタンを大型化して中央部に配置し、ある程度の高さを付けて押しやすくしている）。また放送切替ボタンはパナソニック独自の（=パナソニックだけの）特徴として「数字ボタンを押せばどの種類の放送を視聴しているかを内蔵赤色LEDが点滅表示して知らせる」機能を有している（この機能は地上デジタルチューナー内蔵ビエラ発売当初より採用。但し電池が消耗するとボタン操作ができても表示が暗くなったり光らなくなる場合があるので、ボタン点滅機能や音声認識機能搭載モデルのリモコンにはアルカリ乾電池使用を推奨。なおディーガリモコン及び地上波チューナーのみ内蔵のVIERA、2011年春モデルのC3シリーズ以降の放送切替ボタンより点滅機能廃止が進み、2012年以降は全機種で放送切替ボタン点滅機能廃止）。
色はシルバーとブラックの2種類があるが、2010年モデルはBS・110度CSデジタル内蔵機がブラックに統一され、シルバーは地デジ&地アナのみ視聴可能な機種と2011年春モデル「C3シリーズ」のみとなった（2017年以降モデルより、ビエラリモコンは全機種「ブラック」へと統一）。
2006年以降製造のLX&PX600/60シリーズ以降からはビエラリンクに対応した「新らくらくリモコン」へと進化（TH-15LD60は除く）。前作の500/50シリーズとはボタン配置や操作メニュー内容が一部変更され、蓋内にはパナソニック製DIGAの基本操作ボタン（一部のパナソニック製BD／DVDプレーヤーも操作可能。リモコンモードは出荷時は「1」に固定されているが、「2」または「3」に設定を変更することも可能）を、さらに操作方法を映像と音声で分かりやすく説明する「ビエラ操作ガイド」をそれぞれ新設（音声を出さないようにすることも可。LX60シリーズはビエラリンクなし。またPX/LX60・65、LX/LD70シリーズの場合、操作ガイドは音声無しで画面表示のみ）。データ放送視聴時などに用いる4色ボタン（青・緑・赤・黄）は（2005年モデルまでの）白地に各色を上塗りする方式から各色毎の樹脂地を用いる方式に変更され見やすくなった。
さらに2007春モデル（液晶LX75S/75/70,LD70、プラズマPZ700/70SK 700/70の各シリーズ）からもボタン配置を一部変更した他、色ボタンの配色・デザインを従来モデルより見やすくした「カラーユニバーサルデザイン」を採用。なお2007年秋モデルからは当リモコンの本体色をこれまでのシルバーから黒へと一新させている（750/800/85シリーズのみ）。さらに2008年春モデル（800/80/85/8シリーズ）もボタン配置を前作より一部変更している（十字キーの三角部分に突起を追加）。
2009年春モデルからはボタンサイズを大きくしたままリモコン本体をこれまでのラウンドフォルム（丸みを帯びた形）から薄く平骨（フラット）化したデザインに改め、十字キーのデザインをこれまでの丸一体型から矢印・決定キー分離型へと変更（BS・110度CS非内蔵モデルのみ）。DIGAも同様に2009年春以降の機種よりデザインがラウンドフォルムからフラットフォルムに変更され、スクロール（ジョグダイヤル）及びジョイスティック機能が廃止された（ディーガの「新らくらくリモコン」ではTV受像機メーカー設定時において番号を「24」に合わせた場合、2006年以降製造のVIERAに対してのみ入力切替ボタンが放送切替ボタンも兼ねる=この「24」設定で従来のパナソニック製アナログテレビ及び2005年以前のビエラも操作可能だが、この場合は入力切替ボタンのみ動作しない。なおビエラ側ではケーブルの繋がっている外部入力端子画面のみを表示し、ケーブルの繋がっていない端子は飛ばせる「入力自動スキップ」設定可。2005年以前の機種ではケーブルの繋がっている外部入力端子が一つも無い時に入力切替ボタンを押した場合、「外部入力端子に何も接続されていません」というエラーメッセージを画面上部中央に赤文字で表示。2006年以降の機種では入力切替ボタンを押すと外部入力一覧が画面左側に表示され、ケーブルの繋がっていない入力は灰色表示となり切替不可。なおディーガリモコンの入力切替ボタンによるビエラ放送切替では、各放送毎に以前視聴していたチャンネルを出画）。さらに「ビエラ」以降のモデルでは初期設定項目に「モニター出力停止設定」が追加され、「ヨコヅナ」から「タウ」までのブラウン管モデルではビデオ入力1のみに適用されていた「（入出力ケーブルを同一の録画兼再生機に繋ぎ、当該機と繋いでいる外部入力に切り替えると機器間を同一信号が循環するために発生する「映像・音声の発振・雑音現象」を防ぐための）外部入力信号のモニター出力停止設定」が全ての端子に対して可能となった。
2009年以降製造の機種より、視聴しない・及びアンテナ線を繋がない種類の放送切替ボタンをメニュー操作でロックする（動作できなくする）ことが可能となった（SPS店限定モデルではメニュー操作のみならず、簡単リモコンのボタンをシフトキーとして操作することでも視聴しない放送切替ボタンのロックが可能）。ただしロック可能なのは地アナ・BS・CSのみで、地デジのロックは不可。同様の機能は（パナソニック以外の他社製テレビも操作可能な）汎用リモコンRP-RM102A/202も搭載している。
さらに3桁番号を入力してのデジタル放送チャンネル選局操作は、2008年モデルまでは蓋内にある「チャンネル番号入力（又は3桁入力）」ボタンを押した後に希望チャンネルの3桁数字を入力する方式だったが、2009年モデルからは（「3桁入力」ボタンが廃止され）「サブメニュー」ボタンを押して「3桁番号入力」を選んでから希望チャンネル番号を数字ボタンで入力する方式に改められている。なおチャンネル番号入力ボタンは放送切替機能も兼ねているが、サブメニューからの3桁入力は現在視聴している種類の放送内のみで3桁入力選局が可能で、チャンネル番号入力ボタンで可能だった「放送種類を跨いでの3桁入力（例えば地デジを視聴中にBSデジタルチャンネルを3桁入力で選局）」は（サブメニューからの3桁入力では）不可能となったため、事前に放送切替ボタンを押して視聴する放送の種類を確定させておく必要がある。
加えて2009年以降のモデルより「らくらくアイコン」ボタンも新設。使用頻度の高い機能をPC同様アイコン化して画面表示し、煩わしいメニュー操作を介さずボタン一つで目的の機能へ直接行けるようになった。
Zシリーズ（TH-P54/P50/P46Z1）はVIERAで初めて信号方式を従来の赤外線から無線伝送方式（ソニー「BRAVIA」に採用の“おき楽リモコン”と同タイプ）に改め、TV本体のリモコン受光（リモートセンサー）部に向けなくても操作可能（Zシリーズ以外の機種は従来通り赤外線伝送）。ただし無線伝送タイプのリモコンは予めリモコンタイプをTV本体に登録していなければ使えない（他機の赤外線伝送式リモコン=パナソニック製AV機器に付属しているパナソニックテレビが操作可能なリモコン、及びパナソニック製テレビが操作可能な他社製リモコンを用いてZシリーズを操作することは可能だが逆にZシリーズに付属のリモコンで赤外線伝送式の他機を操作することはパナソニック製であっても不可）。なお無線伝送式リモコンはZシリーズにのみ採用され、2009年秋冬及び2010年春モデルのリモコンは従来通り赤外線伝送方式である。
なおDIGAでは2010年夏モデルの「DMR-BWT3000K」と同年秋モデルの「DMR-BW3100K」のみが無線式リモコンを採用（DIGAが操作可能なパナソニック製及び他社製の赤外線式リモコンでBWT300K/3100Kを操作することは可能だが、逆にBWT3000K/3100Kに付属のリモコンによる他機操作はTV受像機基本操作のみ可能で、それ以外の他機操作はパナソニック製も含め不可）。
このタイプはパナソニック製DVDレコーダー「DIGA」及び日立リビングサプライ製（パナソニックOEM）地デジ液晶テレビにも採用されている。
2011年春モデル（VT3/GT3/ST3/X3/C3シリーズ）のリモコンは、放送切替ボタンが「地上」・「BS」・「CS」の3個構成に変更。空いた右上部分は「ネット」ボタンに差し替えられた（地上アナログチューナーもこれまで通り内蔵しているが、放送切替の地上波ボタンはこれまでのアナログ・デジタル分離型から両者統合型に変更。工場出荷時は「地上」ボタンを押すとデジタル放送が映るので、地上アナログ放送を視聴する場合は初期設定メニュー画面「地上ボタン設定」項にて「デジタル」・「アナログ」どちらを視聴するか選択）。このボタン構成は今後2011年夏モデル以降の機種における標準規格となった（同年夏モデル以降の機種は地上アナログチューナーを完全撤去しデジタル3波チューナーのみ内蔵が標準規格となったため）。また同年以降モデルからは「リモコンモード切替機能」を新搭載。「2台以上のパナソニックテレビを同じ部屋で使う場合、リモコンモードを各機で別々に設定する」ことで混信を防げるようになっている（工場出荷時のリモコンモードは「1」。パナソニックテレビを1台しか使っていない場合はモード変更不要で、2台以上同時に使う場合はもう一方の機種のモードを「1以外の数字」に合わせる）。
登場当初のビエラはチャンネル選局機能に加え「文字入力」機能も搭載していたため・数字ボタンには文字と記号も表記されていた。しかし2012年以降モデルより文字入力機能が廃止され、同時にアクトビラサービスが終了したため、現行モデルの数字ボタンは（かつて生産されていたアナログTV受像機同様）「数字のみの記載」へ戻されている。
なお「らくらくリモコン」・「新らくらくリモコン」はいずれも本体への信号送信部を従来の1箇所から2箇所へと増やし、リモコンを斜めや縦に持った状態でも操作可能（DIGAも同様。ただしビエラ2009年春モデルX/Cシリーズの送信部は1箇所のみ）。4Kビエラ上位機種（有機ELモデル）は従来の赤外線に加え「Bluetooth方式」も併用しており、本体前面の「リモートセンサー」部へ向けなくてもリモコン操作が可能となっている（初期設定として「本体・リモコン双方のペアリング作業」が必要。ペアリングせず従来の赤外線による操作も可能）。
また基本機能のみに限定したパナソニック純正の汎用リモコンも2機種発売（パナソニック専用のTY-RM200、他社製TVも操作可能なRP-RM102。ビエラ付属リモコン同様「光る放送切替ボタン」搭載）。ビエラ付属の「新らくらくリモコン」と同一デザインで使いやすさを追求、ボタンサイズを従来モデルより大型化して押しやすくしている（「光る放送切替ボタン」は放送切替方式のモデルに設定した場合のみ動作）。同種のリモコンは系列店でのみ販売の機種「PZ/PX/LX88/V11/X11/X22/V22/D22/X21/X33/V33シリーズ」にも付属（STBの操作は不可、「ケーブル」ボタンは「BSお天気」ボタンに差し替え。2010年春モデルX22/V22シリーズ、同年秋冬モデルD22/X21シリーズの簡単リモコンは放送切替ボタンから地上アナログ放送が外され「静止」ボタンに、「ケーブル」ボタンは「快聴」ボタンに各々差し替え、「イヤホンモード」ボタン新設（2011年春モデル「TH-L32X33/L37DT33」とプラズマ3DビエラVT33シリーズの50v・46v・42v型=TH-P50/P46/P42VT33は加えてCSボタンも外され放送切替は地デジとBSのみ。ただし多機能「新らくらくリモコン」の放送切替ボタンは従来通り地上アナログとCS放送も付いている）。さらにDIGAでも2010年秋モデル「DMR-BR590」と系列店限定モデル「DMR-BW695」には（今までの「新らくらくリモコン」に加え）基本操作のみに限定しボタン数を減らした「簡単リモコン」も付属し（加えてBW695にはパナソニック純正HDMIケーブルも付属）、従来のビデオデッキからBDへ乗り換えたばかりで使い慣れない人でも操作しやすい工夫がなされている（「新らくらくリモコン」のみ付属のBWT3100/BWT2100/BWT1100/BW890/BW690も別売オプション扱いでBR590付属品と同タイプの「簡単リモコン」使用可、ただしこのリモコンで2010年夏モデル以前のディーガを操作することは不可。またTV受像機の操作は従来通り「新らくらくリモコン」でのみ可）。
なお2008年6月には今までのTV・STB（RP-RM102の基本機能）に加え、（DIGAを含む）DVDレコーダー&プレーヤー・ビエラリンク・Gガイド・メニュー操作に対応したボタンも追加された汎用リモコン「RP-RM202」も発売（VIERA&DIGAの「新らくらくリモコン」と同一デザイン。放送切替方式のモデルに設定した場合にのみ動作する「光る放送切替ボタン」も搭載）。ただしDVDレコーダーと地上デジタルTVの相互連動機能はパナソニック製「ビエラリンク」に対応するが、他社製の連動機能（ブラビアリンク・レグザリンク・AQUOSファミリンクなど）にも一部機能を除き対応している。またこのリモコンで従来の（アナログチューナーのみを搭載した）ビデオデッキやテレビデオの操作は（パナソニック製も含め）不可。
2013年には（SPS認定）パナソニックショップのみで購入可能な手元スピーカー&音量つまみ付き簡単リモコン「“聴こえモン”TY-RM800S」を発売（専用無線送信機と3.5mmミニプラグ付きアナログオーディオケーブル付属。無線送信機へ繋ぐ付属ケーブルはTV受像機の「ヘッドホン」端子へ接続。リモコン本体は単3乾電池2本と付属ACアダプタの2電源対応）。なお本モデルは（RP-RM102A/RM202とは異なり）パナソニック製TVのみ操作可能（一部動作しない機種もあり）で、「地上」・「BS」の各放送切替ボタンに点滅機能は無い。
2021年以降に発売された4Kチューナー内蔵機種（有機ELも含む）のリモコンは（これまでの単3乾電池2本使用から）「単4乾電池2本使用（アルカリを推奨）」へ変更され、ネットダイレクトボタン増設に伴いボタン配置と本体デザインも大幅変更。有機ELを含む4Kビエラ現行モデルのリモコンは一部機種を除き「単4乾電池2本使用」へ統一され、単3乾電池2本使用の従来型リモコンは4K非対応据置パーソナルモデル（TH-32/24J300・TH-32J350）・プライベートビエラ一部機種（UN-19FB10H/F11）・レイアウトフリービエラ一部機種（TH-43LF1）・ビエラ&ディーガ汎用リモコン（パナソニック以外の他社製機種は操作不可）「DY-RM50」に残るのみとなった。ダイレクト式放送切替ボタンは2023年モデルまでは青色だったが、2024年モデルからは数字ボタンなどと同じ黒色へと改められている。電池蓋は2023年モデルまでは下半分のみが開く方式だったが、2024年モデルからは「送信部を除く下側全体が開く方式」へと改められた。
2022年には、パナソニック以外の他社製テレビも操作可能な防水リモコン「DY-RM60」が発売されている（単4アルカリ乾電池2本使用。本体デザインはプライベートビエラ用防水リモコン「DY-RM35」に準じているが、ボタン構成は異なる。再生・停止などのボタンも付いているが、ディーガなどのBDレコーダー操作には非対応）。
これら「新らくらくリモコン」及び「簡単リモコン」では従来モデルのパナソニック製テレビ（VIERA以外のアナログチューナーのみ搭載した機種）も操作できる（ただし一部動作しないボタン有り）が、1992年以前製造の機種については動作しない場合有り。
系列店限定モデルではメインリモコンに加え、主要ボタンのみを搭載した大きくて押しやすい「簡単リモコン」も付属。高齢者が音声を聴き取りやすい「聞こえサポート」ボタンも設けられた（聞こえサポート機能を有効にすると、サラウンド・音声メニュー機能は使用不可）。なお4Kチューナー内蔵機種に系列店限定モデルは設定されておらず、簡単リモコン付属の現行モデルは2021年発売「TH-32J350」のみとなっている。
ホームシアターシステムのリモコンはラックシアターが「単3乾電池2本使用」・シアターバーが「ボタン電池CR2025使用のカードリモコン」とそれぞれ区別されていたが、2011年発売のラックシアター「SC-HTX720/520」を最後に単3乾電池使用シアターリモコンは消滅。現行モデルのシアターリモコンは全機種「ボタン電池CR2025を用いるカードリモコン」へ統一された（ボタン電池は工場出荷時にリモコン内へ装填済みで、開梱・設置後初の使用開始時に消耗&液漏れ防止用絶縁シートを引き抜く。電池交換時は乳幼児などがボタン電池を誤飲する事故が起きないよう十二分注意が必要）。

#### ファミリーイヤホン端子/機能
上位機種においては通常のイヤホン・ヘッドホン端子に加え、イヤホン・ヘッドホンを差し込んでもスピーカーの音が消えず2画面機能搭載（チューナー2系統装備の）機種では左端子から左画面が、右端子からは右画面の音声がそれぞれ別々に出る「ファミリーイヤホン端子」が装備されている。
また、家族で別々の音量での視聴を可能にするために、スピーカーとイヤホン音声を同時出力する機能（ファミリーイヤホン機能）が搭載された機種もある。
「端子2系統搭載型ファミリーイヤホン」モデルは2006年（液晶ビエラは2005年）発売機種を最後に廃止され、現行モデルは「イヤホン端子を1系統へと減らした代わりに、イヤホンを差し込んだ時も本体スピーカーから同時に音を出すか否かをメニュー操作で選べる方式」へ改められている。なおビエラリンクメニューで「音声をシアターから出す」を選んだ場合、本体イヤホン端子から音声は出力されない。またアナログオーディオ兼用モニター出力端子が2010年モデルを最後に廃止されたため、現行モデルはイヤホン端子が「音量可変式アナログオーディオ出力」も兼ねている。

### 品番法則

#### 2008年まで
2008年までに発売されたモデルはTH（テレビの頭記号）-インチ数+2桁のアルファベット+1 - 3桁の数字の3 - 5桁で表される。また、サイドスピーカーモデルは最後に「S/SK」が付く。「K」はブラックモデルの意味である。
- 1桁目はパネル素材を表す。「P」=プラズマ、「L」=液晶
- 2桁目は解像度及び機能を表す。「A」=4:3（デジタルチューナー非搭載）、「B」=4:3（デジタルチューナー非搭載・アナログBSチューナー搭載）、「D」=4:3（デジタルチューナー搭載）、「X」=ハイビジョン、「Z」=フルハイビジョン、
「R」=DVDレコーダー一体型モデルもしくはHDD内蔵モデル、「W」=ワイヤレスモデル。
- 3桁目はモデル世代を表す。2005年〜2008年は発売年の下1桁である（例：2006年モデル=6*/6**、2007年モデル=7*/7**）。
- 4桁目と5桁目はクラスを表す。1桁モデルはこの桁に何も付かない（例：TH-17LX8）。1桁=低価格機、2桁=普及機、3桁=高性能機という位置づけ。

また、1桁モデルと2桁モデルではBS/CSデジタルチューナーの有無・2桁モデルと3桁モデルではHDMI端子の数、ダブルチューナーの有無、インテリジェントテレビ番組ガイドの有無、アクトビラ・ビデオ対応/非対応などが異なる。

#### 2009年春モデル - 2013年秋モデル
2009年春モデルからは、TH-パネル素材+インチ数+シリーズ名+モデル世代で表される。このうちモデル世代は通常は1桁だが、スーパーパナソニックショップ限定モデル、一部のモデルは2桁で表される。また、2009年 - 2011年はモデル世代が発売年を平成で表した年の下1桁である（例：2010年〈平成22年〉モデル＝2/2 *2011年〈平成23年〉モデル＝3/3*）。

#### 2014年春モデル - 2023年モデル
2014年春モデル以降は後述のプラズマテレビの生産終了に伴って液晶のみのラインナップとなったため、2009年春モデル〜2013年秋冬モデルまでの型番法則からパネル素材を示すアルファベットが無くなり、TH-インチ数+シリーズ名（1文字又は2文字のアルファベット+グレードを示す3桁の数字）に変更となった（後述するスーパーパナソニックショップ専売機種は量販店向け機種と型番法則が一部異なる）。
アルファベットは1文字であればスタンダードタイプ。2文字であれば*Sはハイグレードモデル、*Xは4K UHDモデル、*Zは有機ELモデルをそれぞれ示し、最初の1文字目は世代を示す（2014年モデルは"A"、2015年モデルは"C"、2016年モデルは"D"、2017年モデルは"E"、2018年モデルは"F"、2019年モデルは"G"、2020年モデルは"H"）。なお、アルファベットと3桁の数字の組み合わせに関しては、2013年秋冬モデルのTH-L65WT600から使用が開始されている。

#### 2024年モデル以降
テレビ生産開始以来続いてきた松下時代からの型番「TH」は、本年発売機種より「TV」へと改められた。また、シリーズ名が1文字のアルファベット+グレードを示す2桁の数字+1文字のアルファベットの組み合わせに改められ、最初のアルファベットはWは4K UHDモデル、Zは有機ELモデルを示す。

### 機種一覧

#### プラズマテレビ
パナソニック純正のBS・UV分波器付属（部品コード：K2HZ103Z0005 2007年夏モデルPZ750/70シリーズ、2008年春モデルPX80シリーズ以降は別売・サービスルート扱い）。

##### 2003年モデル（初代・20シリーズ）
- TH-50/42/37PX20 - 「デジタル3波チューナー内蔵プラズマビエラ」第1号。
- TH-42/37PA20

初代ビエラ。次世代テレビ放送である地上デジタル放送に対応することをはじめ新開発のPEAKSエンジンやTナビ、NEWテレビ番組ガイドなど先進機能を搭載。未来感あふれる「NEWパワーリモコン」も好評で「『一枚』の知性体」をキャッチフレーズとした大々的な宣伝でアピール。ただし当時50v型で100万円前後と非常に高価だった。

##### 2004年モデル（2世代・30/300シリーズ）
- TH-50/42/37PX300
- TH-65DX300 - 各種デジタル・アナログチューナーは非搭載の「プラズマディスプレイ」。価格200万円。

当時世界最高の36億2000万色相当の色表現を実現、アテネオリンピック開催などこの頃からシェア獲得。また、世界最大の65インチプラズマディスプレイも発売された。

##### 2005年モデル（3世代・50/500シリーズ）
- TH-50/42/37PX50
- TH-65/50/42/37PX500

新PEAKS搭載、PX500シリーズにHDMI搭載など。また廉価版のモデルの追加が更なる普及に貢献した。65インチは各種チューナーも追加され、フルHD搭載と高精細化された。またこのシリーズからは「らくらくリモコン」としてデザインを大幅変更（後述）。また唯一SDカードへのデジタル放送（CPRM）録画に対応している。再生対応機器はパナソニック モバイルコミュニケーションズ（PMC）のNTTDoCoMo P902i/P702i/P902iS/P702iD/P703iμ/P704iμとPX500/LX500シリーズのVIERAのみである。

##### 2006年春モデル（4世代・60/600シリーズ）
- TH-50/42/37PX60
- TH-58/50/42/37PX600

新たに58インチをラインアップ。操作を画面と音声でサポートする「ビエラ操作ガイド」機能（PX60シリーズは音声なし・画面によるサポートのみ）や高級機・普及機にビエラリンク対応HDMI端子を2基搭載など。さらに50/500シリーズで好評の「らくらくリモコン」が「新らくらくリモコン」へと進化（後述）。

##### 2006年秋モデル（4.5世代・600シリーズ）
- TH-103/65/58/50PZ600 - 65v型はスピーカー分離式。103v型はスピーカー別売。受注のみで販売されるTH-58PZ600KというTH-58PZ600のブラックモデルも存在する。

新たに103インチをラインアップ。いずれもフルHD/1,920×1,080ドットのプラズマパネルを採用。新開発の「フルハイビジョンPEAKSパネル」を搭載し、駆動方式やフィルタの改善により暗所コントラストは業界最高という約4,000:1を実現する。また、映像エンジンも16bit演算を行う「フルハイビジョンPEAKSドライバー」を搭載するなどで、「奥行き感を超え、空気感を表現する」という。ビエラリンク・1080p入力に対応するHDMI端子を増やし背面に2系統、前面に1系統計3系統装備。フルハイビジョンPEAKSプロセッサーの演算能力を活用し、最大19チャンネル/12時間分の表示が可能な「ワイドインテリジェントテレビ番組ガイド」を搭載した。なお背面端子カバー搭載は本年発売機種が最後となり、翌2007年以降発売機種より背面端子カバーは全廃されている。
103v型は重量が345kgあり、通常製品と異なり設置面（特に床面）が他機種より頑丈でなければならないため受注後は設置及び搬入に問題がないかについて事前に電器店あるいは専門業者が顧客宅を下見することになっている（壁・床の補強工事が必要な場合があり、それらが不可と判断されれば注文は受けられない。量販店・地域電器店問わず輸送・設置費用が別途加算）。また受注生産のため注文から納品まで数ヶ月を要し、電源はエアコンやIHクッキングヒーターと同じ200Vを使用する（従来の100Vコンセントのみの場合、200Vコンセントを新設する工事が必要）。
なおTH-103PZ600の実物展示はパナソニックセンター東京とパナソニックセンター大阪のみで行われておりパナソニックショップ、家電量販店、パナソニックフェアなど一般の店頭展示は輸送・設置費用が他機種よりかさみ、かつ搬入出経路及び展示スペースの確保が難しいためされていない。
ただし2007年2月3・4日に行われた名古屋地区の「ナショナル・パナソニックフェア“愛・LOVE中部”」の場合、会場は広大な吹上ホールだったためTH-103PZ600が例外的に展示された。さらに同年10月13・14日にIBC岩手放送本社ロビースタジオで行われた盛岡地区「ナショナル・パナソニックフェア2007秋」には、岩手県内で初めてTH-103PZ600を積んだイベントカーが出動。正面玄関前に停車して実際に映像・音声を流した。
その他、TH-103PZ600はパナソニックセンター東京とパナソニックセンター大阪のみの展示と上記で記しているが確認できているところでは大阪市梅田のヨドバシカメラ（ヨドバシ梅田）、秋葉原のヨドバシカメラ（ヨドバシAkiba）、伊丹市北伊丹のミドリ電化、なんばのLABI1ヤマダ電機、広島市のデオデオ本店ではTH-103PZ600の展示を確認している。また2007年度よりこのTH-103PZ600を積んだイベントカーを全国各地に出動させ、地デジの面白さなどを体感して貰う上記のようなミニフェア（パナソニックフェア）を開催する販促活動も進行中。こうしたイベントカー販促による売り上げは漸増傾向にある。2008年9月1日には後継機種「TH-103PZ800」が発売。

##### 2007年春モデル（5世代・70/700シリーズ）
- TH-50/42PZ700SK（フルHD・サイドスピーカー）
- TH-50/42PZ700（フルHD・アンダースピーカー）
- TH-42/37PX70SK（サイドスピーカー）
- TH-50/42/37PX70（アンダースピーカー、スイーベルなしの据置スタンド付属）

前作600&60シリーズとはリモコンのボタン配置・Gガイドのデザインを一部変更。また世界で初めてフルスペックハイビジョンモデルを42v型にまで拡大。さらにHDMI端子を前面にも新設（PZ700SK・700シリーズのみ）。なおこのモデルより2画面付き機種（700シリーズ）の地上アナログチューナーは1系統のみの搭載となり、アナログチャンネル同士の2画面表示はできなくなっている。

##### 2007年秋モデル（6世代・70/750シリーズ）
- TH-65/58/50/42PZ750SK（サイドスピーカー）
- TH-50/42PZ70（アンダースピーカー）

全機種がフルHDモデルである。BS・UV分波器は別売り（パナソニック純正品使用の場合はサービスルート扱い）。
前作700/70シリーズより本体外観の黒色を濃くし、リモコン（新らくらくリモコン・後述）もこれまでのシルバーからブラックに一新させた（750シリーズのみ、70シリーズのリモコンは従来通りシルバー）。PZ750SKではHDMI端子を3系統に増設。スピーカーが強化され、音質向上も図っている。さらにリモコン受光部（リモートセンサー）も58v・65v型のみ従来の1箇所から2箇所に増やし、遠くの視聴位置からでも操作しやすくしている。
PZ750シリーズでは自社のテレビドアホン「どこでもドアホン」の子機の映像をVIERAの画面で確認できる機能が追加された。「どこでもドアホン」専用PLCアダプターを介して接続する。

##### 2008年春モデル（7世代・80/85/800シリーズ）
- TH-50/42/37PX80（アンダースピーカー）
- TH-50/46/42PZ80（アンダースピーカー）
- TH-46/42PZ85（アンダースピーカー）
- TH-103/65/58/50/46/42PZ800（3ウェイ6スピーカー、103v型はスピーカー別売り。65v/58v型は2008年9月1日、103v型は同年9月10日発売）

PZ800を除きチューナーは1系統のみ搭載だが、外部入力画面を同時に表示できる「簡易2画面」機能を新設。固定式（スイーベル無し）据置スタンド付属（前作750/700/70シリーズとはデザインを大幅変更）。（2画面モデルのPZ800シリーズ以外は）ファミリーイヤホン機能廃止（通常のイヤホン端子のみ）。また、同社初となる46Vが加わった。65v/58v型は前作PZ750SKを、103v型は前々作PZ600を各々継続販売していたが2008年9月1日からは当シリーズに103v/65v/58v型が（600/750シリーズの後継機種として）加わった。

##### 2008年秋モデル（8世代・900シリーズ）
- TH-50/46/42PZR900

パナソニックビエラでは初めて録画機能を搭載（1TBハードディスク内蔵）。録画機能使用時に用いるGUI「らくらくアイコン」機能新設。i.LINKを介してDIGAに移動可能（対応機種はDMR-XP20V/XW30/XW50/XW40Vを除くi.LINK搭載全機種）。また、パナソニック製のD-VHSビデオデッキ（すでに全機種生産終了）への移動もi.LINKを介して可能である。内部ソフトウェアのアップデートによりYouTube視聴にも対応している。据置スタンドは首振り（スイーベル）機構付き（50v/46v型は左右各10度、42v型は左右各15度まで角度調整可）。

##### 2009年モデル（9世代・X1/V1/G1/R1/Z1シリーズ）
- TH-P42/P37X1

2009年2月発売の最初の新型VIERA。非フルHD。同じX1シリーズでも32v型以下は液晶になる（下述）。据置スタンドデザインを丸形に変更。前面端子・SDカードスロット・イヤホン端子・本体操作ボタンをこれまでの前面から側面に移設。このX1シリーズのみ2009年モデルのVIERAで前世代のプラズマパネル採用となっている。
- TH-P65/P58/P50/P46/P42V1
- TH-P50/P46/P42G1

2009年の3月発売のVIERAの第2弾。同社初のネオ・プラズマパネル(Neo PDP)搭載、フルHD。アクトビラビデオフルに対応(V1シリーズはさらにYoutubeに対応)、デジタルチューナーは1系統のみの搭載だが、外部入力画面を同時に表示できる「簡易2画面」機能を搭載、同じV1/G1シリーズでも37v型以下は液晶となる（下述）。V1シリーズはチューナー一体型で薄さが約2インチを実現したモデル（据置きスタンド取り外し時の本体の厚さ。ただし突起物などは除く）。V1シリーズはまず50V/46V/42V型が発売され、65V/58V型はラインナップ拡充のため、しばらく間をおいて発売されたため、発売日が異なる。なおこの9世代モデルではV1シリーズのみハリウッドカラーリマスターを搭載している（X1/G1/Z1シリーズは非搭載）。
- TH-P54/P50/P46Z1

2009年の4月発売のVIERAの第3弾。ネオ・プラズマパネル(Neo PDP)搭載、奥行が約1インチ（46vは49mm）という薄さを実現し2009年モデルでは最薄。チューナー分離型であるが、オプションの「フルハイビジョンワイヤレスユニット」（WirelessHD規格）を装着することで約10メートルまで離れた位置でも圧縮ノイズのない高画質映像が楽しめるのが特徴。
これまでのプラズマモデルは、（2桁の）エントリーモデルはシングルチューナー（アナログ・デジタル共）でi.Linkは省略。（3桁の）ハイエンドモデルはダブルチューナー（デジタルのみ・アナログはシングル）でi.Linkは搭載されていたが、今回の9世代モデル全てがエントリーモデルと同様の構成となった。10世代シリーズ発売後はP54Z1のみとなる。
- TH-P50/P46/P42R1

PZR900シリーズの後継機種だが録画機能用に搭載されているHDDがこれまでの1TBから500 - 250GBに少なくなっているだけでなく、YouTube視聴の対応ができなくなった。また9世代モデル（ベースモデルはGシリーズ）同様にi.Linkが廃止されたためにそのHDDに録画された番組をブルーレイDIGA（DMR-BW200以降の機種）へのダビング（ムーブ）機能ができなくなったが、ブルーレイDIGAの2009年秋モデル以降の機種を対象にHDDへのダビング機能を2009年8月末にソフトウェアのダウンロードによる提供された。なお当シリーズは（液晶ビエラRシリーズも含め）「ワンセグ持ち出し」機能が新設され、録画した番組はワンセグ対応携帯電話やビエラワンセグ（下述）で再生可能。ただしモニター出力端子・Irシステム端子は非搭載であるため、当シリーズの内蔵チューナーを用いてアナログチューナーのみ搭載の録画機でデジタル放送を録画することはできない。

##### 2010年モデル（10世代・S2/V2/G2/R2/VT2/RT2Bシリーズ）
- TH-P50/P46/P42V2
- TH-P50/P46/P42G2
- TH-P46/P42S2

2010年2月発売（V2シリーズは同年3月発売）。G2シリーズは新開発ブラックパネル搭載。V2シリーズは新開発フル・ブラックパネル搭載、アクトビラビデオフル対応。パナソニック製（2009年秋モデル以降の）白物家電に先行採用された「エコナビ」をビエラにも初採用、ムダを見つけて自ら省エネ。S2映像モニター出力端子&Irシステム端子および簡易2画面機能廃止（V2シリーズはS2映像モニター出力端子のみ廃止し、Irシステム端子・2画面機能は搭載。また、V2シリーズは前作のV1シリーズにはなかったデジタルダブルチューナーも搭載したほか、「お部屋ジャンプリンク」に対応。対応のDIGAとのLAN接続により、録画番組を別室のビエラでも楽しめるほか、無線LANにも対応しており、別売の純正無線LANアダプター（DY-WL10）の接続すれば、LAN端子のない部屋でも煩わしい配線不要で「お部屋ジャンプリンク」を手軽に楽しめる。）。「テレビでネット」対応（アクトビラ、YouTube、Tsutaya TV　およびSkypeのみ）。:非フルハイビジョンのエントリーモデルであるXシリーズがプラズマテレビでは廃止され、代わりにフルハイビジョンのエントリーモデルとしてS2シリーズが新設された。同時に37v型モデルも廃止となった。
この世代よりS2シリーズを除くモデルは前面ガラスが廃止された。そのためパネルに衝撃を与えないよう注意喚起がなされている。
- TH-P65/P58/P54/P50/P46/P42VT2

2010年4月23日発売（一部店舗では2日前倒しで先行発売）。世界初となる3Dフルハイビジョン映像も楽しめる新次元3D対応モデル。付属品として専用3Dグラスが1台同梱（専用3Dグラスはオプション販売もされている）。3D映像を視聴する際、この専用3Dグラスをかけて視聴する。2Dの従来モデルより年間消費電力量を削減できる上、ムダを見つけて自ら省エネする「エコナビ」搭載でさらに省エネ。V2シリーズと同様Irシステム端子、2画面機能、デジタルダブルチューナーは搭載。また「お部屋ジャンプリンク」に対応。対応のDIGAとのLAN接続により、録画番組を別室のビエラでも楽しめるほか、無線LANにも対応しており、別売の純正無線LANアダプター（DY-WL10）の接続すれば、「お部屋ジャンプリンク」を手軽に楽しめる。42v型と46v型は2D映像を3Dに変換できる「3D変換」が新たに搭載された。同年5月28日には58v型と65v型を、7月30日には42v型と46v型を各々追加発売。さらに同年9月からはSPS認定パナソニックショップのうち、本シリーズの3D映像を店頭体験可能な店舗をSPSサイト上で検索可能。さらに同年10月からは希望する顧客に一定期間3DのVIERA&DIGAを貸し出して3D迫力映像を自宅で体験してもらう「3D無料お試しキャンペーン」も並行展開している（貸し出し製品を顧客がそのまま購入希望の場合は商品代・設置工事費・使用済み家電リサイクル料などを受け取り保証書・領収書を発行）。
- TH-P50/P46/P42R2

R1シリーズの後継として、2010年5月28日に発売。37v型以下は液晶になる（後述）。500GBのHDDを内蔵し、デジタルダブルチューナーを搭載しており、前作R1シリーズでは不可能だった2番組同時録画や裏番組録画、デジタル・アナログチャンネル相互間の2画面表示が可能になった。またオートチャプター機能は2番組録画時は双方に適用される。「お部屋ジャンプリンク」も搭載し、対応のDIGAとのLAN接続により、録画番組を別室のビエラでも楽しめるほか、無線LANにも対応しており、別売の純正無線LANアダプター（DY-WL10）の接続すれば、LAN端子のない部屋でも煩わしい配線不要で「お部屋ジャンプリンク」を手軽に楽しめる。アクトビラビデオフルやYouTube視聴、Skypeが楽しめる「テレビでネット」にも対応した。画質面でのスペックは、42v・46v型はG2シリーズ、50v型はV2シリーズと同等となる。
- TH-P46/P42RT2B

「3D VIERA」の録画対応モデルとして、2010年8月27日発売。HDDとブルーレイディスクドライブを搭載した3D対応の民生用テレビは世界初である。VT2シリーズ同様に、専用の3Dグラスが1台同梱されている。さらに、2D映像を3Dに変換できる「3D変換」機能も搭載する。ブルーレイディスクドライブはブルーレイ3Dディスクの再生に対応する他、DVDも再生可能。また、HDDに録画した番組やSDカードに保存した写真や動画をブルーレイディスクにダビングすることもできる。ただし、ルミックスで撮影したMotion JPEG形式の動画は本機で再生・録画できない（AVCHD/AVCHD Lite形式の動画は可能）。また、DVDへの録画やダビング、ブルーレイディスクへの直接録画はできない。2画面機能、お部屋ジャンプリンク・無線LAN、テレビでネット（アクトビラ ビデオフル・Skype・YouTube）対応。ムダを見つけて自らエコする「エコナビ」も搭載する。

##### 2011年モデル（11世代・S3/ST3/GT3/VT3シリーズ）
- TH-P46/P42ST3
- TH-P55/P50/P46/P42GT3
- TH-P65/P50/P46/P42VT3

2011年3月発売。最後の地上アナログ搭載モデル。（P55GT3、P65VT3を除く）VT3シリーズは業界最高水準のネイティブコントラスト500万：1を実現し、より黒を際立たせた「フル・ブラックパネルII」を搭載。あわせて、VT3と同じネイティブコントラストを実現した「ブラックパネルII」を搭載したプレミアムモデルGT3シリーズと3D対応プラズマパネル（ネイティブコントラスト200万：1）を搭載したスタンダードモデルST3シリーズをラインナップに加えた。3シリーズ共に「お部屋ジャンプリンク」とテレビでネット（アクトビラ ビデオフル・Skype・YouTube）に対応し、「エコナビ」を搭載。さらに、SDメモリーカードと外付けUSBハードディスクへの録画に対応した。なお、3Dメガネはオプションとなった。
2011年9月にGT3シリーズには55v型（P55GT3）、VT3シリーズには65v型（P65VT3）がそれぞれ追加された。この2機種については地上アナログチューナーが非搭載となる。
- TH-P42S3

2011年3月発売。最後のアナログ搭載モデル。ST3シリーズと同じく、ネイティブコントラスト200万：1を実現した新パネルを採用。SDメモリーカードや外付USBハードディスクへの録画に対応。引き続き、「お部屋ジャンプリンク」に対応している。

##### 2012年モデル（12世代・GT5/VT5/ZT5シリーズ）
- TH-P60/P55/P50/P42GT5
- TH-P60/P55/P50VT5

2012年4月発売（P50/P42GT5は同年3月発売）。本シリーズでは「スマートビエラ」として発売。新たに無線LANユニットを内蔵したことで、シンプルWi-Fiに対応した「スマートディーガ」とワイヤレスで接続できるうえに、無線LAN環境がなくても「お部屋ジャンプリンク」対応の機器へ転送して視聴することが可能。さらに、「お部屋ジャンプリンクサーバー（DLNAサーバー）」機能を搭載したことで、「スマートビエラ」に接続した外付けHDDに録画した番組などの転送視聴も可能になった。また、購入後もアプリによって便利機能を追加できるクラウド型インターネットサービス「ビエラ・コネクト」が在京民放局5局と電通が共同で推進するインターネットTV向けビデオ・オン・デマンドサービス「もっとTV」に業界に先駆けて対応している。また、従来からの「エコナビ」に加え、「エコ視聴」機能を追加。3段階の設定が可能で、電力減<大>設定時には映像信号をオフにし、音量無操作5秒後にはパネル自体もオフにすることで消費電力を大幅に削減できる。
画質性能も強化されており、GT5シリーズにはネイティブコントラスト550万対1を実現した「ブラックパネルIII」を、VT5シリーズには同じくネイティブコントラスト550万対1を実現した「フル・ブラックパネルIII」をそれぞれ採用。さらに音質向上も図られており、コンパクトでありながら高音質を実現したスリムスピーカーシステムを搭載したことで本体のスピーカーのみで上下に広がりのあるサウンドを実現するとともに、アンダースピーカーながら画面中央から音が聞こえる音像アップ回路も搭載したことでより自然で臨場感のあるサウンドを楽しめるようになった。録画機能についてはVT3/GT3シリーズでは可能となっていたSDカードへの録画ができなくなった（外付けUSBハードディスクへの録画は前機種同様対応。また、その時点での番組を静止画としてSDカードへ記録できる画面メモ機能も前機種から継続して搭載している）。
サイズラインナップが一部変更となっており、GT5シリーズは従来の46v型を廃止する替わりに、大型クラスの60v型を追加。VT5シリーズは前機種からの既存ラインナップを50v型のみに絞り、新たに55v型と60v型を追加し、大型クラス専門のシリーズに移行した。
従来型AV入力端子はこの代よりRCAピンジャックからアナログ音声・コンポジット映像一体型3.5mmミニジャックに変更されたため、RCAピンプラグをミニプラグに変換する専用ケーブルが付属されている。
本年以降発売機種より、リモコンの放送切替ボタンは点滅機能が廃止されている。
- TH-P65/P50ZT5

2012年6月下旬発売。VT3シリーズに比べて明るさの最小単位を1/4（シネマプロモード設定時）にしたことで微妙な明るさの違いも表現できる新駆動技術「サブフィールドドライブ」を搭載するとともに、「低反射ディープブラックフィルターIII」を採用した「フル・ブラックパネルIIIプラス」を搭載。明所コントラスト（室内照度250ルクス時のコントラスト比）を向上したことでより一層引き締まった黒表現力を実現し、明るい環境でも外光の映り込みを抑えて引き締まった黒に色鮮やかな映像が冴える。本シリーズにも無線LANユニットを内蔵しており、無線LAN環境がなくても「スマートディーガ」とワイヤレス接続ができ、「お部屋ジャンプリンク」により対応機器へ転送して視聴できる。さらに「お部屋ジャンプリンクサーバー（DLNAサーバー）」機能はUSBハードディスクに録画した番組だけでなく、放送中の番組も転送できる。リモコンは通常の「新らくらくリモコン」に加え、ビエラ・コネクトやWebブラウザーの操作に便利な「ビエラタッチパッドリモコン」も同梱している（「ビエラタッチパッドリモコン」は後述の液晶WT5シリーズにも同梱）。

##### 2013年モデル（13世代・GT60/VT60シリーズ）
- TH-P55/P50GT60
- TH-P65/P55VT60

2013年4月発売。プラズマビエラ最終機種。画質性能が強化され、赤色蛍光体に新材料を採用し、色域を広げたことで映像本来の赤色表現を可能にすると同時に、階調表現を支えるサブフィールド駆動の駆動数を増やしたことでより階調豊かな映像表現を実現した「フル・ブラックパネルIV（GT60シリーズ）」、「フル・ブラックパネルIVプラス（VT60シリーズ）」を採用。さらに、VT60シリーズではHD放送や録画コンテンツを美しい映像に復元するだけでなく、劣化の激しいネット動画や文字なども独自のアルゴリズムで滑らかで見やすい映像に変換する「ファインリマスターエンジン」も搭載した。
この他、2013年モデルの特徴でもあるホーム画面を任意で設定できる「マイホーム」やスマートフォンで撮影・保存した写真、動画、音楽、WebサイトをVIERAと共有できる「スワイプ&シェア」も搭載している。また、GT60シリーズには画面に表示されている写真や静止画に直接絵や文字が書ける電子タッチペンが同梱されている。
サイズラインナップが集約され、GT60シリーズは42v型と60v型を廃止し2機種に、VT60シリーズは2013年モデルでは最大サイズとなる65v型を追加する一方、50v型と60v型を廃止して2機種となった。

#### 液晶テレビ
BS・UV分波器は全機種別売り（パナソニック純正分波器を使う場合はサービスルート扱い）。また、4:3モデルに関してはTH-15LD60・LD70以外は全てアナログチューナーのみ内蔵しており、2011年以降は地デジ単体チューナーまたは地デジチューナー内蔵レコーダーの接続が別途必要となる。2020年以降製造機種はSDカードスロットを廃止した。

##### 2003年モデル（初代・1/10/15/20シリーズ）
- TH-32/26/22LX20（デジタル3波チューナーを内蔵した液晶ビエラ第1号）
- TH-20/17LB15（SD/PCダブルカードスロット内蔵4:3モデル）
- TH-20/17LB10（EPG（電子番組表）搭載4:3モデル）
- TH-20/17/14LB1（4:3モデル）

##### 2004年モデル（2世代・2/20/3/30/300シリーズ）
- TH-32/26LX300
- TH-22LX30
- TH-22LR30（DVDビデオレコーダー内蔵モデル）
- TH-20LW30（5GHzワイヤレス対応4:3モデル）
- TH-20LB30（SD/PCダブルカードスロット搭載4:3モデル）
- TH-20LB3（4:3モデル）
- TH20/14LA20（4:3モデル）
- TH-14LB2（4:3モデル）
- TH-14LA2（専用スタンドなし4:3モデル）

##### 2005年モデル（3世代・5/50/500シリーズ）
- TH-32/26LX500
- TH-32/26/23/19LX50（23V・19V型は前面AV入力端子非搭載で、SDカード&B-CASカードスロット及びヘッドホン端子は正面から見て左側面に、本体操作ボタンは天面にそれぞれ搭載。ヘッドホン端子は32V・26V型は「本体スピーカーの音が消える通常のイヤホン端子と、本体スピーカーからも音を出せるファミリーイヤホン端子」の2系統構成。23V・19V型は「本体スピーカーの音が消える通常のイヤホン端子」のみの1系統構成。本体内蔵スピーカーは32V・26V型は楕円形フルレンジと丸形ウーハーの2ウェイ1対。23V・19V型は楕円型フルレンジのみの1ウェイ1対）。なお26V型以上の大型機種（プラズマビエラを含む）への「背面端子カバー」搭載は本年発売機種が最後となった（プラズマビエラへの背面端子カバー搭載は2006年モデル「PZ600/PX600/PX60シリーズ」が最後）。

新PEAKS搭載、高級機にHDMI搭載など（LX500シリーズのみ）。リモコンデザインを「らくらくリモコン」として大幅変更（後述）また唯一SDカードへのデジタル放送(CPRM)録画に対応している。再生対応機器はPanasonic（PMC）のNTTDoCoMo P902i/P702i/P902iS/P702iD/P703iμ/P704iμとPX500/LX500シリーズのVIERAのみである。
- TH-20LA50（4:3モデル）
- TH-20LB5（4:3モデル。BSアナログチューナーを搭載した液晶テレビ最終機種）

##### 2006年春モデル（4世代・50/60/600シリーズ）
・本年発売以降機種より、外部入力画面呼び出しは前年モデルまでの順送り式から「(入力切替ボタンを押すと)端子を画面に一覧表示し、リモコンの十字キー・数字ボタンいずれかを押して見たい端子の画面を呼び出す方式」へ変更されている（TH-15LD60を除く。「入力自動スキップ」機能を有効にした場合、ケーブルが繋がっていない空き端子は灰色表示され選べない）。
- TH-32LX600（2画面機能搭載の最終モデル）
- TH-32/26/23/20LX60

普及機にもHDMI搭載。ビエラリンク搭載など（LX60シリーズはビエラリンクなし）。これ以降のモデルからは前面端子及び背面端子カバー廃止（32V・26V型のみ入力4&ヘッドホン端子とB-CAS・SDカードスロットを正面から見て右側面へ、本体操作ボタンを天面へそれぞれ移設。背面端子はAV・HDMI入出力とアンテナ端子をそれぞれ分割配置）。50/500シリーズで好評の「らくらくリモコン」が「新らくらくリモコン」へと進化。またファミリーイヤホン端子（後述）はLX600にのみ搭載（LX60シリーズ以降のモデルからは通常のイヤホン端子のみ）。さらに本体内蔵スピーカーは前作500/50シリーズまでの「楕円型フルレンジ+丸形ウーハーで構成の"2ウェイ1対"」から「楕円型フルレンジのみで構成の1ウェイ1対」に変更され、総合出力は（500/50シリーズまでの）20Wから6Wへ下げられている。
- TH-15LD60（デジタルチューナー内蔵4:3タイプ）

民生用地上・BS・110度CSデジタルチューナー内蔵液晶テレビとしては当時業界&世界最小。本体はLX60に準じたデザイン。D4入力端子を1系統搭載。価格（発売当時の新品定価）が10万円を切ったためパーソナル用として人気が高い。ただし解像度が640×480で4:3のためハイビジョン放送の画質にはならず、視聴時は上下に黒帯が入る。リモコンは50/500シリーズと同タイプの「らくらくリモコン」。ビエラリンク・ビエラ操作ガイドいずれも無し。左右各20度までのスイーベル機構と前後計15度=前面5度・後面10度までの角度調整機構搭載。パナソニック純正の別売り専用金具を用いれば壁掛けも可。
- TH-15LA50（アナログチューナーのみ搭載の液晶テレビ最終モデル）

##### 2006年秋モデル（4世代・65シリーズ）
- TH-32/26LX65

LX600とLX60の間に位置づけられる中級機。デザインはLX60シリーズを踏襲、画質性能はLX600と同じだがLX600から一部機能を省き差別化を図った。ビエラリンク追加。

##### 2007年春モデル（5世代・70/75シリーズ）
- TH-32/26LX75S（サイドスピーカー、倍速駆動モデル）
- TH-32LX75（アンダースピーカー、倍速駆動モデル）
- TH-32/26/23/20LX70（アンダースピーカー）

「PEAKS」に「Wスピード」や「WコントラストAI」を搭載。一時廃止された前面端子およびSDカードスロットはサイドスピーカーモデル（LX75Sシリーズ）のみ復活したものの、本体操作ボタンは従来どおり上面にある。2画面機能は非搭載（チューナーは1系統のみ）。このシリーズよりビエラリンクは23v型以下の機種にも追加された（TH-15LD70の場合、小型地デジ液晶TVとしては初のビエラリンク搭載）。ただし2画面搭載のモデルは前作のLX600が最後となり、以後2007年春以降発売の液晶ビエラは全てチューナーが1系統のみとなる（3桁モデルの廃止）。
- TH-15LD70（ビエラリンクVer.2を搭載した4:3地デジTV最終モデル）

据置スタンド形状は前作LD60同様に菱形だが、左右スイーベル機構は廃止されチルト（前後計11度までの角度調整）機構のみ搭載（調整範囲は前面3度・後面8度と前作LD60より狭まる）。本体はLX70に準じたデザイン。ビエラ操作ガイドは音声案内機能非搭載（画面によるサポートのみ）。パナソニック純正の別売り専用壁掛け金具を用いれば壁掛けも可。D4入力端子はビデオ入力1のS1映像&コンポジット映像端子と兼用。なお発売当時世界最小だった地上・BS・110度CSデジタルTVは本機が最終モデルで、翌2008年以降は17v型・19v・24v型の据置機種と「無線伝送式プライベートビエラ」がパナソニック製BS・110度CSデジタル内蔵TV最小モデルとなる（TH-17LX8を皮切りに地デジのみ受信可能な小型モデルも並行発売）。

##### 2007年秋モデル（5世代・75シリーズ）
- TH-37LZ75（アンダースピーカー）

パナソニック初の37vフルHD液晶ビエラ。外観・デザインは前作32v型以下（LX70）と同じ。固定式（スイーベル無し）据置スタンド付属。

##### 2008年春モデル（6世代・8/80/85シリーズ）
- TH-37/32LZ85（アンダースピーカー、倍速駆動モデル）
- TH-37/32LZ80（アンダースピーカー）
- TH-32/26/20LX80（アンダースピーカー）
- TH-17LX8（アンダースピーカー・地デジ専用）

VIERAのハイビジョン受信可能なモデルとしては最小となる17V型及びフルHD対応では同社最小の32V型が加わり、23V型が廃止された。17V型はLX8という別系統となり、地デジチューナーのみの搭載となっている（BS・110度CSデジタルチューナーばかりでなく、地上アナログチューナーも外されている）ので注意が必要。同機種は外部光デジタル出力を備えないため、ラックシアターを接続することもできない。また本シリーズより据置スタンド（固定式）のデザインは前作までより大幅変更されている。

##### 2009年春モデル（7世代・F1/C1/X1/G1/V1シリーズ）
- TH-L37/L32V1
- TH-L37/L32G1
- TH-L32/L26/L20/L17X1
- TH-L20/L17C1
- TH-L17C10

2009年最初の新型ビエラ。Gシリーズは本来フルHDモデルのエントリーモデルという位置付けだが、32V型は非フルHDなので注意を要する（G2も同様）。C1・C10は前作LX8に地上アナログチューナーを追加（BS・110度CSチューナー・モニター出力端子は非搭載）。据置スタンドデザインを変更。
- TH-L17F1

先に発表された後述のDMP-BV100と同様に「置くとこいろいろテレビ」と銘打っている。4ダイバーシティアンテナを搭載し、アンテナ線がない場所でも地上デジタル放送を受信することができる。このため地デジチューナーのみの搭載となっている。

##### 2009年秋モデル（7世代・R1シリーズ）
- TH-L37/L32/L20/L17R1

今回初めて液晶ビエラ&パーソナルモデルにも録画機能搭載。32v・20v・17v型は非フルHD。モニター出力端子・Irシステム端子は非搭載（当シリーズのチューナーを用いてアナログチューナーのみ内蔵の録画機でデジタル放送を録画することは不可）。

##### 2010年春モデル（8世代・C2/X2/S2/R2/R2B/G2/D2シリーズ）
・本年以降発売機種より・デジタルチューナー非搭載の従来型アナログ録画機へデジタル放送録画予約情報を（リモコン赤外線信号へ変換して）転送する「Irシステム」端子が撤去され、本機からの録画予約は「ビエラリンク（HDMI経由による転送）」へ一本化されている。
- TH-L37/L32G2
- TH-L37S2
- TH-L32/L26X2
- TH-L32/L22/L19C2（22v・19v型はBS・110度CSチューナー非搭載）

2010年2月発売。ムダを見つけて自ら省エネする「エコナビ」を初搭載。S2映像モニター出力端子&Irシステム端子、簡易2画面機能廃止。液晶のVシリーズが今回設定されなかったため、32V形のフルHDモデルは消滅した。なお、C2シリーズの19v型・22v型とX2シリーズの26v型はパナソニック製では初となるエッジ型LEDバックライトを搭載した。
- TH-L42/L37/L32/L26/L22/L19D2

2010年4月23日発売（42v型は当初、同年6月11日に発売される予定だったが、関連部品の調達遅れのため、同年9月1日に発売）。LEDバックライトを搭載（19v型・22v型・26v型は他のシリーズで既に採用済みだが、パナソニック製の32v型以上の中・大型機への採用はD2/D22シリーズが初である）。また、32v型・37v型・42v型は「新IPSαパネル」との組み合わせにより、No.1の省電力を実現すると共に、26v型以下の小型モデルでも高い省電力性能を実現。「エコナビ」も搭載している。簡易2画面機能も搭載したほか、対応のDIGAとのLAN接続により、録画番組を別室のビエラでも楽しめる「お部屋ジャンプリンク」は、無線LANにも対応しており、別売の純正無線LANアダプター（DY-WL10）の接続すれば、「お部屋ジャンプリンク」を手軽に楽しめる。2012年2月下旬以降、アップデートにより「ビエラ・コネクト」に対応するようになった。また、デザインにもこだわっており、19V型・22V型はシンプルで洗練された2トーン調で、メタルブラックとプラチナホワイトの2色展開、26v型・32v型・37v型・42v型はフロントキャビネットのアクリル背面を削ったことで、クリスタルのような質感を表現している。なお、19v型は「2010年9月時点におけるパナソニック製BS・110度CS内蔵TV最小モデル」であり（17v型以下は地上波チューナー=地デジと地アナのみ、或いは地デジのみ搭載）、42v型はパナソニック製では初となる42v型液晶モデルである。
- TH-L37/L32/L19R2

R1シリーズの後継として、2010年6月11日発売。500GBのHDDを内蔵する（19vのみ250GB）。37v型以外は非フルHDだが、19v型のみLEDバックライトを搭載している。2画面機能、お部屋ジャンプリンク・無線LAN、テレビでネット（アクトビラビデオフル・YouTube視聴・Skype）対応。アップデートにより「ビエラ・コネクト」にも対応。
- TH-L37/L32R2B

パナソニック製テレビでは初めてとなるHDD&ブルーレイ一体型の録画モデル。2010年7月9日発売。320GBのHDDを内蔵し、HDDに録画した番組やSDカードに保存した写真や映像をブルーレイディスクにダビングして保存したり、ブルーレイやDVDのソフトの再生ができる。ただしルミックスで撮影したMotion JPEG形式の動画の再生・保存は不可（AVCHD/AVCHD Lite形式の動画は可能）。またDVDへの録画・ダビングやブルーレイディスクへの直接録画はできない。2画面機能、お部屋ジャンプリンク・無線LAN、テレビでネット（アクトビラビデオフル・YouTube視聴・Skype）対応。アップデートにより「ビエラ・コネクト」にも対応。

##### 2010年秋モデル（8世代・C21シリーズ）
- TH-L19C21

2010年10月発売。L19C2の後継機種。地デジと地アナのみ視聴可能でBS・110度CSは非搭載。ビエラリンクVer.5搭載。無駄を見つけて自ら省エネする「エコナビ」搭載。またビデオ入力1端子はS映像（S2/S1）端子非搭載&D4入力端子と兼用で（S入力端子はビデオ2のみ）、コンポジット映像ケーブルとDケーブルの同時接続時はD4入力優先。側面には正面から見て左側にSDXCカードスロットとイヤホン端子のみを搭載し、側面AV入力端子は左右共に非搭載（B-CASスロットは後面に搭載）。なお、LEDバックライトは搭載するが、IPSパネルは採用していない。

##### 2011年春モデル（9世代・C3/X3/R3/G3/DT3シリーズ）
- TH-L42G3
- TH-L19/L26/L32X3
- TH-L19/L24/L32/L37C3

L32C3のみ2011年1月発売、その他の機種は2011年2月発売。C3シリーズ・X3シリーズの32V型は新たにLEDバックライトを採用し、「エコナビ」との相乗効果により更なる省エネ性能を実現。さらに、X3シリーズとL42G3はSDメモリーカード（SDメモリーカード記録時は静止ボタンでその時点での番組を静止画として記録できる画面メモ機能も備える）や外付けUSBハードディスクによる録画が可能で、USBハードディスクへ録画した場合はLAN経由で対応のDIGAへダビングすることも可能である（合わせて、対応のDIGAで録画した番組をLAN経由で別の部屋のVIERAで視聴できる「お部屋ジャンプリンク」機能にも対応）。タイマー機能も改良が加えられ、オンタイマーでは時刻の音声読み上げを追加、オフタイマーでは設定時刻になると画面輝度と音量を徐々に下げてから電源を切るので、急激な音量変化が少なくなり、心地よい入眠が可能となった（新タイマー機能はR3/DT3シリーズ及び2011年秋モデルのRB3シリーズにも採用、2011年春モデルのプラズマテレビはオフタイマーのみ改良）。G3/X3シリーズは簡易2画面機能を搭載。
C3シリーズはサイズラインナップが一部変更となり、従来設定されていた22V型と入れ替わりでパナソニック製のフルハイビジョン液晶テレビとしては最小となる24V型（IPSパネルは非採用）を導入するとともに、2倍速駆動のWスピードを搭載したフルハイビジョン37V型を追加して4サイズとなり、小型モデル（19V型・24V型）にもBS・110度CSデジタルチューナーを搭載。リモコンもC2（L32C2を除く）/C21シリーズと同じシルバーのストレート型リモコンとなる。X3シリーズは新たに19V型を追加。L42G3はGシリーズでは初となる液晶フルハイビジョン42V型である。
- TH-L37/L32DT3

2011年3月発売。パナソニック製では初となる3D対応液晶モデル。深い黒と二重像を抑えたクリアな映像を実現するために、クリアフォース4倍速（4倍速駆動の採用もパナソニック製では初）を採用した高速応答対応IPSαパネル「LEDブラックパネル」を採用。3D映像視聴時には「新高速駆動APD技術」も働き、業界最高の高速スキャンを行うことで液晶への応答時間を短縮し、左右映像の重なりを最小化し、自然な3D映像を実現。本シリーズもSDメモリーカード・外付けUSBハードディスクへの録画、テレビでネット（アクトビラビデオフル・YouTube視聴・Skype）に対応している。
- TH-L37/L32R3

2011年3月発売。HDD容量を1TBに倍増。さらにSDメモリーカードへの録画もできるようになった。また、LEDバックライトの搭載により高画質と省エネを両立。「お部屋ジャンプリンク」も引き続き対応する。

##### 2011年秋モデル（9世代・RB3シリーズ）
- TH-L37/L32RB3

2011年9月発売。岩手・宮城・福島3県以外の地区における地デジ化完了以降に発売されるビエラ第一号（本機以降の機種より地上アナログチューナーは非搭載）。ビエラのブルーレイ内蔵モデルでは初めてBDXLに対応。また、ディスクの出し入れがしやすいように従来機種（R2Bシリーズ）は正面右側面に備えていたディスクトレイを前面に移設しスタンドと一体化。ディスクが挿入されているときは白シャッターで知らせる親切設計も施されている。また、トリプルチューナーを搭載したことでBD+HDD内蔵オールインワンタイプのデジタルテレビとしては初めて2番組同時裏録（番組を見ながら2つの裏番組を同時に録画）を実現。内蔵HDDは500GBを搭載しているが、こちらもBD+HDD内蔵オールインワインタイプのデジタルテレビでは初めてUSBハードディスクによる増設に対応しており、簡単操作でUSBハードディスクから内蔵ブルーレイディスクドライブにダビングも可能。さらに、SDメモリーカードの録画にも対応した。ネットワーク機能も充実しており、「アクトビラビデオ・フル」やひかりTVはもちろんのこと、YouTube・Skype・Twitterまで網羅した「テレビでネット」や「お部屋ジャンプリンク」に対応。ビエラリンクはVer.5対応。IPSαパネルとLEDバックライトを搭載することで高画質と省エネを両立しており、視聴環境や使用環境に応じて本体や周辺機器を制御して節電する「エコナビ」も引き続き搭載する。

##### 2012年春モデル（10世代・WT5/DT5/ET5/E5/X50/X5/CF5/C5シリーズ）
- TH-L32/L23/L19X5
- TH-L37/L32/L26/L23/L19C5

2012年2月発売（L23C5・L23X5は同年3月発売）。前機種（X3・C3シリーズ）同様に「エコナビ」を継続搭載し、ビエラリンクはVer.5対応。今回、26v型以下の小型モデルでスピーカーを改良。人の声が聞き取りやすく、中高音の広がりがありクリアなサウンドが楽しめる。
C5シリーズは更なる省電力設計により、L32C5は年間消費電力量においてトップクラスの省エネ性能を実現（36kWh/年）。新たに外付けUSBハードディスク録画に対応した。サイズラインナップも一部見直され、小形フルハイビジョンモデルを24v型から23v型にサイズダウンし、新たにハイビジョン26v型を追加して5サイズとなった。なお、3色のカラーラインナップがある19v型はIPSパネルからTNパネルに変更となったが、小型フルハイビジョンモデルのL23C5はIPSパネルとなった。
X5シリーズはデジタルダブルチューナーの搭載によって、裏番組の録画が可能となった一方で、SDメモリーカードによる録画が不可となった（デジタルカメラなどで撮影した静止画・動画の再生は可能なほか、その時点での番組を静止画としてSDカードへ記録できる画面メモ機能は引き続き搭載）。X5シリーズもサイズラインナップが変更となり、従来の26v型に替わり、フルハイビジョン23v型を追加。また、19v型はC5シリーズと同じく、IPSパネルからTNパネルに変更となった。リモコンの形状が大きく変更となり、C5シリーズと同じシルバーのストレートリモコンとなった（ボタン配列はC5シリーズと一部異なり、上から3段目のピエラリンクボタンがネットボタンに、一番下の段のお好み選局ボタンと字幕ボタンが2画面ボタンと右画面操作ボタンにそれぞれ置き換わっている）。
なお、23v型は2007年春モデルのLX70以来5年ぶりに再設定され、同時にフルハイビジョンとなったため、パナソニック製におけるフルハイビジョン液晶テレビとしては最小サイズとなった。またリモコンの放送切替ボタン点滅機能は本年以降発売機種より（上位機種も含め）全廃されている。
- TH-L55/L47/L42DT5
- TH-L55/L47/L42/L37/L32ET5
- TH-L42E5

2012年3月発売（L55DT5・L42E5は同年4月発売）。3シリーズは「スマートビエラ」として発売され、既存のDT5シリーズに加え、新設シリーズとなるET5シリーズ・E5シリーズも設定される。無線LANに標準対応しており、別売りの無線LANアダプター（TY-WL20）と接続すれば、シンプルWi-Fiに対応した「スマートディーガ」とワイヤレスで接続できるうえに、無線LAN環境がなくても「お部屋ジャンプリンク」対応の機器へ転送して視聴することが可能。さらに、「お部屋ジャンプリンクサーバー（DLNAサーバー）」機能を搭載したことで、「スマートビエラ」に接続した外付けHDDに録画した番組などの転送も可能になった。また、購入後もアプリによって便利機能を追加できるクラウド型インターネットサービス「ビエラ・コネクト」が在京民放局5局と電通が共同で推進するインターネットTV向けビデオ・オン・デマンドサービス「もっとTV」に業界に先駆けて対応している。また、従来からの「エコナビ」に加え、「エコ視聴」機能を追加。3段階の設定が可能で、電力減<大>設定時には映像信号をオフにし、音量無操作5秒後にはパネル自体もオフにすることで消費電力を大幅に削減できる。
DT5シリーズは画質・音質も強化しており、従来の4倍速稼働に8相バックライトスキャンを組み合わせたことで、残像感を大幅に低減し、速い動きのシーンも細部までくっきり描写する「新クリアフォース4倍速」を採用。3D視聴時には「新APD駆動技術」を用いることで映像データのスキャンスピードを3倍に高速化したことで二重像が少なくクリアで、かつ明るく鮮明な3D映像を楽しめるようになった。さらに音質向上も図られており、コンパクトでありながら高音質を実現したスリムスピーカーシステムを搭載したことで本体のスピーカーのみで上下に広がりのあるサウンドを実現するとともに、アンダースピーカーながら画面中央から音が聞こえる音像アップ回路も搭載したことでより自然で臨場感のあるサウンドを楽しめるようになった。録画機能については従来通り外付けUSBハードディスクからの録画に対応しているが、SDカードはSDカードへの録画はできなくなった（なお、料理のレシピやプレゼントの応募先などを静止画表示し、この静止画をSDカードに記録できる画面メモ機能は継続搭載されている）。なお、ET5シリーズ・E5シリーズには倍速稼働+3相バックライトスキャン、VT5シリーズ・GT5シリーズ・DT5シリーズにも採用されているバーチャル3Dサラウンドシステムを搭載している。
- TH-L55/L47WT5

2012年6月発売。2012年春モデルの中でハイエンドに属するシリーズ。液晶分子の新制御技術により、バックライトの光漏れを抑え、従来よりもさらに引き締まった黒を表現することが可能になった。この他の画質性能や機能面はDT5シリーズと同等だが、「お部屋ジャンプリンクサーバー（DLNAサーバー）」機能はUSB外付けハードディスクに録画した番組だけでなく、放送中の番組も転送できる。
- TH-L32/L23/L19X50

2012年6月発売。先に発売されたX5シリーズに無線LANユニットを内蔵したモデル（よって、本シリーズも「スマートビエラ」を名乗る）。これにより、無線LAN環境がなくてもシンプルWi-Fi搭載「スマートディーガ」とワイヤレスで接続できるうえ、「お部屋ジャンプリンク」対応機器へ転送して視聴することが可能。さらに、USB外付けハードディスクに録画した番組を無線LANルーターを介して別の部屋のビエラでも視聴できる「お部屋ジャンプリンクサーバー（DLNAサーバー）」機能も搭載している。なお、この他の機能はX5シリーズと同等である。
- TH-L19CF5

2012年6月発売。既存のL19C5に「ナノイー」発生装置を搭載したモデル。テレビを視聴しないときでも「ナノイー」の単独運転を行うことが可能。その他の機能はL19C5と同等である。また、カラーはブラックとホワイトの2色展開となる。

##### 2012年秋モデル（10世代・C50シリーズ）
- TH-L32/L19C50

2012年10月発売。既存のL32C5にDLNAクライアント機能を追加し、「お部屋ジャンプリンク」に対応。同機能に対応したディーガをブロードバンドルーターを介してLAN接続することでディーガに録画した番組を別の部屋で視聴することができる。これ以外の機能はL32C5と同等である。2013年2月に追加サイズとして19v型のL19C50を追加発売。

##### 2013年春モデル（11世代・FT60/DT60/E60/X6/C60/C6シリーズ）
- TH-L55/L47/L42DT60
- TH-L50/L42E60
- TH-L32/L24X6
- TH-L50/L39C60
- TH-L32/L24C6

2013年3月発売（L47DT60/L55DT60/L50E60/L50C60は同年4月発売）。
DT60/E60シリーズには新たにテレビをつけたときに最初に表示されるホーム画面を設定できる「マイホーム」を搭載。テレビ番組が全画面表示される「テレビフルスクリーン」、裏番組等を確認できる「テレビのホーム」、天気予報やメモなどを設定できる「くらしのホーム」、インターネットへ接続すると利用できるよく見るサイトを一覧表示する「ネットのホーム」の4つのプリセット画面を用意。プリセット画面は表示するコンテンツを選ぶことでカスタマイズできるほか、新たなホーム画面の追加作成も可能。ホーム画面の切換はリモコンに新たに設けられた「ホーム」ボタンを押すだけで切替できる。また、あらかじめ「VIERA remote2」をインストールしたスマートフォンとの連携を強化し、動画・写真・音楽・Webサイトを相互共有できる「Swipe&Share」とスマートフォンで選択したコンテンツをVIERAで表示できる「リモートプレイ」に対応した。
DT60シリーズは新IPS液晶を採用。光の利用効率を向上し、鮮明な発色を実現したことで、従来のDT5シリーズに比べて視野角の拡大を実現。3Dは偏光方式となり、電池不要の軽量型専用メガネを同梱した。
E60/X6/C60/C6シリーズはDT60シリーズで採用されている狭額縁フレームを採用することで本体のコンパクト化を実現した（E60シリーズはDT60シリーズと同じメタル製フレーム、X6/C60/C6シリーズはプラスチック製のブラックフレームを採用）。サイズラインナップも見直されており、E60シリーズは50v型を新設してラインナップを強化。X6・C6シリーズは従来設定されていた19v型・フルハイビジョン23v型を廃止し、新たに24v型を追加（CシリーズはL24C3以来2年ぶりの再設定）。C60シリーズはC5シリーズの37v型からサイズアップした39v型と新設定の50v型の2種を設定する。なお、DT60シリーズ以外でLED IPSパネルを採用する機種がL32X6とL32C6の2機種のみとなり、左記以外の機種はLED VAパネルを採用する。
X6シリーズはX50シリーズ同様、無線LAN機能を搭載する。
- TH-L60/L55/L47/L42FT60

2013年4月発売。DT60シリーズ同様、視野角の拡大を実現した新IPS液晶を採用するとともに、前述のプラズマVT60シリーズにも採用されている「ファインリマスターエンジン」も搭載。HD放送や録画コンテンツを美しい映像に復元するとともに、劣化の激しいネット動画や文字も独自のアルゴリズムで滑らかで見やすい映像に変換する。また、任意のホーム画面を設定できる「マイホーム」も搭載するほか、あらかじめ「VIERA remote2」をインストールしたスマートフォンで撮影・保存された動画・写真・音楽・Webサイトを相互共有できる「Swipe&Share」とスマートフォンで選択したコンテンツをVIERAで表示できる「リモートプレイ」に対応。リモコンは通常のリモコンに加え、音声入力や搭載されたタッチパッドでカーソル移動やクリック操作ができるマイク内蔵リモコンが同梱される。

##### 2013年秋モデル（11世代・WT600/C65シリーズ）
- TH-L65WT600

2013年10月発売。「VIERA」としては初となる4K UHD（2160p、3840×2160）対応モデル。チューナーを搭載した民生用テレビとしては世界初となるDisplayPort1.2a/HDMI 2.0に準拠し4K映像において、60フレーム映像信号の入力ができるようになったほか、色信号を圧縮しない4:2:2入力に対応する。ゲームに適した遅延の少ない色鮮やかな映像が楽しめる「ディスプレイモード」も搭載する。さらにチューナーを搭載した民生用テレビとしては世界初となるスマート機能の4K解像度に対応したことで、2013年春発売の上位モデルに搭載されている「マイホーム」機能は4Kが持つ広い表示領域を生かして改良が施され、「ブックマーク表示」はサイトイメージの一部表示からほぼサイトの全体を表示することができるようになったほか、ブラウザ機能も4Kに対応したことで地図などを広々と表示することができ、4K解像度で公開されているオンライン動画は画質補正を行った上で、4Kのまま楽しむことができる。番組ガイド（電子番組表）も27ch・24時間分を1画面に表示でき、大画面・高精細な文字で新聞のテレビ欄のように扱うことができる（文字サイズは7段階の表示切替が可能）。SDカードやUSBメモリに保存された4K動画や4K静止画もメディアプレーヤーで再生することができる。高画質技術としては、動画の映像を解析して動きを予測して新しいコマを補間（本機種は4K60p入力に対応するため、4K 120p表示にする場合には元の映像の前後に1つコマを補完するだけで良く、精度の高いより滑らかな映像になる。4K30p入力の場合は3コマ補完する）し、さらに、バックライト領域を分割し、映像に合わせて分割したブロックのバックライトを順次切り、黒を挿入した発光を行うことで残像感を大幅に低減して細部までくっきり描写することで16倍速相当の映像表示を可能にする「4Kフレームクリエーション」と入力された映像をもとに、映像ソースごとに用意された12万通りのデータベースと照合して画質補正を行う「リマスター超解像」と映像の質感を高める「ディテール超解像」を組み合わせ、あらゆる映像も4K映像にアップコンバートさせる「4Kファインリマスターエンジン」を搭載した。あらかじめ「VIERA remote2」をインストールしたスマートフォンで撮影・保存された動画・写真・音楽・Webサイトを相互共有できる「Swipe&Share」に対応するほか、放送番組や外付けUSBハードディスクに録画した番組をスマートフォンに引き継いで視聴できる放送転送機能を搭載している。また、本機種にも「エコナビ」を搭載したことで4K液晶テレビではトップクラスの省エネ性能を実現した（年間消費電力量:251kWh/年）。なお翌2014年5月27日には（日立製作所の子会社）日立リビングサプライが本モデルのOEM（日立製「Wooo」では初）となる4K対応モデル「L65-Z2」を発売している（系列店「日立チェーンストール」のみで販売）。
- TH-L50C65

2013年11月発売。C60シリーズのマイナーチェンジモデルで、50v型のみの設定。仕様は2013年春モデルのL50C60と同等だが、ボディ全体をブラックで統一し、フレームをスリム化したことで本体寸法（幅2.8cm、高さ0.9cm、奥行0.4cm短縮）がわずかながら小さくなり、据置スタンド（幅2.5cm、奥行2.3cm短縮）もわずかながら小型化された。

##### 2014年春モデル（12世代・AX/AS/Aシリーズ）
※ホームシアターとの組み合わせが可能な「光デジタル出力端子&ARC対応HDMI端子」を備えているのはAX/ASシリーズ（42v型以上）のみ。普及モデルのAシリーズ（39v型以下全機種と50v型の一部）はホームシアターとの組み合わせ不可。
- TH-32A320
- TH-50/39/32/24A300

2014年1月発売。本世代でシリーズ名を刷新。A300シリーズは従来のC6/C60/C65シリーズ、A320シリーズは従来のX6シリーズにそれぞれ相当する。基本仕様についてはC6/C60/C65/X6シリーズと同等だが、A320シリーズはLED IPSパネルを採用した32v型のみの設定となり、無線LAN非搭載となった。
- TH-50AS630
- TH-42AS600

2014年4月発売。2014年春モデルの第2弾として追加発表されたモデルで、こちらは従来のE60シリーズに相当する。前世代のFT60シリーズやWT600に採用されている付属の音声タッチパッドリモコンによる音声入力に新たに対応したが、本モデルでは改良が施されており、テレビ操作だけでなく、放送や録画番組の検索、「ビエラリンク」対応DIGAへの録画予約もできるようになり、発話に困ったときでも例を画面内で案内するナビゲーション機能を追加した。さらに、42V型の42AS600は広視野角に優れたLED IPSパネルになった。
- TH-58/50AX800F
- TH-65/58/50AX800
- TH-55/47AS800
- TH-55/47/42AS650

2014年5月発売。2014年春モデルの第3弾として追加発表されたモデルで、AS650シリーズは従来のDT60シリーズ、AS800シリーズは従来のFT60シリーズ、AX800/AX800Fシリーズは従来のWT600にそれぞれ相当する。
4シリーズ共通で従来のシリーズですでに採用されている音声入力が強化され、AS630/AS600シリーズ同様、放送や録画番組の検索（上記のシリーズではYoutubeやアクトビラ動画の検索にも対応）、「ビエラリンク」対応DIGAへの録画予約の音声入力が可能となり、発話に困ったときでも例を画面内で案内するナビゲーション機能を追加。さらに、登録されたユーザーに合わせて好みの映像や情報を一覧表示する「マイチャンネル」も搭載。既採用の「マイホーム」も強化し、インターネット上にデータを保存でき、スマートフォンとのメッセージのやり取りやゲーム・ショッピングも楽しめる「マイホームクラウド」に対応した（「マイホームクラウド」を使うにはインターネットの接続が必要で、光ファイバー回線などのギガビット・ブロードバンド回線を推奨）。
4K UHD対応モデルのAX800/AX800Fシリーズは従来のWT600にも搭載されている4K超解像エンジン「4Kファインリマスターエンジン」に加え、通常は光の3原色であるレッド・グリーン・ブルー3つの座標軸のみで行う色補正処理を、補色となるマゼンタ・イエロー・シアンの3色を加えた6つの座標軸で行い、3次元カラーマネジメント回路の採用により、明るさの変化によらず忠実に色を再現する「6軸色座標補正」とプラズマテレビで培ってきた色再現技術「カラーリマスター」で構成された広色域・忠実色再現技術「ヘキサクロマドライブ」として搭載し、画像の明暗に応じて輝度を制御することで黒浮きを抑えたより深い黒表現と暗いシーンなどでの黒つぶれを抑える「エリアガンマ制御」や1フィールドごとに検出した映像シーンに応じてバックライトの明るさをエリアごとに緻密に調整することで高コントラストで色鮮やかな映像を実現する「ローカルディミング」などを搭載したことで、映画監督が意図する映像を自宅でも忠実に再現できる「THX 4Kディスプレイ規格」の認証を取得した。また、テレビに近づくと人感センサーが検知して自動で電源が入り、内蔵カメラが顔認証を行い、「マイチャンネル」で登録された方専用の役立ち情報を画面下部に表示する「インフォメーションバー」を備えた。また、スピーカーを改良し、磁性流体を採用したことで不要な振動（ローリング）を抑制し、ボイスコイルと磁気回路の間の熱の伝わりを良くして放熱性を改善したことで大音量時でも安定した動作を実現するとともに、スリム化によってテレビ正面に配置したことでデザイン性にも配慮された。また、サイズラインナップはWT600の65v型に加え、58v型・50v型を加えた3サイズとなり、58v型と50v型にはスラントデザインモデルのAX800に加え、スタンダードデザインモデルのAX800Fも設定される。
フルハイビジョンの最上位シリーズに位置づけられるAS800シリーズはAX800/AX800Fシリーズ同様、「6軸色座標補正」を備えた「ヘキサクロマドライブ」を搭載するとともに、IPSパネルを改良。色再現範囲を広げることによって色彩豊かな映像を表現するとともに、開口率の改善とバックライトの発光効率を高めることで明るいシーンでも被写体の階調を力強く描き、立体感のある描写を可能にした。また、スピーカーもAX800/AX800Fシリーズ同様、磁性流体を用いた「スリムフロントスピーカー」を採用した。サイズラインナップはFT60シリーズに設定されていた42v型と60v型を廃止し、47v型と55v型の2サイズに集約した。
AS650シリーズはパネルの透過率を改善したことで輝度を向上したIPSパネルを採用し、早い動きを細部まで再現して残像も低減する「倍速駆動+バックライトスキャン」に対応。フレームはインテリアに溶け込んで上質感を演出する挟額縁ベゼルを採用した。
- TH-50/39/32A305

2014年7月発売。A300シリーズのマイナーチェンジモデル（24v型はA300シリーズを継続販売）。主要機能はA300シリーズと同等だが、挟額縁フレームを採用したことで本体のコンパクト化（幅・高さをA300シリーズよりも小型化）を実現した。

##### 2014年秋モデル（12世代・AXシリーズ）
- TH-85/65/55AX900
- TH-55AX900F
- TH-55/48/40AX700

2014年10月発売。4K UHD対応モデルであるAX系のラインナップを拡充し、プレミアムグレードのAX900/AX900FシリーズとベーシックグレードのAX700シリーズを新設。
プレミアムグレードのAX900/AX900Fシリーズは高輝度LEDバックライトをパネル直下に多数配置することで、AX800/AX800Fシリーズ比約2倍の高輝度を実現した高輝度IPSパネルを採用し、「ヘキサクロマドライブ」を搭載。さらに、入力された映像信号から原画の解像度を判別し、様々な信号復元処理をモデル化したアルゴリズムを用いて超解像処理を行う「適応型リマスター超解像」と映像中のディテールが重視される箇所と重視されない箇所を判別して、重視される箇所には超解像を強めに、重視されない箇所にはノイズを抑えた処理を行うなど、映像に合わせた処理を行う「適応型ディテール超解像」により、高精細な4K映像にアップコンバートする「4KファインリマスターエンジンPRO」を採用。操作面も強化し、テレビに向かって話しかけるだけで録画予約や「マイチャンネル」の操作まで可能な日本国内での民生用テレビで初となる「ダイレクト音声操作」も搭載した。ラインナップは55v型と65v型を設定し、55v型にはスラントデザインモデルのAX900に加え、スタンダードデザインモデルのAX900Fも設定される。併せて、VIERAの4K UHDモデルでは最大サイズとなる85v型も設定した（85v型は受注生産品）。85v型では、液晶パネルがVAパネルとなり、スピーカーはウーハーを2個に増やし、音声実用最大出力が40Wに向上される。
ベーシックグレードのAX700シリーズはAX800/AX800Fシリーズにも採用されている「4Kファインリマスターエンジン」や「4Kフレームクリエーション」を搭載し、HDMI端子は将来の4K放送やコンテンツの充実化に対応するため、HDMI2.0準拠を3端子備え、4K試験放送や4Kソフトの視聴に必要なコンテンツ保護規格HDCP2.2にも対応。「マイチャンネル」も備える。また、55v型に加えVIERAの4K UHDモデルでは初となる48v型や40v型も設定されている。

##### 2015年モデル（13世代・CX/CS/Cシリーズ）
- TH-32/24C320
- TH-50/42/32/24/19C300

2015年1月発売（19/32C300のみ同年3月発売）。シリーズ名が更新され、A300/A305シリーズはC300シリーズ、A320シリーズはC320シリーズとなった。
C320シリーズはA320シリーズでは非搭載だった無線LANが搭載され、無線LANブロードバンドルーターを介することでDLNAサーバー機能対応VIERA・DIGAを離れた部屋から視聴することが可能（本機種はDLNAクライアント機能のみ搭載）。2013年春モデルのX6シリーズ以来となるLED VAパネルを採用した24v型が復活設定し、2サイズとなった。
C300シリーズは連携機能を強化し、HDMIケーブル経由によるデジタルムービーカメラやLANケーブル経由によるドアホン・センサーカメラとの連携に対応（LAN経由による機器連携は普及モデルで初めて対応）。サイズラインナップを見直し、A305シリーズに設定されていた39v型を廃止する替わりに、IPSパネルを採用した普及モデル初の42v型を新設（42C300はVIERAの42v型で初めて光デジタル出力端子非搭載）。さらに、後述のCS650シリーズ発表と同時に、据置型としてはL19C50以来となる19v型が設定された。
なお、前機種のA300/A305/A320シリーズ同様、モニター出力端子と光デジタル音声出力端子が非搭載かつ、HDMI端子がARC非対応のため、チューナーを使った外部録画機器への録画やホームシアター・AVアンプとの組み合わせは不可である。加えて24v型はD端子も非搭載（アナログ映像入力はコンポジットのみ）。
- TH-49/43CS650

2015年3月発売。2015年春モデルの第2弾として追加発表されたモデルで、AS650シリーズの後継シリーズとなる。高輝度IPS液晶と倍速駆動を継続採用するほか、AS650シリーズ（42v型・47v型）比5.5倍に大容量化したスピーカーボックスや最大出力30Wの高出力アンプを採用した「ダイナミックサウンドシステム」を搭載。さらに、スマートフォン・タブレット向けアプリ「Panasonic Media Access」をあらかじめインストールすることで外出先からでも放送中の番組や外付けHDDに録画した番組を視聴できる「外からどこでもスマホで視聴」に対応するほか、2015年9月に日本でサービスを開始した映像配信サービス「NETFLIX」にも対応し、リモコンには「NETFLIX」ボタンも設けられた。サイズラインナップはいずれも新設定の43v型と49v型の2種類となった。
- TH-60CX800N/55CX800N/49CX800N
- TH-60CX800/55CX800/49CX800
- TH-55CX700/50CX700/40CX700

2015年5月発売。2015年春モデルの第3弾として追加発表されたモデルで、AX700/AX800シリーズの後継シリーズとなる。Firefox OSを採用している。
CX800シリーズは高輝度IPS液晶パネルの採用により、色表現力をAX800シリーズの約1.6倍に向上し、4K放送に向けて策定された国際規格「BT.2020」に対応。映像本来の明るさを復元することができる「ダイナミックレンジリマスター」に対応し、シーンに最適化した光源制御を行うバックライトエリア制御なども備えた。音質も強化され、ウーハーとフルレンジを2個ずつ搭載し、低音を増幅するパッシブラジエーターを採用することでウーハーの歪みを抑えると同時に前後と対向配置することでスピーカーボックスの不要な振動も抑制するクアッド・パッシブラジエーター、ネオジウム磁石をフロントスピーカーとウーハーユニットに配置したネオジウムスピーカーを構成した2wayスピーカーシステムと40Wの高出力アンプで構成された「ダイナミックサウンドシステムPRO」を搭載。さらに、AX900F/AX900シリーズに採用されている「ダイレクト音声操作」も新たに対応した。デザインはAX800シリーズ同様2種類が用意され、画面を3度傾斜し、背面のスタンドが画面を支える構造にして画面の下が何もない浮遊感を醸し出すとともに、スタンドの形状も弧を描いたデザインとしたスラントデザインのCX800NシリーズとフラットデザインのCX800シリーズが設定される。サイズラインナップは刷新され、49v型・55v型・60v型の3種類となった。
CX700シリーズは使用するパネルを高輝度液晶パネルに変更したことでより明るい映像の表現が可能となり、CS650シリーズで採用した大容量スピーカーボックスのフルレンジスピーカーと最大出力30Wの高出力アンプで構成された「ダイナミックサウンドシステム」を搭載した。サイズラインナップはAX700シリーズに設定されていた48v型に替わり、50v型を新たに設定した。
また、2シリーズ共通でホーム画面を刷新した「かんたんホーム」を採用したほか、専用アプリのダウンロードにより放送中の番組やUSBハードディスクに録画した番組をスマートフォンやタブレットで外出先からでも視聴できる「外からどこでもスマホで視聴」や対応の新しいテレビへの買い替え後でも手持ちのUSBハードディスクが使用できるSeeQVaultに対応したほか、2015年9月から開始した「NETFLIX」や「4Kアクトビラ」・「ひかりTV 4K」にも対応
- TH-55CS600

2015年5月発売。2015年春モデルの第4弾として追加発表されたモデルで、55AS650の後継モデルとなる。
主要機能は前述のCS650シリーズと同等である。「ダイナミックサウンドシステム」に採用されているスピーカーボックスは、55AS650に比べて約10倍の大容量となった。
- TH-32C325/24C325
- TH-50C305/42C305/32C305/24C305/19C305

2015年8月発売。C320シリーズ・C300シリーズ後継のマイナーチェンジモデル。主要機能はC320シリーズ・C300シリーズと同等である。

##### 2016年モデル（14世代・DX/Dシリーズ）
・本年以降発売機種より「光デジタル出力端子非搭載機種でもARCに対応した2010年以降製造のシアターと組み合わせ可能」となっている。アナログAV入力端子は「D端子とコンポジット映像端子一体型1系統のみ」となり、Dケーブルとコンポジット映像ケーブルの同時接続は不可となっている。
- TH-32/24D320
- TH-49/43/32/24/19D300

2016年1月発売。シリーズ名が更新され、C305シリーズはD300シリーズ、C325シリーズはD320シリーズになった。
2シリーズ共通で、2014年春夏モデル・2015年モデル（A300系及びC300系）では非対応となっていたHDMI端子のARC（オーディオ・リターン・チャンネル）がHDMI端子2系統のうち「入力1」端子においてARC対応となり、2010年以降に製造されたARC対応ホームシアターとの接続が可能となった（ただし、光デジタル音声出力端子が前モデルのC305/C325シリーズ同様に非搭載のため、光デジタルケーブルの接続も必要な2009年以前に製造されたARC非対応ホームシアターとの接続は不可）。
サイズラインナップはD320シリーズは前モデルのC325シリーズから継承されるが、D300シリーズはC305シリーズからサイズラインナップが変わり、42v型は43v型に、50v型は49v型にそれぞれ変更した。なお、当初ラインナップされていなかった19v型は2016年5月にD300シリーズの追加機種として発売された。
アナログAV入力端子は1系統搭載（但し19v型と24v型はD入力端子非搭載）。
- TH-55/49/43DX750
- TH-49/40DX600

2016年2月発売。2016年モデルの第2弾として追加発表された4K UHDモデルである。
CX700シリーズ後継のDX750シリーズは、LEDバックライトに新赤色蛍光体を採用することで赤色の表現を向上し、「ヘキサクロマドライブ」の色再現性も進化。液晶パネルには反射防止層を配置したことで照明や外光の映り込み・反射を低減。併せて、HDR（ハイダイナミックレンジ）規格にも対応した。リモコンは新型のマイク一体型タイプとなり、音声検索が可能となった。サイズラインナップが一部変更となり、50v型は49v型に、40v型は43v型にそれぞれ変更した。
DX600シリーズは4K UHD「VIERA」で初のシンプルモデルで、2種類の超解像（リマスター・ディテール）を組み合わせた「4Kファインリマスターエンジン」、最大出力30Wの高出力アンプを採用した「ダイナミックサウンドシステム」を搭載。また、H.265/HEVCデコーダー内蔵により4Kネット動画に対応するほか、DX750シリーズ同様に「かんたんホーム」も採用する。サイズラインナップは49v型と40v型の2サイズが設定される。
- TH-65/58DX950
- TH-60/55/49DX850
- TH-58/50DX770

2016年モデルの第3弾として追加発表された4K UHDモデルである。発売時期はシリーズによって異なり、DX950シリーズは同年4月発売、DX850シリーズは同年5月発売、DX770シリーズは同年6月発売となる。
2014年秋モデルのAX900シリーズ後継のDX950シリーズは、AX900シリーズ比約4倍の多分割エリア制御を実現した直下型LEDバックライトシステムを搭載するとともに、バックライトの各エリアに壁に設けて隣接エリアへのLEDの光の干渉を大幅に抑制できる井桁構造を採用し、画面を均一に発光するため「フラッター」と呼ばれるシートをバックライト前面に配置した。また、高輝度LEDの採用により、AX900シリーズ比約1.4倍の明るさを実現したことでダイナミックレンジを大幅に拡大。HDR規格に対応するとともに、テレビメーカーや映画スタジオなど世界35社が参画する業界団体である「UHDアライアンス」が策定した4K再生の映像品質を保証するプログラム「Ultra HD Premium」認証を日本国内で初めて取得した。改良型「ヘキサクロマドライブ」は本シリーズのみ、低輝度域補正が追加された。音質面も強化し、スピーカーボックスをAX900シリーズ比約3倍に大容量化、アンプの最高出力を約40Wに倍増するとともに、ウーハーにクアッド・パッシブラジエーターを採用し、振動板の材質強化も行った「ダイナミックサウンドシステム」を搭載。ホーム画面は2015年春夏モデルから採用されている「かんたんホーム」となり、NETFLIXや「外からどこでもスマホで視聴」にも対応。リモコンは新型のマイク一体型リモコンとなり、音声検索が可能となった。
CX800シリーズ後継のDX850シリーズは、既存の「ダイナミックサウンドシステムPRO」を進化させ、VIERAで初となるハイレゾに対応した「ダイナミックサウンドシステム・ハイレゾ」を搭載。ツイーター・ミッドレンジスピーカー・ウーハーで構成された3wayスピーカーを採用するとともに、ツイーターの上下にミッドレンジスピーカーを挟み込む「仮想同軸配置」も採用。ウーハーにはCX800シリーズ比約7倍の大容量スピーカーボックスが採用された。また、アンプはVIERAで最大となる音声実用最大出力100Wの高出力仕様となり、Technicsの高音質技術を生かしてデジタル放送やネット動画などの音源をハイレゾ相当にアップコンバートする「ハイレゾリマスター」や同ブランドのHi-Fiオーディオにも採用されている「JENOEngine」を搭載した。また、音声検索は新型のマイク一体型リモコンを用いた検索に加え、リモコン操作不要でテレビに直接話しかけて操作するダイレクト音声操作に対応した。
DX770シリーズは新設シリーズで、スタンドを左右別々にし、前後の向きによって異なる形状と位置を内側と外側の2箇所に設けることで視聴スタイルやテレビ台の幅に応じて、4パターンから選択可能とした。これ以外の主要機能は先に発売したDX750シリーズとほぼ同等であるが、液晶パネルは反射防止層なしのVAパネルとなる。また、フレームやスタンド、音声検索が可能なマイク一体型リモコンは全てシルバーで統一されている。
- TH-58/50DX800
- TH-32/24D325
- TH-49/43/32/24D305

2016年8月発売。
D305シリーズ・D325シリーズはD300シリーズ・D320シリーズのマイナーチェンジモデルで、主要機能やスペックはD300シリーズ・D320シリーズとほぼ同等である。また、各シリーズの24v型はD4端子非搭載である。
DX800シリーズは4K UHDモデルの新シリーズで、両サイドのメタルスタンドでディスプレイ部を固定し、スピーカー部をバー形状として本体と分離することでディスプレイ部の薄型化が可能となった。既発売のDX750シリーズ・DX770シリーズ同様にLEDバックライトに新赤色蛍光体を採用した「ヘキサクロマドライブ」を搭載し、HDR規格に対応。「ダイナミックサウンドシステム」も搭載されており、バー形状のスピーカー部はツイーターを2個、ミッドレンジスピーカーを4個、ウーハー6個の計12個のユニットで構成される3wayスピーカーで、さらに、低音の増幅を実現するために、パッシブラジエーターを左右に前後対向配置した「クアッド・パッシブラジエーター」も搭載されている。背面の配線の見た目にも配慮し、新たにケーブルカバーを設けたほか、ケーブル類を束ねるクランパーを5本（電源コード用2本、接続ケーブル用3本）を同梱し、背面にクランパーを引掛けるための穴を設け、束ねたケーブルを背面に這わすことで前からケーブルが見えない工夫も施された。ディスプレイ部のベゼル・メタルスタンド・スピーカー部をすべてシルバー調のデザインで統一されているほか、DX770シリーズ同様に、音声検索が可能なマイク一体型リモコンもシルバーで統一されている。

##### 2017年モデル（15世代・EX/ES500/E300シリーズ）
- TH-55/49/43EX750
- TH-55/49/43EX600

2017年4月発売。シリーズ名が更新され、DX750シリーズはEX750シリーズに、DX600シリーズはEX600シリーズとなった。
2シリーズ共通の新機能として、番組表（放送中の番組）・録画一覧・有料動画・無料動画とコンテンツ毎に起動していた画面を一つにまとめ、放送番組・録画番組・VODをサムネイル付で一覧表示する「今見る」一覧と、ジャンル別番組表から録画予約を行う「予約する」一覧で構成され、列毎の表示・非表示の切り替えや表示順の変更などのカスタマイズも可能な「アレコレチャンネル」と、BDレコーダー「DIGA（2013年秋以降のネットワーク対応モデル）」との組み合わせにより、従来の番組表である予約一覧（未来番組表）に加え、録画一覧を過去番組表として同時に表示し、一つの画面上で録画予約と番組再生を可能にする「過去未来番組表」を搭載（「アレコレチャンネル」と「過去未来番組表」を利用するにはインターネットの接続と設定が必要）。また、リモコンにはよく利用するアプリをショートカット登録し、ワンボタンで素早くアクセスできる「マイアプリ」ボタンを設けた。
EX750シリーズは高画質技術「ヘキサクロマドライブ」を改良し、3次元カラーマネジメント回路（3D LUT）の補正ポイントをDX750シリーズ比約7倍としたことによる色の補正精度の向上、シーンや色毎に合わせる・肌の部分とその他の部分を分けることによる本来の階調の保持と発色や明るさの向上の両立、画像処理エンジンによるコントラスト補正をより細かな単位で制御することによる暗いシーンでの黒つぶれ軽減とコントラスト性能の向上を行った。また、音声操作は絞込み検索にも対応した。4K UHDのスタンダードモデルであるEX600シリーズは新たにHDR規格に対応し、全サイズLED IPSパネルとなった。サイズラインナップが一部替わり、従来の40v型は43v型にサイズアップし、55v型を追加して3サイズとなった。
本モデルより110度CSのCS1とCS2の区別が廃止され、CSに統合された。
- TH-65EX780
- TH-49/43/32/24/19E300

2017年6月発売（E300の19v型・24v型は同年8月発売）。2017年モデルの第2弾として追加発表されたものである。
D300シリーズの後継となるE300シリーズは、地上・BS・110度CSデジタルチューナーを2基に増やしたことで、USBハードディスクへの裏番組録画に対応した（ただし、2番組同時録画は不可）。サイズラインナップは当初、32v型・43v型・49v型の3サイズだったが、後に19v型と24v型の2サイズが追加発表され、5サイズとなった。
4K UHDモデルのEX780シリーズは、EX750シリーズ同様に改良型の「ヘキサクロマドライブ」、「アレコレチャンネル」、「過去未来番組表」を搭載。スタンドはメタリック素材を用いており、左右各15°ずつ調整可能なスイーベル（首振り）機構を搭載している。サイズは65v型のみの設定となる。
- TH-60/55/49EX850

2017年10月発売。DX850シリーズの後継モデルとなる。
DX850シリーズで搭載された「ダイナミックサウンドシステム・ハイレゾ」をハイファイオーディオ開発部門の「テクニクス」によるチューニングを行い改良。液晶パネルはバックライト用LEDの高輝度化とシート構成の見直しにより輝度を向上させ、EX750シリーズ同様に「ヘキサクロマドライブ」を改良。「アレコレチャンネル」や「過去未来番組表」も搭載した。
- TH-32/24ES500

2017年10月発売。E300シリーズの上位モデルとして設定された新シリーズとなる。
本シリーズでは11種類のネット動画サービスに対応しており、リモコンにネット動画のアプリ選択画面を呼び出す専用ボタンを配置。
スタンドにはチルト機能（24v型は前5°～後10°、32v型は前5°～後15°）を採用。スタンド一体型タイプなので、E300シリーズのようにスタンドの組み立て作業が不要である（このため壁掛け設置には非対応）。カラーはダークシルバーとホワイトの2色展開としている。
画質面では、4K UHDモデルにも採用されている画像処理技術が用いられており、シネマプロモードも搭載。4K UHDモデルのEX系と同じく「過去未来番組表」を搭載している。
スマートフォンのアプリにより、電源やチャンネルなどの操作、キーワード検索や録画予約など操作をする事が可能。

##### 2018年モデル（16世代・FX/F300シリーズ）
アナログAV入力端子はD端子が廃止されて「コンポジット映像端子とコンポーネント映像端子の一体型」となり、コンポジット映像ケーブルは一番外側の「黄色」端子に接続する（コンポーネントケーブルとコンポジットケーブルの同時接続は不可）。
- TH-55/49/43FX750
- TH-55/49/43FX600

2018年2月発売。シリーズ名が更新され、EX600シリーズはFX600シリーズに、EX750シリーズはFX750シリーズにそれぞれ改名された。
両シリーズ共通で、Ultra HDブルーレイの標準規格「HDR10」と新4K8K衛星放送への採用が予定されている「HLG」の2方式のHDR規格に対応したほか、部屋の明るさに応じてHDR画質を自動調節する「明るさ連動HDR」も搭載され、「4Kファインリマスターエンジン」が改良された。既搭載の「かんたんホーム」は従来、画面全体に表示されていたアイコン類を画面下に集約し、視聴中の画面を邪魔しないように配慮された「新・かんたんホーム」に、2017年モデルで新採用された「アレコレチャンネル」は「おすすめの録画」と「おすすめの番組」項目を追加する改良が行われた。
FX750シリーズは既搭載の「ヘキサクロマドライブ」において、映像の部分ごとの解析を行うことによる画像処理や輝度制御の適切化、3次元カラーマネジメント回路の補正ポイント増加による暗部の忠実再現性の向上などの改良が行われ、バックライトエリア制御とエリアコントラスト制御を組み合わせた「Wエリア制御」が新たに搭載された。また、スタンドには底面中央に吸着面が設けられ、凹凸のない平らな面で設置した時に吸着効果を高めて倒れにくくする「転倒防止スタンド」が採用された（移動の際に解除が可能なように、スタンド上部中央に「吸着操作スイッチ」が備えられている）。
FX600シリーズは「色忠実補正回路」やエリアコントラスト制御が新たに搭載された。
- TH-65/55FX800
- TH-43/32F300

2018年モデルの第2弾として追加発表されたものである。なお、F300シリーズは2018年4月発売。FX800シリーズは当初F300シリーズと同時に発売される予定だったが、一部関連部品の入手に遅れが発生した影響で約1ヶ月遅れの同年5月発売となった。
FX800シリーズは4K UHDモデルの新シリーズで、主要機能はFX750シリーズに準じているが、フレームやスタンドのデザインがFX750シリーズとは異なり、ディスプレイまわりの黒い縁取りの幅を約6mmに抑え、その周囲にガラス素材を用いた「フレームレスデザイン」が採用され、スタンドやディスプレイ下部にアルミ素材が採用された。また、背面にはケーブルカバーが採用されており、端子類やスタンド配線を隠すことが可能である（ただし、使用する端子や接続するケーブルの種類・本数によってはカバーの取付が不可の場合があり、また、アナログ入力端子やLAN端子にケーブルを接続した場合はカバーの取付が不可となる）。
F300シリーズはE300シリーズの後継シリーズである。主要機能やスペックはE300シリーズに準じる。なお、ラインナップは32v型と43v型の2サイズとなる。
- TH-65FX780

2018年6月発売。2018年モデルの第3弾として追加発表されたもので、EX780シリーズの後継シリーズとなる。
FX750シリーズ同様、「ヘキサクロマドライブ」・「4Kファインリマスターエンジン」・「アレコレチャンネル」が改良され、「かんたんホーム」も「新・かんたんホーム」へ改良。「Wエリア制御」が搭載され、「HDR10」と「HLG」の2種類のHDR規格に対応している。
スタンドの取り付け位置を内側と外側の2ヶ所に配置し、設置場所などに応じてスタンド幅の選択が可能となった。
- TH-49/43FX500

2018年12月発売。4K UHDのエントリーモデルとして設定された新シリーズである。
HDR規格の「HLG」方式や4KでのVODサービスに対応している。

##### 2019年モデル（17世代・GX/Gシリーズ）
本年モデル以降、コンポーネント端子は廃止され、アナログAV入力はコンポジット端子1系統のみ。HDMI入力端子は4系統へと増やされた他・43v型以上の大型機種は全て4Kチューナー内蔵となり、4Kチューナー非搭載機種は32v型以下の小型モデルとプライベートビエラのみとなった。
- TH-65/55/49/43GX850
- TH-49/43GX750

2019年1月発売（43GX850のみ同年2月発売）。GX850は2017年モデルから継続発売されていたEX850、GX750はFX750のそれぞれの後継シリーズとなる。
2シリーズ共通でVIERAでは初となるBS4K/110度CS4Kチューナーが内蔵されており、BS4K/110度CS4K放送の外付けハードディスクへの録画にも対応している。また、「かんたんホーム」が改良され、Netflix・YouTube・Hulu・U-NEXT・AbemaTV（現：ABEMA）・アクトビラがアイコンとしてプリセットされたほか、Netflix・U-NEXT・AbemaTV（現：ABEMA）は映像を見ながらコンテンツを探すタブに追加。「アレコレチャンネル」は対象のネット動画にU-NEXTとAbemaTV（現：ABEMA）が追加され、リモコンにはAbemaTV（現：ABEMA）の専用ボタンが搭載された。
GX850シリーズはAIによりSDR映像とHDR映像のデータベースを機械学習させ、その学習データを元に処理を行うことで通常の映像もHDR映像のような高コントラストに変換させることが可能となった「AI HDRリマスター」が搭載されたほか、アップコンバート機能は素材解像度検出処理が搭載された「素材解像度 4Kファインリマスターエンジン」へ改良され、HDRフォーマットは新たに「HDR10+」と「ドルビービジョン」に対応してフォーマットが4方式に増え、この2方式のフォーマットでは高画質認証も同時に取得された。音質面では「30Wダイナミックサウンドシステム」となり、映画館にも採用されている「ドルビーアトモス」にも対応した。
GX750シリーズはHDRフォーマットに「HDR10+」が追加され、対応フォーマットが3方式となった。
なお、FX750シリーズに採用されていた吸盤機能付き「転倒防止スタンド」はGX850シリーズのみの搭載となり、サイズラインナップは、GX850シリーズはEX850シリーズに設定されていた60v型に替わって43v型と65v型が追加設定されて4サイズに、GX750シリーズはFX750シリーズでは設定されていた55v型が廃止され、2サイズとなった。
- TH-32/24/19G300

2019年4月発売。2019年モデルの第2弾として発表されたもので、32v型はF300シリーズ、24v型と19v型は2017年モデルから継続発売されていたE300シリーズのそれぞれ後継シリーズである。4Kチューナーは非搭載。
32v型には6軸色補正などの色再現技術を用いた「あざやか色再現回路」が搭載された。また、IPS液晶は19v型のみの搭載となった。
- TH-49/43GX500

2019年8月発売。2019年モデルの第3弾として発表されたもので、FX500シリーズの後継シリーズとなる。
BS4K/110度CS4Kシングルチューナーが搭載され、BS4K/110度CS4K放送の外付けハードディスク録画にも対応したほか、カラーマネジメント回路「色忠実補正回路」、エリアコントラスト制御、「4Kファインリマスターエンジン」を搭載。HDRフォーマットはFX500シリーズで対応していた「HLG」に「HDR10」と「HDR10+」が追加され3方式となり、部屋の明るさに応じてHDR映像を自動調整する「明るさ連動HDR」も搭載。改良版の「かんたんホーム」と「アレコレチャンネル」が搭載され、リモコンにNetflixとAbema TV（現：ABEMA）の専用ボタンが搭載された。
- TH-65/55/49/43GX855
- TH-55/49/43GX755

2019年10月発売。2019年1月から2月にかけて発売されたGX750/GX850シリーズのマイナーチェンジモデルとなる。
BS4K/110度CS4Kチューナーのチューナー数が2基に増え、BS4K/110度CS4K放送の裏番組録画が可能となり、地上・BS・110度CSデジタルトリプルチューナーを搭載するGX855シリーズでは地上・BS・110度CSデジタル放送とBS4K/110度CS4K放送の2番組同時裏録も可能となった（いずれの場合もBS4K/110度CS4K放送の2番組同時録画は不可）。また、地上・BS・110度CSデジタル放送視聴時はリモコンのボタン操作で2番組（またはデジタル放送と外部入力）を同時に表示が可能な2画面表示機能が搭載された（画面の左右どちらか一方の音声出力となり、イヤホンとスピーカーで左画面・右画面の音声を別々に聴くことは不可となる）。
GX755シリーズはGX750シリーズで廃止されていた55v型が復活し、3サイズとなった。

##### 2020年モデル（18世代・GR/HX/Hシリーズ）
本年モデルよりSDカードスロットが廃止されたため、SDカードに記録した写真・動画データを視聴するには市販のUSBまたはHDMI接続式のSDカードリーダーか、SDカードスロットを搭載しているディーガと接続する必要がある。
- TH-49/43GR770

2020年1月発売。「VIERA」で初となる4Kチューナー・BD・HDDを内蔵したオールインワンモデル（BD+HDD内蔵モデルに関しては2011年秋モデルのRB3シリーズ以来の設定となる）。HDD容量はRB3シリーズの2倍となる2TBとなり、BS4K/110度CS4K放送対応の2基を含むトリプルチューナー仕様のため、2番組同時裏番組録画（BS4K/110度CS4K放送の2番組同時裏番組録画は不可で、BS4K/110度CS4K放送と地上/BS/110度CS放送の同時裏番組録画又は地上/BS/110度CS放送の2番組同時裏番組録画のみ）が可能なほか、BS4K/110度CS4K放送を最大4倍録可能な4K長時間録画モードに対応（一旦4K DRモードで録画した後、指定した録画モードへ自動変換される）。BDはUltra HD Blu-rayの再生が可能となり、HDDに録画されたBS4K/110度CS4K放送をBlu-ray Discへダビングすることも可能となった（なお、本シリーズのBDはディスクへの直接録画が不可で、再生かダビングのみ可能となる）。本機はスタンド一体型のため壁掛け設置には非対応。
画質面では「4K高輝度IPSパネル」を採用し、「色忠実補正回路」・「エリアコントラスト制御」・「4Kファインリマスターエンジン」を搭載。「HLG」と「HDR10」の2つのHDRフォーマットに対応する。音質面では音声出力30Wのスピーカーユニットに高剛性スピーカーボックスを組み合わせ、音声処理回路を搭載した「30Wダイナミックサウランドシステム」を採用する。
その他、「かんたんホーム」は本シリーズ用に「録る」・「見る」・「残す」それぞれのアイコンが搭載され、番組表はチャンネルごとの表示とすることで文字サイズが大きくなり、チャンネルボタンでチャンネルの切替えが可能な「デカ文字番組表」に、ドラマの録画予約の際に当日放送予定のドラマをチャンネルを問わず一覧で表示する「ドラマサクッと予約」が搭載された。GX855シリーズにも搭載されている2画面表示機能を搭載している。
ライバルの三菱電機が録画テレビ「REAL」の店舗・ECサイト向け出荷を2021年9月限りで終え「三菱電機ストアーのみで販売。2024年3月までに在庫品限りで販売終了」へ切り替えると共に、同業他社がBDレコーダー一体型テレビの販売を相次いで終了したため、店舗・ECサイトどちらからでも購入可能な唯一のBDレコーダー一体型テレビとなった。
- TH-49/43HX850

2020年6月発売。GX855シリーズの43V型と49V型における後継シリーズとなる。
「AI HDRリマスター」に新たな画像処理アルゴリズムが採用され、BS4K/110度CS4K放送に採用されているHLGの映像信号に含まれている明るさ情報をシーンごとにリアルタイム解析し、HDR映像を高画質化処理することで、明るく高コントラストな表示が可能となり、「明るさ連動HDR」はドルビービジョンにも対応。また、最新のHDR方式に採用されているシーンごとにメタデータが付与されるダイナミックメタデータを持たないHDRコンテンツに対してシーンごとに輝度情報を解析して高コントラスト表現を実現する「ダイナミックメタデータクリエーション」を新たに採用。「バックライトエリア制御」と「エリアコントラスト制御PRO」を組み合わせた「Wエリア制御」ではバックライト制御のアルゴリズムがより緻密化され、HDR10/HDR10+/HLG方式の情報を解析してバックライト制御にも活用され、暗いシーンでも高コントラストで表現することが可能となった。
「かんたんホーム」も改良され、Netflix・Hulu・U-NEXT・AMEBA・YouTubeの各アイコンにおすすめ作品のサムネイルが表示され、アプリを起動しなくても番組の確認が可能となった。
- TH-65/55HX950
- TH-75/65/55HX900
- TH-55/49/43HX750

HX950シリーズ・HX900シリーズは2020年8月発売。HX750シリーズは75V型のみ同年7月、55V型・65V型は同年10月に順次発売。HX950シリーズはGX855シリーズの55V型・65V型、HX750シリーズはGX755シリーズの後継シリーズとなり、HX900シリーズは新規シリーズとなる。
HX950シリーズは放熱設計を強化することでバックライトを増量し、ディスプレイ内部の部材構成の最適化により高輝度・高コントラストを実現させるとともに、パネル面とフレームの段差を無くしたフラット構造とした「プレミアム液晶ディスプレイ」を搭載。「ダイナミックサウンドシステム」は音を天井に反射させて立体的で臨場感がある音を生み出すと同時に音像を画面中央に持ち上げるイネーブルドスピーカー（15W+15W）をテレビ背面上部に搭載し、音声実用最大出力を60Wに強化。リモコンの音声操作マイクを利用して音響環境を計測し、音質補正を自動で行う「Space Tune Auto」も搭載される。「転倒防止スタンド」には前後各15度（計30度）のスイーベル（首振り）機能が追加された（液晶ビエラの据え置きスタンドに方向調節機構が備わるのは2010年モデルのS2/X2シリーズ以来となる）。アナログAV入力端子はミニジャックとなり、AV変換ケーブル（3軸）が付属品として同梱されている。なお、HX850シリーズ同様、「AI HDRリマスター」、「Wエリア制御」、「かんたんホーム」が改良型となり、「ダイナミックメタデータクリエーション」が搭載された。
HX900シリーズはHX950シリーズ同様に「AI HDRリマスター」、「Wエリア制御」、「かんたんホームが改良され、「ダイナミックメタデータクリエーション」を搭載。「転倒防止スタンド」はスイッチ部の構造をスライド式に変更した薄型タイプとなり、フレームデザインが刷新され、パネル面とフレームの段差を無くしたフラット構造の「薄型フラットフレーム」となった。サイズラインナップは55V型、65V型に加え、液晶ビエラの4K UHDモデルで最大サイズとなる75V型を加えた3サイズが設定される。なお、75V型はLED VAパネルとなり、「転倒防止スタンド」や「薄型フラットフレーム」は非搭載となる。
HX750シリーズは新たに「ドルビービジョン」に対応するとともに高画質認証も取得。HDMI入力端子は全系統で18Gbpsの高速転送に対応し、「ダイナミックメタデータクリエーション」や「4Kファインリマスターエンジン」を搭載。立体音響技術「ドルビーアトモス」にも対応した。HX850シリーズ同様に「かんたんホーム」も改良された。
- TH-32/24H300

2020年9月発売。4Kチューナーを搭載しないパーソナルモデルで、2019年モデル「G300シリーズ」の後継機種となる。基本機能・デザインは2019年モデルのG300シリーズより踏襲されているが、19v型は廃止され32v型と24v型のみの発売となった。光デジタル出力端子は非搭載で、ホームシアターは「ARCに対応した2010年以降モデル」とのみ組み合わせ可。

##### 2021年モデル（19世代・LF/JX/Jシリーズ）
本年モデルよりアナログAV入力端子は「映像・音声一体型ミニジャック」へと変わり、接続には市販の「ピンプラグ・映像音声一体型ミニプラグ変換ケーブル」が別途必要。D4映像入力端子とSDカードスロットは廃止された。またリモコンも4Kチューナー内蔵モデルはネットダイレクトボタン増設に伴い・デザインとボタン配置が大幅変更され、前年モデルまでの単3乾電池2本使用から「単4乾電池2本使用（アルカリを推奨）」へ改められている（TH-43LF1・TH-32/24J300を除く）。
- TH-65/55JX950
- TH-65/55JX900
- TH-49/43JX850

2021年4月発売（43JX850のみ同年7月発売）。JX950シリーズはHX950シリーズ、JX900シリーズはHX900シリーズ、JX850シリーズはHX850シリーズの後継機種となる。
3シリーズ共通の機能として、学習用データベースを基にディープラーニングを活用してAIが学習してシーン認識アルゴリズムを生成し、シーンを認識して画質機能を統合的に制御することで、映像を部分ごとに自動的な画質調整が可能となり、一度設定するだけでコンテンツに応じた画質設定の切替が不要となる「オートAI画質」が搭載された。併せて、映像信号処理技術も改良され、高画質技術「ヘキサクロマドライブ」はHDR信号（HDR10/HDR10+）入力時にシーンに応じてHDRトーンマッピング処理を動的に変化させる技術「ハイブリッドトーンマッピング」を採用し、視聴環境に応じて高画質化処理を行う「Dolby Vision iQ」や「HDR10+ ADAPTIVE」にも対応。「Wエリア制御」はバックライトを制御するアルゴリズムの緻密化により、HDR映像の暗部階調表現がより豊かになるとともに、映像信号の解析情報のバックライト制御へのフィードバックがドルビービジョンにも対応した。ゲームモードも追加され、HDMI 2.1規格で規格化された4K120p入力に対応し、信号の処理時間を短縮することで通常モードよりも低遅延となり、入力機器からの情報に連動して自動的に低遅延モードに切り替わる「ALLM」にも対応した「ゲームモード エクストリーム」が搭載された。
メニュー画面が一新され、操作頻度が高い各種設定に加え、2画面表示や字幕の設定も簡素化。リモコンはキーレイアウトが刷新され、放送視聴・基本操作・録画コンテンツ視聴用の再生操作・ネット動画視聴操作の4つのゾーンに分けて配置。ネット動画用のダイレクトボタンはNetflix、ABEMAに加え、Prime Video、Hulu、U-NEXT、Rakuten TVを追加して6種類に強化。通信方式にBluetoothを採用したことでリモコンをテレビの受光部に向けなくても操作が可能となった（リモコンでの電源入・切やペアリングなしで操作するときは赤外線通信が行われるため、リモコンをテレビの受光部に向けて操作する必要がある）。使用電池も変更となり、単4形アルカリ乾電池2本使用となった。音声操作機能に「Googleアシスタント(サービス終了)」と「Amazon Alexa」が搭載され、既存のビエラ音声操作と合わせて2)種類からいずれか一つを設定できるようになった（「Googleアシスタント」と「Amazon Alexa」はインターネットの接続と設定が必要）。
JX950シリーズは、AI技術の活用によりシーンに応じた音場と音質に自動的に調整する「オートAI音質」も搭載された。
- TH-75JX950
- TH-75JX900
- TH-65/58/50/40JX750

2021年6月発売（75JX900のみ同年10月発売）。JX750シリーズはHX750シリーズの後継機種となる。
JX850/JX900/JX950シリーズ同様に「オートAI画質」が搭載されたほか、高画質技術「ヘキサクロマドライブ」や「AI HDRリマスター」が搭載され、パネルを高色域タイプに変更。視聴環境に合わせて高画質化処理を行う「HDR10+ ADAPTIVE」に対応した。HX750シリーズに搭載されていた「エリアコントラスト制御」はエリアでの映像信号処理を細分化し、光の情報解析するアルゴリズムに加え、エリアごとの入力信号情報の制御を加えた「エリアコントラスト制御PRO」へ、「4Kファインリマスターエンジン」は素材解像度検出処理を搭載してそれぞれ改良された。音質面では音響特性や音像定位の改善が図られた「20Wスピーカーシステム」へ変更となった。メニュー画面はJX850/JX900/JX950シリーズ同様に刷新され、リモコンはJX850/JX900/JX950同様に4つのゾーニングに配置されたキーレイアウトに刷新され、ネット動画用のダイレクトボタンを6種類に強化。使用電池が単4形乾電池2本（マンガンまたはアルカリ）に変更された（付属のお試し用単4電池はマンガン）。サイズラインナップはHX750シリーズの43V型・49V型・55V型から40V型・50V型・58V型に変更され、新たに大画面サイズの65V型を追加して4サイズとなった。
75JX950と75JX900はJX950シリーズとJX900シリーズの追加モデルとして設定された75V型で、75JX900は75HX900の後継機種、75JX950は新設定となる。2機種共に液晶パネルがLED IPSパネルとなり、75HX900では非搭載だった「転倒防止スタンド」が新たに搭載された。
- TH-43LF1

2021年10月発売。モニター部とチューナー部を分離したレイアウトフリーモデル。アンテナ端子に近い場所にチューナー部を設置し、モニター部はコンセントがある場所であればどこでも設置が可能である。「プライベート・ビエラ」での無線伝送技術や「4Kディーガ」での4K映像の圧縮技術を受け継ぐことで、民生用テレビで初となる4K放送（BS4K/110度CS4K放送）の無線伝送が可能となった。また、モニター部にはキャスター付きの長めのスタンドを付けることでテレビ台を不要とし、配置変えや掃除の際の移動も容易となる。モニター部の電源コードはスタンドに設けた収納部に巻きつけて収納することができ、壁面のコンセントに接続することで万が一電源コードを足に引っ掛けても容易にプラグから外れるようにするマグネットタップが同梱する（マグネットタップは単品でも発売されており、増設も可能）。本体・スタンド共にカラーはホワイトとしており、背面の端子類はカバーで覆うようになっている。チューナー部はBS4K/110度CS4Kダブルを含むトリプルチューナーと2TBのハードディスクを内蔵しており、裏番組録画（地上/BS/110度CSデジタルは2番組同時裏番組録画）が可能となるほか、4K長時間録画モードにも対応する。リモコンも白基調となり、ネット動画ダイレクトボタンには、「Netflix」、「Prime Video」に加え、VIERAでは初となる「ディズニープラス」を加えた3つを搭載。「音声プッシュ通知」サービスに対応する。モニター部には、「オートAI画質」、「ヘキサクロマドライブ」、「AI HDRリマスター」、「ダイナミックメタデータクリエーション」、「エリアコントラスト制御PRO」、「素材解像度検出4Kファインリマスターエンジン」を搭載し、スピーカーは「20Wスピーカーシステム」を採用する。アナログAV入力端子と光デジタル出力端子は非搭載。
- TH-32/24J300

2021年10月発売。H300シリーズの後継機種で、主要機能や外形寸法などはH300シリーズに準じる。光デジタル出力端子は非搭載なので、ホームシアターは2010年以降に製造された「ARC（オーディオリターンチャンネル）対応モデル」とのみ組み合わせ可。本機と系列店限定モデル「TH-32J350」が4K非対応据置パーソナルビエラ最終モデルとなり、将来的に「在庫品限りで販売終了」。据置ビエラは4Kチューナー内蔵機種へ一本化されて最小モデルは42V型となり、今後発売されるパーソナルモデルは無線伝送式「プライベートビエラ」のみとなる予定。

##### 2022年モデル（20世代・LX/LFシリーズ）
- TH-75/65/55LX950
- TH-49/43LX900

LX950の55V型と65V型のみ2022年5月、LX950の75V型とLX900は同年6月に順次発売。LX950はJX950シリーズの後継シリーズとなる。本年発売機種より40V型が廃止され、最小モデルは43V型となった。
JXシリーズで搭載された「オートAI」機能（LX950は画質と音声、LX900は画質のみ）が進化し、シーンをより細分化して解析を行うことでシーン認識アルゴリズムの認識精度を高めて補正が最適化されたほか、環境光センサーとの連携により、部屋の明るさや照明の色などをセンシングして「オートAI」の自動画質調整に反映されるようになった。「4Kファインリマスターエンジン」にも改良が施され、映像信号を部分ごとに情報量や輝度を解析して時間軸方向の前後の映像もあわせて参照することでノイズとディテールを高精度に判別し、ノイズ抑制と映像の精細化をさらに高める「素材解像度検出4Kファインリマスターエンジン」となった。ゲーム関連の機能では、ゲームプレイ時に映像のフレームレートやHDRメタデータなどのソース情報の表示や映像の暗部を調整して映像の影の部分を見やすくする「暗部視認性強調」といったゲームに特化したユーザーインターフェイス「ゲームコントロールモード」が搭載された。
JX950シリーズで採用されたイネーブルドスピーカーを搭載したサウンドシステムはLX950シリーズでは「360立体音響サウンドシステム」の名称となった。LX900シリーズは画面下部に搭載した高剛性スピーカーボックス仕様のフルレンジで構成された「30W ダイナミックサウンドシステム」が搭載される。
Bluetoothリモコンの下部に配置されているネット動画用ダイレクトボタンが8つに増え、2段目の左側にDisney+、4段目にParaviとYouTubeが加わり、Huluは2段目右側に、U-NEXTはRakuten TVに替わって3段目左側にそれぞれ移動した。
- TH-75/65/55/50/43LX800

2022年7月発売。
シーン認識アルゴリズムの認識精度が高められた改良型の「オートAI画質」や、LX900/950シリーズ同様に「素材解像度検出4Kファインリマスターエンジン」、「ゲームコントロールモード」を搭載。リモコンはLX900/LX950シリーズ同様、ネット動画用のダイレクトボタンが8つに増え、配置換えもされた。
音質面ではオーディオ専用回路を採用し、位相補正によって音響特性や音像定位の改善を図った「20W スピーカーシステム」が搭載される。
- TH-43LF1L

2022年11月発売。
2021年モデルの43LF1をベースに、チューナー部からハードディスクを非内蔵化したモデル。リモコンも変更されており、LF1では中央に配置されているネット動画用ダイレクトボタンはhulu・U-NEXT・ABEMA・Paravi・YouTubeを加えて8つに増え、下部に集中配置した。なお、録画機能とリモコンの違い以外はLF1に準じる。

##### 2023年モデル（21世代・MX/MRシリーズ）
- TH-75/65/55MX950
- TH-50/43MX900
- TH-75/65/55/50/43MX800

MX900シリーズは2023年6月、MX800シリーズとMX950シリーズは同年7月に発売。MX800はLX800、MX900はLX900、MX950はLX950それぞれの後継シリーズとなる。MX900シリーズはLX900シリーズの49V型に替わり50V型が設定される。
MX900シリーズとMX950シリーズは液晶パネルが刷新され、MX900シリーズは直下型バックライトの分割駆動に加え、バックライトの駆動電力を映像の明るい部分に集中させる「直下型分割駆動 高輝度液晶」を、MX950シリーズはバックライトをミニLEDに変え、液晶パネルとバックライトの間に粒子ドットシートを挟み込む形で内蔵された。
音質面ではMX950シリーズで変更され、2つのフルレンジスピーカーと1つのウーハーで構成された音声最大出力50W仕様の「ダイナミックサウンドシステム」となった。
3シリーズ共通でリモコンの下部に配置されているネット動画用ダイレクトボタンが一部変更となり、huluとU-NEXTの配置が入れ替わり（huluは3段目左側、U-NEXTは2段目右側へそれぞれ移動）、4段目左側はParaviからTVerへ変更された。
- TH-50/43MR770

2023年10月発売。GR770シリーズ後継のBD・HDD一体型モデルで、3世代ぶりの新モデルとなる。なお、MX900シリーズ同様にGR770シリーズの49V型に替わって50V型が設定された。
従来のGR770シリーズでは不可だったBS4K/110度CS4K放送の2番組同時録画が可能となり、地上波/BS/110度CSデジタル放送視聴中にBS4K/110度CS4K放送を2番組同時裏録することも可能となった（BS4K/110度CS4K放送視聴中のBS4K/110度CS4K放送の2番組同時裏録は不可）。また、指定された時間帯から2つ選択するだけでドラマ（連続・スペシャルどちらにも対応）を自動録画し、約90日間録りおきが可能な「ドラマ1クール自動録画」を搭載。同時録番組数を超える場合に事前通知して録画する番組を選択可能な「お録りおき予約重複通知」や残しておきたい作品をリモコンの赤ボタン一つで保存領域へダビングする「お撮りおき保存」も備えている。再生機能も充実され、1.3倍速、1.6倍速に加え、同年秋のアップデートにより2.0倍速も可能となる「音声付き早見再生」、1分毎のプレビュー画面から目的のシーンを探し出せる「プレビューサーチ」、毎週放送されるシリーズ番組を再生すると自動で次回放送分を探し出して連続再生させることが可能な「次エピソード連続再生」も搭載された。
画質面ではGR770シリーズには搭載されなかった「ヘキサクロマドライブ」、「AI HDRリマスター」、「ダイナミックメタデータクリエーション」が搭載され、「エリアコントラスト制御」は光の情報を解析するアルゴリズムを加えた「エリアコントラスト制御PRO」に強化され、「4Kファインリマスターエンジン」は素材解像度検出処理が追加された。HDR規格はGR770シリーズで対応していたHDR10・HLGに加え、HDR10+とDolby Visionにも対応した。
AI技術を活用して画質・音場・音質をシーンに応じて自動調整する「オートAI」機能（画質・音声）や、映像面ではゲーム機などの入力機器からの情報に連動して自動的に低遅延モードに切り替えるALLMに対応。音質面ではセリフとBGMを強調するRPGモードと足音を強調するFPSモードの2種類の音声モードを備えた「ゲームモード」も搭載。ゲーム特化型ユーザーインターフェイス「ゲームコントロールボード」も搭載された。
リモコンはBluetooth方式となり、Amazon Alexaに対応した音声操作機能が備わり、ネット動画用のダイレクトボタンはGR770シリーズでは上部に分かれて配置されていたNetflixとABEMA（GR770シリーズでは旧名称のAbemaTV）をPrime Video・Disney+・U-NEXT・hulu・TVer・YouTubeを追加の上で、下部に集中配置された。
GR770シリーズ同様にスタンド一体型のため壁掛け設置が不可となる。また、ビデオ入力端子が「映像・音声一体型ミニジャック」へ変更されたため、映像/音声ケーブルは片方が4極ミニプラグのものが必要となる。なおビデオ入力端子搭載は本年発売機種が最後となった。

##### 2024年モデル（22世代・W-A系）
- TV-65W95A
- TV-65/55/50/43W90A
- TV-50/43W80A

本モデルよりこれまでの"TH"から"TV"で始まる型番へ変更され、4K UHDの液晶モデルは"W"で統一されることとなった。
W90Aのみ2024年6月発売。W80AとW95Aは同年7月に発売。W95AはMX950シリーズ、W90AはMX900シリーズ、W80AはMX800シリーズの後継モデルに位置付けられる。
3モデル共通でFire TVが搭載されたほか、既存の「4Kファインリマスターエンジン」・「ヘキサクロマドライブ」・「AI HDRリマスター」を統合処理する「新世代AI高画質エンジン」が搭載された。また、4K UHD液晶テレビで初めてビデオ入力端子が無くなったため、従来型アナログ再生機器（一部のDVDプレーヤーなど）との接続が不可となった。
サイズラインナップが一部変更となり、最上位モデルのW95Aは65V型のみに、スタンダードモデルのW80Aは43V型と50V型の2サイズに集約された一方、ハイグレードモデルのW90AはMX900シリーズから継続される43V型・50V型に55V型と65V型が追加され4サイズとなった。
これまで画面中央下部に出ていた音量表示は画面中央上部に、画面中央部に出ていたアンテナレベル表示は画面右下にそれぞれ出る方式へ変更された。

##### 2025年モデル（23世代・LFシリーズ/W-B系）
- TH-43LF2
- TH-43LF2L

2025年5月発売予定。キャスター付スタンド同梱のチューナー部セパレート型液晶モデル「レイアウトフリーテレビ」LFシリーズが初のモデルチェンジ。なお、Fire TV非搭載のため、型番は従来通り"TH"で始まる。
HDMI入力端子をチューナー部にも3ポート装備されたことでHDMI接続された機器（レコーダー、ゲーム機、セットトップボックスなど）の映像・音声をワイヤレスで送信可能な「Wireless Connect」を搭載。
「オートAI画質」がシーン認識アルゴリズムの認識精度が高められた改良型となり、色ごとの特徴を検出して色ごとに補正量を最適化する「あざやか色補正」と肌の色を検出して3D-LUTを用いて映像を処理する「地デジ美肌補正」の2つの色補正機能を追加。自動音質調整機能「オートAI音質」が搭載された。
ミラーリング機能が追加され、WindowsやAndroidの端末であればアプリなしでもテレビへの出力が可能となった（iOS端末の場合は従来通り「TVシェア」アプリが必要）。
リモコンはBluetooth方式となり、音声操作（リモコン/Amazon Alexa）に対応。ダイレクトボタンの配置も変更された（LF2はU-NEXT・hulu・ABEMA・TVer・YouTubeが追加され、下部の集中配置へ変更。LF2LはParaviがTVerへ変更され、U-NEXTとhuluを配置換え）。
チューナー部にハードディスクを搭載しない43LF2Lには新色のマットダークグレー（43LF2L-H）が追加され、ホワイトとの2色展開となった。
- TV-75/65/55W95B
- TV-65/55/50/43W90B
- TV-50/43W80B

2025年6月発売予定。W80A/W90A/W95A後継となる。
全モデル共通で独自の映像処理アルゴリズムを用いて映像のガンマを微細なエリアごとに個別に調整する「ダイナミックディテールエンハンサー」を追加。
W95Bは「Wエリア制御」のうち、バックライトのエリア制御の分割駆動数を細分化。粒子ドットシートが省かれる代わりにミニLEDバックライトが広色域化され、バックライトの色温度に応じてリアルタイムにパネル制御を最適化する「リアルタイム色チューニングシステム」が採用された。また、サイズラインナップが増え、55V型と75V型が追加され3サイズとなった。

#### 有機ELテレビ
HDMI入力端子は4系統搭載。アナログ入力は2019年以降機種よりD端子非搭載でコンポジットAV入力端子1系統のみ。機種によっては映像・ステレオ音声一体型ミニジャックのため変換（アダプター）ケーブルが付属されている（2021年以降モデルはミニプラグ変換式アナログAVケーブル別売り）。

##### 2017年モデル（初代・EZシリーズ）
- TH-77/65EZ1000
- TH-65/55EZ950

2017年6月発売（EZ1000シリーズの77v型は同年9月発売）。VIERAで初となる有機ELテレビとなる。
プラズマテレビと同じ自発光方式の有機ELパネルを採用しており、プラズマテレビで培ってきた自発光方式のノウハウを活かして忠実な輝度制御を行う「ヘキサクロマドライブ プラス」を搭載。液晶テレビの4K UHDモデルであるEX750/EX780シリーズ同様に、「アレコレチャンネル」と「過去未来番組表」も搭載されている。
プレミアムモデルのEZ1000シリーズは、HDRの原信号を16bit処理で輝度信号に変換することで暗部を滑らかに再生する「暗部階調スムーサー」、パネルに特殊フィルターを施すことで黒を更に引き締め、室内光の反射による映り込みを抑える「ブラックフィルター」を追加搭載。音質面においては最大出力80Wの3wayスピーカーを搭載。最薄部で約6.7mmの薄さとなっており、背面は上半分にヘアラインを、下半分に革調のシボ加工を施し、ケーブルや端子類はカバーで隠せるようになっているほか、壁掛け設置時にはスピーカーまでスリムになるように設計されている。画面サイズは当初、65v型のみだったが、後に77v型が追加発表され、2サイズとなった。
スタンダードモデルのEZ950シリーズはベゼルを鑑賞の邪魔にならないように可能な限り絞り込ませているほか、背面は端子部をケーブルカバーで覆うことで背面パネルとフラットとなる。画面サイズは65v型と55v型の2サイズが設定される。
EZ1000シリーズはスピーカー分離型となっており、付属スピーカーは本体後面中央下部にある専用コネクタへ接続したのち、本体画面下へ設置する（付属スピーカーは本機専用で他機との組み合わせ不可）。

##### 2018年モデル（2世代・FZシリーズ）
- TH-65/55FZ1000
- TH-65/55FZ950

2018年6月発売。
「ヘキサクロマドライブ プラス」が改良され、3次元カラーマネジメント回路はシーンの明るさに応じて動的に補正量を変化させ、補正ポイントを増やした「ダイナミック3D-LUT（ルックアップテーブル）」に変更され、ELパネル制御も改良。また、EZシリーズではプレミアムモデルのEZ1000のみの搭載だった「ブラックフィルター」をスタンダードモデルのFZ950にも搭載された。またHDR規格は「HDR10」と「HLG」の2種類の規格に対応し、「UHDアライアンス」が規格化した「Ultra HD Premium」の認証も取得された。「かんたんホーム」の改良版である「新・かんたんホーム」や、改良型「アレコレチャンネル」も搭載されている。
サウンドシステムはシリーズ毎に改良され、プレミアムモデルのFZ1000はウーハー容量をEZ1000の約1.4倍に増やし、ウーハーユニットやパッシブラジエーターを大型化するとともに、オーディオ専用の高音質部品が採用された「Tuned by Technics」に、スタンダードモデルのFZ950はダブルウーハーにパッシブラジエーターを追加して合計4個を配置した「クアッドパッシブラジエーター」を搭載し、スコーカーにネオジム磁石が採用され、オーディオ専用のICも搭載された「ダイナミックサウンドシステム」となり、スピーカーが正面から見えないデザインとなった。
なお、プレミアムモデルのFZ1000シリーズは65v型に加え、55v型が設定された（77v型は初代モデルのEZ1000が継続販売される）。
FZ1000シリーズはスピーカー分離型となっており、付属スピーカーは本体後面中央下部にある専用コネクタへ接続したのち、本体画面下へ設置する（付属スピーカーは本機専用で他機との組み合わせは不可）。

##### 2019年モデル（3世代・GZシリーズ）
- TH-65/55GZ2000
- TH-65/55GZ1800
- TH-65/55GZ1000

2019年7月発売。本代ではFZ1000後継のフラッグシップモデルGZ2000、FZ950後継のスタンダードモデルGZ1000に加え、ハイグレードモデルのGZ1800が加わり、3シリーズとなった。
全シリーズでBS4K・110度CS4Kダブルチューナーを搭載し、別売りの外付けハードディスクを接続することで、BS4K・110度CS4K放送の裏番組録画が可能である（BS4K・110度CS4K放送の2番組同時録画は不可）。HDRフォーマットは2代目で対応していた「HDR10」と「HLG」に加え、「HDR10+」と「Dolby Vision（ドルビービジョン）」にも対応して4方式に強化するとともに、すべてのHDMI入力端子を18Gbpsの高速転送に対応させた。「かんたんホーム」が改良され、主要ネット動画サービスがアイコンとしてプリセットされ、直接アクセスすることが可能となり、Googleアシスタント対応及び「Works with Alexa」の搭載によってGoogleアシスタント又はAmazon Alexaを搭載したスマートスピーカーと連携し、電源のON/OFF・チャンネル切替え・ボリューム調整といった基本操作がスマートスピーカーへの話しかけにより可能となった。
画質面では、GZ2000シリーズには、設計や組立を自社で行う「Dynamicハイコントラスト有機ELディスプレイ」を採用し、明るさと色の情報を個別に制御する「Dot Contrast パネルコントローラー Pro」を搭載。さらに、暗部の再現力を高めるため、業務用モニターに求められる暗部階調表現のわずかな乱れも低減する調整工程を追加している。GZ1000/GZ1800シリーズにも明るさと色の情報を個別に制御する「Dot Contrast パネルコントローラー」が搭載された。
音質面においては、GZ2000シリーズは民生用テレビでは世界初の搭載となるテレビ背面の上部に上向きのスピーカー「イネーブルドスピーカー」をはじめ、画面中央下部にセンタースピーカーと左右のミッドレンジスピーカー、ウーハーとパッシブラジエーターは左右に分割してそれぞれ配置され、音声実用最大出力を140Wに向上した「DYNAMIC SOUND SYSTEM」を、GZ1800シリーズにはツイーター・ミッドレンジスピーカー・ウーハーをすべて前向きに配置した3ウェイユニットを採用し、低音強化のためウーハーを左右2つずつ配置した音声実用最大出力80W仕様のサウンドシステムを、GZ1000シリーズにはダブルウーハーとクアッド・パッシブラジエーターを搭載した音声実用最大出力50W仕様のサウンドシステムがそれぞれ搭載されており、全てのシリーズで立体音響「Dolby Atomos（ドルビーアトモス）」に対応した。
GZ1800シリーズはスピーカー分離型となっており、付属スピーカーは本体後面中央下部にある専用コネクタへ接続したのち、本体（画面）前面下部に設置する（付属スピーカーは本機専用で他機へは接続不可）。スピーカー分離型モデルは本シリーズが最後となった。

##### 2020年モデル（4世代・HZシリーズ）
- TH-65/55HZ1800
- TH-65/55HZ1000

HZ1000シリーズは2020年6月、HZ1800シリーズは同年8月に順次発売。HZ1000シリーズはGZ1000シリーズ後継のスタンダードモデル、HZ1800シリーズはGZ1800シリーズ後継のハイグレードモデルとなる。
「Dot Contrastパネルコントローラー」を改良。明るさの分布まで解析して制御するアルゴリズムが追加され、暗いシーンのコントラスト表現を強化。本体に内蔵された光センサーから取得した部屋の明るさ情報をHDR画像処理に反映させることで室内の明るさに合わせて「ドルビービジョン」の画質を自動で最適化する「Dolby Vision IQ」に対応したほか、画面の一部に高速で黒画を挿入することで動きの速い映像での残像感を抑えながらくっきり表示させることが可能な「クリアモーション」を搭載。液晶の2020年モデル同様に、「AI HDRリマスター」は画像処理アルゴリズムが採用され、「ダイナミックメタデータクリエーション」が搭載された。
音質面ではHZ1800シリーズはスピーカーをミッドレンジからフルレンジに変更し、GZ1800シリーズでは前向きに配していたウーハーとパッシブラジエーターを一体化して中央に移動。ツイーターを廃止する替わりに、GZ2000シリーズにも搭載されている上向きスピーカー「イネーブルスピーカー」が搭載され、リモコンの音声操作用マイクを利用して音響環境を計測し、音場補正を自動で行う「Space Tune Auto」も搭載。HZ1000シリーズは高剛性スピーカーボックスを左右に配した構成に一新。音声実用最大出力は30Wとなったものの、映像と音声を回路で分離するオーディオ専用回路が採用された。
スタンドは有機ELビエラでは初となる前後15度（計30度）のスイーベル（首振り）機能を備えた「転倒防止スタンド」となり、「かんたんホーム」はNetflix・Hulu・U-NEXT・AMEBA・YouTubeの各アイコンにおすすめ作品のサムネイルが表示される機能が追加された。
- TH-65/55HZ2000

2020年10月発売。GZ2000シリーズ後継のフラッグシップモデルとなる。
「Dot ContrastパネルコントローラーPro」が改良され、先に改良されたHZ1000/HZ1800シリーズ同様に明るさの分布まで解析して制御するアルゴリズムの追加により暗いシーンでのコントラスト表現を強化。また、「AI HDRリマスター」に画質処理アルゴリズムを採用して改良され、「ダイナミックメタデータクリエーション」を搭載。「Dolby Vision IQ」に対応した。
そのほか、HZ1800シリーズ同様に音場補正を自動で行う「Space Tune Auto」が搭載され、スタンドはスイーベル機能付「転倒防止スタンド」となり、「かんたんホーム」はNetflix・Hulu・U-NEXT・AMEBA・YouTubeの各アイコンにおすすめ作品のサムネイルが表示される機能が追加された。

##### 2021年モデル（5世代・JZシリーズ）
- TH-65/55JZ2000
- TH-65/55/48JZ1000

JZ2000シリーズは2021年5月、JZ1000シリーズは48V型と65V型は同年6月、55V型は同年7月に順次発売。JZ2000シリーズはHZ2000シリーズ、JZ1000シリーズはHZ1000シリーズの後継シリーズとなる。
55V型と65V型は有機ELディスプレイが改良され、JZ2000シリーズは「Dynamicハイコントラスト有機ELディスプレイ」において新素材を用いた貼り付け構造とバックカバー一体型放熱プレートを採用した構造に一新、JZ1000シリーズは自社設計・組立てを行う「ハイコントラスト有機ELディスプレイ」を採用。パネル制御機能「Dot Contrast パネルコントローラー」はエリア毎の入力信号情報を解析してパネル制御に反映することで光と色の表現がより豊かに表現可能となった。
液晶の2021年モデル同様に、自動画質調整機能「オートAI画質」が搭載され、信号処理技術「ヘキサクロマドライブ プラス」は液晶の2021年モデル同様に「ハイブリッドトーンマッピング」が新たに採用され、「HDR10+ ADAPTIVE」に対応。「ゲームモード エクストリーム」も搭載された。メニュー画面も一新され、リモコンはキーレイアウトを刷新し、ネット動画のダイレクトボタンを6つに増やしたBluetooth方式となり、液晶のJX850/JX900/JX950シリーズ同様に、音声操作機能に「Googleアシスタント」と「Amazon Alexa」が搭載された。
JZ2000シリーズは「ダイナミックサウンドシステム」が改良となり、前向きの3chスピーカーをフルレンジに、ウーハー+パッシブラジエーターユニットを中央1ヶ所配置にそれぞれ変更され、音声実用最大出力を125Wにスペックダウンされたものの、左右中央に横向きのワイドスピーカーが搭載され、水平方向の音の広がりを強化。液晶のJX950シリーズ同様に自動音質調整機能「オートAI音質」も搭載された。
アナログAV入力端子は「映像・音声一体型ミニジャック」を採用しているが、前年モデルまで付属されていた変換ケーブルは別売りとなった（市販のピンプラグ - 映像音声一体型ミニジャック変換ケーブルを別途購入）。
本年以降モデルよりリモコンデザインが大幅刷新され、単3乾電池2本使用から「単4乾電池2本使用（アルカリを推奨）」へ変更。下部にネットダイレクトボタンが増設され、十字キーも上部から中央（数字ボタンの下）へ移設された。

##### 2022年モデル（6世代・LZ/LWシリーズ）
- TH-77/65/55LZ2000
- TH-65/55/48LZ1800

LZ1800シリーズは2022年6月発売、LZ2000シリーズは55V型は同年7月発売、65V型と77V型は同年8月に発売予定。LZ2000シリーズはJZ2000シリーズの後継シリーズとなる。
2021年モデルのJZ2000シリーズに採用されていた「Dynamicハイコントラスト有機ELディスプレイ」をLZ1800シリーズに搭載するとともに、LZ2000シリーズは有機ELパネルを高輝度タイプに変更した「Dynamicハイコントラスト有機ELディスプレイNEO」へ進化。同時に、3次元映像信号解析と温度センサーで画素ごとに管理しながら電流制御アルゴリズムでパネルを駆動させることで輝度を向上させる「Bright Booster」も搭載された。
「Dot Contrast パネルコントローラー」は暗部の解析制度がJZシリーズの約32倍に高めるとともに、LZ2000シリーズには有機ELパネルの性能に合わせて調整が施された「Dot Contrast パネルコントローラー Pro」が搭載される。
液晶LX900/LX950シリーズ同様に「オートAI」機能（映像・音声）はシーン認識アルゴリズムの認識精度向上と環境光センサーによる部屋の光の環境のセンシングを加えた改良型となり、「素材解像度検出4Kファインリマスターエンジン」や「ゲームコントロールボード」も搭載された。
音質面ではLZ2000シリーズにおいて、画面下部のスピーカーをJZ2000シリーズのフルレンジから、多数のスピーカーユニットを線上に並べることで音波干渉を少なくしたラインアレイに変更され、両サイドのワイドスピーカーや背面上部のイネーブルドスピーカーと組み合わせた「360立体音響サウンドシステム+」となり、生活シーンに応じて普段と違う音の聞こえ方を可能にする「サウンドフォーカス」機能も搭載された（コンテンツを高音質で楽しむ場合は「サウンドフォーカス」をオフにすることが推奨されている）。LZ1800シリーズは画面下部のフルレンジスピーカーと背面上部のイネーブルドスピーカーで構成された「360立体音響サウンドシステム」を搭載しており、55V型と65V型では中央に大容量のボックス型ウーハーとパッシブラジエーターも搭載されている。
Bluetoothリモコンは液晶LX900/LX950シリーズ同様にネット動画用のダイレクトボタンが8つに増え、一部配置換えもされた。
- TH-42LZ1000

2022年9月発売。VIERAの有機ELモデルでは最小サイズとなる42V型での発売となる。
上位モデルのLZ1800シリーズ同様、シーン認識アルゴリズムの認識精度を向上させ、環境光センサーを備えた改良型の「オートAI画質」機能を搭載し、暗部の解析精度を高めたパネル制御技術「Dot Contrast パネルコントローラー」、「素材解像度検出4Kファインリマスターエンジン」、「ゲームコントロールボード」を搭載。
音質面ではフルレンジの高剛性スピーカーボックスを左右に配置した「30Wダイナミックサウンドシステム」を搭載する。
BluetoothリモコンはLZ1800/LZ2000シリーズと共通で、ネット動画用ダイレクトボタンを8つ備える。
- TH-55LW1
- TH-55LW1L

2022年11月発売。
液晶テレビのLF1シリーズ同様にモニターとチューナーを分離し、4K無線伝送技術を用いて無線接続することでレイアウトフリーを実現。モニター部の壁掛け設置を前提としたウォールフィットモデル。スピーカーボックスを無くす代わりに画面を振動させて音を出す画面振動スピーカーの採用によりモニターの厚みを抑え、新たに開発された専用金具で金具自体の厚みを抑えることに加え、金具をモニター部に入り込む設計とすることで金具の厚みをモニターが吸収し、壁から画面まで約3.5cmの極薄設計を実現するとともに、付属の専用金具を細いピンで固定してフックカバーを取り付け、モニターを掛けるだけとすることで、石膏ボードの壁でも大掛かりな補強工事を行うことなく壁掛け設置が可能となる。なお、引っ越し等で壁掛け設置ができなくなった場合に備え、別売りの専用スタンドによる設置も可能となっている。
画質面ではLZ1000シリーズ同様に改良型の「オートAI画質」機能、「ヘキサクロマドライブ プラス」、「Dot Contrast パネルコントローラー」、「素材解像度検出4Kファインリマスターエンジン」、「ゲームコントロールボード」などを搭載している。
LF1同様、2TBハードディスク内蔵モデルの55LW1と外付けUSBハードディスク対応モデルの55LW1Lの2種類が用意される。
BluetoothリモコンはLZシリーズと共通で、ネット動画用ダイレクトボタンを8つ備えているが、白基調としている。また、テレビ本体は「Panasonic」ロゴが上部左側に配置される。

##### 2023年モデル（7世代・MZシリーズ）
- TH-65/55MZ2500
- TH-65/55/48MZ1800

MZ1800シリーズは2023年6月、MZ2500シリーズは同年7月に順次発売予定。MZ1800シリーズはLZ1800シリーズ、MZ2500シリーズはLZ2000シリーズの後継シリーズとなる。
MZ2500シリーズは有機ELのガラス層を1画素あたり数千個並べられたマイクロレンズに変え、有機EL発光層を凹凸形状に変更して一体成型された「マイクロレンズ有機ELパネル」を採用するとともに、放熱構造は「デュアルメタルヒートレス構造」と呼ばれるバックカバー一体型放熱プレートに新たに追加された放熱シートを独自素材を用いて貼り付けた一体構造となった。MZ1800シリーズの48V型はLZ1800シリーズで採用されていた「Dynamicハイコントラスト有機ELディスプレイ」が非採用となり、「Dot Contrast パネルコントローラー Pro」は「Dot Contrast パネルコントローラー」へグレードダウンされた。
Bluetoothリモコンは液晶MX900/MX950シリーズ同様にネット動画用のダイレクトボタンの一部配置換え（ParaviからTVerへの変更、huluとU-NEXTの配置入れ替え）がされた。
ビデオ入力端子搭載は本機種が最後となった。

##### 2024年モデル（8世代・Z-A系）
- TV-77Z93A
- TV-65/55Z95A
- TV-65/55Z90A
- TV-48/42Z85A

本モデルよりこれまでの"TH"から"TV"で始まる型番へ変更され、有機ELモデルは"Z"で統一されることとなった。
Z90AとZ95Aは2024年6月発売。Z85Aは同年7月発売。Z93Aは同年11月24日発売。Z95AはMZ2500シリーズ、Z85AはMZ1800シリーズ、Z93AはLZ2000シリーズの後継モデルに位置付けられ、ハイグレードモデルのZ90Aを追加した4モデルのラインナップとなる。
液晶のW-A系同様、4モデル共通でFire TVが搭載されたほか、既存の「4Kファインリマスターエンジン」・「ヘキサクロマドライブ」・「AI HDRリマスター」を統合処理する「新世代AI高画質エンジン」が搭載された。また、有機ELテレビで初めてビデオ入力端子が無くなったため、従来型アナログ再生機器（一部のDVDプレーヤーなど）との接続が不可となった。
Z90AとZ95Aはパネル制御技術「Bright Booster」にリアルタイムパネル発光性能解析が追加された。
サイズラインナップが一部変更となり、スタンダードモデルのZ85Aは既存サイズを48V型のみに集約するとともに、2022年モデルのLZ1000以来の復活となる42V型が追加され2サイズとなった。
これまで画面中央下部に出ていた音量表示は画面中央上部に、画面中央部に出ていたサブメニューおよびアンテナレベル表示は画面右下にそれぞれ出る方式へ変更された。また本体の音量・チャンネル・入力切替・初期設定ボタンが廃止されて本体ボタンは「主電源」のみとなり、主電源ボタン・ランプ・リモコン受光部（リモートセンサー）は（これまでの本体前面から）本体左下部へ移設されている。
Z85Aシリーズは発売からわずか4カ月（2024年11月限り）で生産終了・在庫品限りとなり、「TV」型番で発売された機種の中で最も早く生産を終えた。

##### 2025年モデル（9世代・LWシリーズ/Z-B系）
- TH-65/55LW2
- TH-55LW2L

2025年5月発売予定。壁掛け専用セパレート型有機ELモデル「ウォールフィットテレビ」LFシリーズが初のモデルチェンジ。液晶のLF2シリーズ同様にFire TVを搭載しないため、従来通り型番が"TH"で始まる。
液晶のLF2シリーズ同様、「Wireless Connect」・「オートAI音声」・ミラーリング機能が搭載され、「あざやか色補正」と「地デジ美肌補正」の2つの色補正機能を追加。
Bluetoothリモコンは音声操作に対応したほか、ダイレクトボタンの配置を変更（ParaviがTVerへ変更され、U-NEXTとhuluを配置換え）。「マイアプリ」ボタンの位置が中央付近から上部にある電源ボタンの右隣へ移動した。
チューナーにハードディスクを内蔵するLW2は65V型が追加され、2サイズとなった。
- TV-65/55Z95B
- TV-65/55/48/42Z90B

2025年6月発売予定。Z95BはZ95Aの後継となるが、Z90BはZ90A後継となる65V型・55V型に加え、Z85A後継として48V型・42V型が追加され、4サイズとなった。
液晶のW-B系同様、全モデル共通で「ダイナミックディテールエンハンサー」を追加。
Z95Bは有機ELパネルが「プライマリーRGBタンデム」へ刷新され、放熱構造についてもZ95Aの「デュアルメタルヒートレス構造」から「サーマルフロー」と呼ばれる空冷技術へ変更。パネル制御技術「Bright Booster」はリアルタイムパネル発光性能解析に熱解析シミュレーション結果を反映させるように改良された。「360立体音響サウンドシステム+」はイネーブルドスピーカーの左右の間隔が広げられ、パッシブラジエーターと一体配置されているウーハーの出力が10W向上され、上部に移動した。
Z90BはスピーカーシステムがZ85Aと同じ「ダイナミックサウンドシステム」となったものの、スピーカーを前向きのフロントパワースピーカーに変更し、中央に高出力ウーハーが追加されたことで、特に48V型と42V型は音声実用最大出力を2倍に向上（30W→60W）。65V型と55V型は高輝度有機ELパネル内部の配線構造が刷新され、パネル制御技術「Bright Booster」はZ95B同様に改良が施された。
据置スタンドは全機種「丸型」を採用（ハイグレードモデル「Z90Bシリーズ」は、前作Z90A/Z85Aシリーズの角形より変更）。スイーベル（首振り）機構は最上位モデルZ95Bシリーズに加え、65V・55V型のみハイグレードモデルZ90Bシリーズへも拡大された。また前作Z95A/Z90A/Z85Aシリーズに引き続き「アナログAV入力端子非搭載」のため、HDMI端子の無い従来型アナログ再生機器はつなげなくなっている。

### スーパーパナソニックショップ限定モデル
2007年春モデル発表時に、主にSPS（スーパープロショップ）認定のナショナルショップ（現在のスーパーパナソニックショップ）向けに発売する専用モデルを設定した。当初はプラズマテレビのみだったが、2008年春モデルからは液晶テレビにも専用モデルが設定された。
据置スタンドはPX77Sシリーズが固定式、左右各20度まで回転するスイーベルスタンド、キャスター付き専用台の何れか一方を選択。PX/LX88シリーズは付属の固定式スタンドとの組み合わせのみ。PZ88シリーズは46v型は左右各10度、42v型は左右各15度まで各々付属スタンドごと回転する（別売り据置スタンドとの組み合わせはパナソニック純正品であっても不可）。
なお本モデルのファミリーイヤホン機能はPX77Sシリーズのみにしか採用されず、2008年春モデルは（スピーカーの音が消える）通常のイヤホン端子のみである（デジタル・アナログチューナーも全モデル1系統のみ）。また本モデルはビエラ公式サイト、量販店用ビエラカタログ&ビエラ新製品資料カタログ、パナソニックセールスマンカタログには掲載されず（SPS認定のパナソニックショップ各店に置かれている）系列店用ビエラカタログ&ビエラ新製品資料カタログ・特選品カタログ・（パナソニックフェア用）各種チラシのみに掲載されている。そのため、ビエラカタログは系列店用と量販店用で一部ページにおいて掲載内容が異なる（同じページであっても系列店用カタログの方が系列店限定モデルが追加で掲載されている分、内容が多い）。また表紙は系列店用では下に赤い線がひかれており、「カラーテレビ総合カタログ」の次に四角枠で「S」と書かれている（=「スーパーパナソニックショップ」の頭文字。この方式は2007年7・8月号より実施）。
パナソニック公式サイト内「取扱説明書」及び「商品ライブラリー」項にも系列店限定の上記モデルは非掲載なので、本シリーズの取説を購入前に閲覧したい場合はSPS認定パナソニックショップ各店のスタッフへ申し出る事になる。
系列店のみで販売されるビエラは（系列店用）カタログ本文中で「パナソニックのお店取り扱いモデル」と赤地に白抜き文字で表記。全てのパナソニックショップで販売されているとは限らないので（SPS認定店のみで販売）、「該当機種（系列店のみで販売される機種の品番）取り扱いのある“パナソニックのお店”でお買い求め下さい」という注釈も赤文字で併記されている。
なおパナソニック公式サイト内「Webカタログ」項で公開されているパナソニック製のビエラカタログは量販店用であり、SPS認定パナソニックショップ用カタログはサイト上で非公開である。
パナソニック公式サイト内の家電エコポイント対象商品一覧、「CLUB Panasonic（クラブパナソニック）」のご愛用者登録（My家電リストの商品登録）のサイトではSPS認定店限定モデル（生産終了品も含む）も掲載されている。家電エコポイント対象商品一覧にはこの他にも公式サイトで製品情報が掲載されていない販売ルート限定商品（例：TH-L37G1HT）が掲載されているが、その詳細については不明。

#### 2007年春モデル（プラズマ5世代・77シリーズ）
- TH-50/42PX77S（サイドスピーカー）

SPS認定ナショナルショップ（現・スーパーパナソニックショップ）専用モデル第1号。デジタル・アナログチューナー1系統のみを搭載する普及モデル。

#### 2008年春モデル（プラズマ7世代/液晶6世代・88シリーズ）
- TH-46/42PZ88
- TH-42PX88
- TH-37LZ88
- TH-32LX88

プラズマテレビはPX77Sシリーズ後継のハイビジョンモデルPX88と新設定となるフルハイビジョンモデルPZ88の2シリーズ3機種に拡大するとともに、新たに、液晶テレビにも専用モデルが設定され、37v型フルハイビジョンモデルのLZ88と32v型ハイビジョンモデルLX88の2機種を用意し、全5機種に拡大。いずれも「（ビエラリンク対応）新らくらくリモコン」に加え、（高齢者等デジタル家電の扱いに不慣れな人でも使いやすい）大きなボタンの「簡単リモコン」も付属（2008年春モデル以降の機種より「簡単リモコン」付属。汎用リモコンであるRP-RM102と同一デザインだがボタン配置・機能は一部異なる。本体のデザイン・機能は量販店兼用モデルに同じ、以降のモデルも同様）。

#### 2009年モデル（プラズマ9世代/液晶7世代・X11/V11シリーズ）
- TH-P50/P46/P42V11
- TH-L37V11
- TH-L32X11

ラインナップが再編され、プラズマモデルとフルハイビジョン液晶モデルは「V11シリーズ」に、ハイビジョン液晶モデルは「X11シリーズ」となる。なお、スーパーパナソニックショップ限定のプラズマテレビは本シリーズから全機種フルハイビジョンとなり、新たに50v型を追加設定した。

#### 2010年春モデル（プラズマ10世代/液晶8世代・X22/D22/V22シリーズ）
- TH-P50/P46/P42V22
- TH-L37D22
- TH-L32X22

プラズマモデルは「フル・ブラックパネル」を採用した「V22シリーズ」、32v型ハイビジョン液晶モデルは「X22シリーズ」にそれぞれ更新されたが、37v型フルハイビジョン液晶モデルはLEDバックライトを搭載した「D22シリーズ」となった。

#### 2010年秋モデル（液晶8世代・X21シリーズ）
- TH-L32/L26X21

2010年11月発売。32v型は既存のL32X22よりも端子類が一部簡素化されており、C2シリーズ同様にモニター出力端子と光デジタル出力端子を廃止し、かつHDMI端子はARC非対応である。また、スーパーパナソニックショップ限定モデルでは初めてとなる液晶26v型を追加設定した。なお、L26X21はIPSパネルを採用していない。

#### 2011年モデル（プラズマ11世代/液晶9世代・X33/DT33/VT33シリーズ）
- TH-P50/P46/P42VT33
- TH-L37DT33
- TH-L32X33

2011年2月〜3月発売。プラズマテレビ及び37v型フルハイビジョン液晶モデルがスーパーパナソニックショップ限定モデルでは初の3D対応モデルとなり、シリーズ名も「VT33シリーズ」・「DT33シリーズ」となった（ただし、3Dメガネは量販店兼用モデルと同様にオプション）。32v型ハイビジョン液晶モデルは「X33シリーズ」に更新された。

#### 2012年モデル（プラズマ12世代・VT55/GT55シリーズ）
- TH-P55/P50VT55
- TH-P42GT55

今回は液晶にスーパーパナソニックショップ限定モデルは設定されず、プラズマのみとなる。「VT33シリーズ」後継の「VT55シリーズ」はスーパーパナソニックショップ限定モデル初の55v型を設定。42v型は新設の「GT55シリーズ」へ移行した。簡単リモコン付属（3Dメガネは別売り）。

#### 2013年モデル（液晶11世代・LDT60シリーズ）
- TH-42LDT60

X33/DT33シリーズ以来2年ぶりとなる液晶ビエラ系列店限定モデルで、量販店兼用モデル「TH-L42DT60」に簡単リモコンを追加（3D眼鏡も1個付属）。なお、今回はプラズマに系列店限定モデルが設定されず、液晶モデルのみとなったが、40v型以上の液晶モデルで系列店モデルが設定されるのは系列店限定モデルの中でも初設定となった。

#### 2014年モデル（液晶12世代・AS650/A1SSシリーズ）
- TH-S55/S47/S42AS650

これまでの42v型に加え、47v・55v型にも系列店限定モデルが今回初登場。量販店兼用モデル同様の音声タッチパッドリモコン・新らくらくリモコンに加え、大きなボタンの「簡単リモコン」が（前作「LDT60」同様に）付属されている。光デジタル出力端子と「ARC（オーディオリターンチャンネル）」対応HDMI端子を搭載しているので、（ラックシアターなどの）ホームシアターシステムとの組み合わせも可能。
- TH-50A1SS/TH-32A1SS

「X33」シリーズ以来3年ぶりに設定された系列店向け液晶ビエラ普及モデルで、今回初めて50v型が加わった（大型液晶ビエラとしては初で、系列店向けモデル全体ではプラズマビエラ最終モデル「VT55」シリーズ以来2年ぶりの登場）。画面と音が一体化する「フロントスピーカー」を搭載。32v型の外観はシャープの「AQUOS」初期モデルに似ている。但し「簡単リモコン」は付属されず、また光デジタル出力端子非搭載でHDMI端子も「ARC（オーディオリターンチャンネル）」非対応のため、（ラックシアターなどの）ホームシアターシステムとの組み合わせ不可。系列店向けモデルのため製品に関する一般的な情報が少ない。
ベースは、　TH-50A305、TH-39A305、TH-32A305　と同様かと思われる。　
　＜TH-50ASS＞
　　・入力（HDMI端子）：2　※ARC非対応
　　・入力（D4端子）：1
　　・入力(アナログビデオ・音声)：1
　　・出力(アナログビデオ・音声)：非搭載
　　・出力（光デジタル）：非搭載
　　・出力（イヤホン）：1
　　・LAN(10/100Mbps)：1
　　・USB(USB-HDD録画用)：1

#### 2015年モデル（液晶13世代・CX800シリーズ）
- TH-S60/S55/S49CX800

4Kビエラで初となる系列店限定モデルで、量販店兼用「CX800シリーズ」に簡単リモコンが追加されている（基本機能はCX800と共通）。

#### 2018年モデル（液晶14世代・F350シリーズ）
- TH-32F350

「快聴」メニューを発展させた「聞こえサポート」ボタン付き簡単リモコン付属のフルHDビエラ。なお「聞こえサポート」機能を動作させると音声メニューとサラウンド機能は無効となる。

#### 2021年モデル（液晶15世代・J350シリーズ）
- TH-32J350

F350の後継機種で、基本機能はF350を踏襲。本機が「系列店限定ビエラ最終モデル」となり、以降は4Kチューナー内蔵モデル（43V型以上）のみを販売。

## 業務用プラズマ・液晶ディスプレイ
詳細は「パナソニックの業務用モニター」を参照
パナソニックは業務用のプラズマ・液晶ディスプレイも生産・販売をしている。個人での購入はできない。（一部商品では個人での購入が可能な場合もある）

## ポータブルテレビ
パナソニックはポータブルテレビ（プライベート・ビエラ）の種類が国内メーカーの中で最も豊富で、地デジ専用（ワンセグ&フルセグ）モデルから防水仕様モデル・「お部屋ジャンプリンク&ビエラアプリ」搭載モデルに至るまで幅広い製品を取り揃えている。なお「プライベート・ビエラ」全機種が受信可能な一般TV放送は日本国内分のみで、かつ電源電圧も日本国内仕様であるため、海外TV放送視聴&海外での使用はバッテリー駆動が可能な機種であっても不可。
リモコンモードは工場出荷時、モニター側・チューナー側・付属及び別売り防水リモコン「DY-RM35」いずれも「2」に設定されているが、「1」に設定した場合は据置ビエラやディーガのリモコンでもプライベートビエラを操作可能（2台以上のビエラ・ディーガを同じ場所で使う場合は、操作対象機種以外の他機種が反応しないようリモコンモードを変える。DY-RM35のリモコンモードを「1」に設定した場合、同じリモコンモード「1」に設定された据置ビエラ他機種も操作可能=「チューナー操作」ランプ消灯時のみ可。一部動作しないボタンあり。同一リモコンモードに設定されたディーガ・パナソニックBD/DVDプレーヤーリモコンでもプライベートビエラチューナーを操作可能）。なお付属及び別売り防水リモコン「DY-RM35」は（メーカー設定機能非搭載のため）パナソニック製テレビのみ操作可能となっており、チューナー部を他社製テレビ受像機とHDMI接続した場合は相手機に付属の純正リモコンで操作する形となる（こちらも殆どがメーカー設定機能非搭載なので、他社製テレビリモコンによるパナソニックプライベートビエラ操作は不可）。
「ワンセグ受信」・「チューナー部バッテリー駆動対応」・「アナログAV入出力&地デジ用外部アンテナ端子搭載」ポータブルビエラの生産は2017年までに終了しており、現行モデル「プライベートビエラ」は全て「アンテナ線を繋いだ据置型チューナーで受信した地上/BS/110度CSデジタルフルセグ放送・本体HDD/別売りUSB-HDDに録画した番組・BD/DVD再生映像を無線で同梱モニターへ転送する方式」へ、チューナー駆動はAC電源のみへとそれぞれ統一されている（モニターは内蔵バッテリーでも動かせるが、停電時はチューナーが動作しないので「お部屋ジャンプリンク」含むTV視聴不可。またチューナー電源を「節電待機」モードで切ったり、チューナー電源コードを抜いている場合もTV視聴・お部屋ジャンプリンク使用不可。付属及び別売り防水リモコン「DY-RM35」には「d（データ）」ボタンが付いているが付属モニターはデータ放送非対応で、データ放送視聴は据置ビエラとHDMI接続したプライベートビエラチューナーを操作する場合のみ可。この時は「チューナー操作」ボタンを押して赤ランプを点灯させる（チューナー操作をしない状態が数分間続くと赤ランプは自動消灯）。据置ビエラ・プライベートビエラチューナー相互間をHDMI接続すれば「ビエラリンク」と「チャプター編集」機能を使用可。チューナー部は全機種アナログAV出力端子と光デジタル出力端子非搭載で、据置ビエラとはHDMI接続のみ可。アナログAV入力端子も非搭載のため、ビデオデッキなど従来型アナログ録再機器との組み合わせは不可。ヘッドホン端子はモニター部のみの搭載でチューナー部はヘッドホン端子非搭載のため、HDMI接続した据置ビエラでプライベートビエラチューナーの映像を視聴する場合、ヘッドホンはTV受像機やアンプなどにある端子へ繋ぐ。チューナー本体はディスプレイ非搭載のため、動作状態や異常発生状況は全て「赤及び緑のランプ点灯・点滅」にて表示）。またモニター部は有線LAN端子非搭載で、チューナー部及び市販ルーターとはWi-Fi（無線LAN）接続のみ可能。
チューナー部には全機種「USB-HDD」端子（セルフパワー型・パッシブ型両方に対応）が搭載されており録画も可能だが（但し接続可能なUSB-HDDは1台のみで、市販USBハブを用いた複数台接続・登録には非対応）、防水型普及モデル「Eシリーズ」はシングルチューナーのため録画中はチャンネル変更（裏録）不可。また「See Q Vault」に対応していないUSB-HDDは録画元の機器でしか再生できず、別の機器（同一品番のパナソニック製プライベートビエラも含む）へ繋ぎ替えると初期化が必要となるため、今まで録画していた番組は全て消去される。ディーガへの録画番組ダビングは有線LAN経由でのみ可能となっており、ダビング先のディーガは2012年以降製造の「番組お引越しダビング」対応モデルのみ組み合わせ可能。
同梱されている紙の取扱説明書は「基本ガイド」として概略と注意事項のみが書かれており、応用編（詳しい使い方）は同梱モニターに内蔵の「電子説明書」・及びパナソニックHP「お客様サポート」項に掲載の説明書でのみ閲覧可能。
TDX7・Fシリーズに付属の非防水リモコンは単3乾電池2本使用。Eシリーズに付属の防水リモコン・及び別売り防水リモコン「DY-RM35」は単4乾電池2本使用で（アルカリ乾電池を推奨）、電池蓋は（市販のマイナスドライバーを用いて開閉する）防水パッキン付きネジ式となっている。
アンテナ出力端子搭載機種の場合、ディーガとは異なり（据置ビエラと繋ぐ）同軸アンテナ線は全機種別売りとなっている。また4K/8Kチューナー内蔵テレビと組み合わせる場合、本機の衛星アンテナ出力端子は4K/8K非対応なので・4Kの全チャンネルを視聴したい場合は市販の8K対応分配器を用い、衛星アンテナ線は壁のアンテナ端子から4K/8Kテレビの衛星アンテナ端子に直接繋ぐ（電波漏洩による周辺機器への障害防止のため、ブースター・分配器・アンテナ端子と壁内アンテナ配線は従来のBS・110度CSデジタルより伝送帯域が大幅に広い「3224MHz」に対応している必要があり、非対応の場合は屋内配線も4K対応製品へ交換する）。
デジタル放送視聴時に必要となる「B-CASカード」はフルサイズカードではなく、切手及びSDカード大の「mini B-CASカード」を採用しているため、紛失・誤飲・損傷には十二分注意が必要（チューナー部背面にある「mini B-CASスロット」へ差し込む。紛失・損傷時は所定のカード再発行手数料を別途自己負担）。
現行モデルは一部を除きHDMI・アナログAV入力端子ともに非搭載のため、録画番組やソフトは本体（チューナーユニット部）に搭載のHDD・BDドライブ、チューナー部につないだUSB-HDD、「お部屋ジャンプリンク」につないだ据置ビエラ・ディーガで録画した番組のみ再生可能（ディーガのBDドライブ再生映像はプライベートビエラでのジャンプリンク視聴不可）。また2019年以降モデルは（BDプレーヤー付き機種を除き）チューナー部小型化に伴い、アンテナ端子は据置ビエラへの出力が廃止されて「地デジ・BS混合入力」となり、壁のアンテナ端子へ地デジとBSが混合伝送されている場合は（分波器が不要となり）市販同軸アンテナ線を1本つなぐだけで済むようになっている（ただしアンテナ線を単独配線したため地デジとBSが別々の場合は市販の混合器が、据置ビエラへもアンテナ線を分配する場合は市販の4K/8K対応分配器&分波器がそれぞれ別途必要）。
ライバルのシャープも「アクオスポータブル」を2018年より発売していたが、BDプレーヤー付き上位モデルが設定されず・かつ登場以来一度もモデルチェンジされないまま2021年3月限りで生産終了。プライベートビエラは現在「国内大手メーカーが生産する唯一のポータブルテレビ」となっている。

### HDDレコーダー・BDプレーヤー付ポータブル地上・BS・110度CSデジタルテレビ
2012年から「DIGA+（ディーガ・プラス）」として発売されていたモニター付ハードディスクレコーダーが、品名をハードディスクレコーダー付ポータブルテレビに、ブランド名を「プライベート・ビエラ」にそれぞれ変更された。なお、後述のSV-ME7000と「ビエラ・ワンセグ」として発売されていたSV-ME580も「プライベート・ビエラ」に移行された。またHDD付きチューナーユニットを省いて防水タッチパネルモニターのみとした「ディーガモニター（UN-DM10/15C1）」も発売（但し組み合わせ可能なディーガは2013年以降に製造された無線LAN対応モデル=本体にWi-Fi内蔵&別売アダプタDY-WL10使用で無線LAN対応となる機種のみで、有線LAN専用モデルとは組み合わせ不可）。
なお「お部屋ジャンプリンク」はパナソニック独自の規格であり、無線LAN及びDLNAに対応した他社製品との互換性は無い（録画番組及び受信放送の転送はパナソニック製「ビエラ&ディーガ」からのみ可能となっており、他社製のBDレコーダー&薄型テレビには非対応）。
チューナー部は「据置ビエラへも分配可能なアンテナ出力端子」を地デジ・BS各1系統ずつ搭載している（市販の分波器と同軸アンテナ線3本が別途必要。ただし分配相手の据置ビエラが4Kチューナー内蔵機種の場合、本機は4K非対応なので4Kの全チャンネルを見たい場合は市販の4K対応分配器・分波器・同軸アンテナ線を別途用意し、4Kビエラへは本機を経由せず直接アンテナ線をつなぐ）。
- UN-JL10T3
- UN-JL15T3

2014年5月発売。「DIGA+」で元々対応していたモニターのIPX6/IPX7等級相当の防水性能はそのままに、本モデルでは水で薄めた食器用中性洗剤（パナソニックでは花王が発売する「キュキュット」・「キュキュット クエン酸効果」やライオンが発売する「CHARMY泡のチカラ」・「CHARMY泡のチカラ 除菌EX」が推奨品として勧められている）を用いて洗うことができるようになり、キッチンで使用する際、水洗いだけでは落ちにくい汚れも落とすことが可能となった。また、入浴剤（花王が発売する「バブ（「バブミルキー」・「バブチーノ」を除く）」やバスクリンが発売する「バスクリン」や「きき湯」（いずれもにごり湯タイプを除く）を推奨）がかかった場合でも安心して使用できるようになった。付属品には吸盤ホルダーが追加され、浴室で使用する際、風呂のスペースに合わせて垂直に設置したり、湯船に浸かっているときなどモニターを見上げる角度になった時に見やすい少し前傾した角度にすることもできる。また、スタンドの形状を変更し、幅を広くしたことで倒れにくいようになった。
画質モードには目にやさしい「ブルーライトカット」モードが追加され、スピーカーはホーン型の構造とすることで音声の拡声効果と音声を前方へ送り出す効果により、どんな状態でも音声がしっかり聞き取りやすい「フロントホーンスピーカー」を採用。浴室など音声が反響しやすい環境でも聞きやすくする「お風呂モード」を備えている。機能面も強化され、新たに、レコーダーをHDMI経由でテレビと接続したときに、モニターをリモコンとして使用できる「レコーダーリモコン」機能、指定したチャンネルのニュースや天気予報を自動で10倍録モードで録画し、最新のニュースや天気をワンタッチで視聴できる機能、簡単な操作でタイマー関連機能などの機能をすばやく呼び出す「コントロールバー」、モニターで見ている番組をレコーダーと接続したテレビに表示されて続きがみられる視聴引き継ぎが搭載された。
本機はBD/DVDドライブ・SDカードスロット・光デジタル出力&アナログAV入出力端子非搭載。本体HDDは500GB（長時間「HZモード」時は最長約675時間の録画が可能。背面USB端子に別売りUSB-HDDも接続可）。レコーダー&チューナーユニット部には「ディーガ」同様アンテナ出力端子を搭載しているので据え置き型ビエラにも接続可能（AV信号の伝送手段はHDMIケーブルのみなので、HDMI端子非搭載の従来型TV受像機とは組み合わせ不可）。
通常の（視聴&録画・再生）操作はワイヤレスモニターのタッチパネルで行うが、モニター部は別売りのビエラ汎用リモコン「RP-RM102A」や他のパナソニック製TVリモコンでも、チューナーユニット部は別売りのディーガ汎用リモコン「DY-RM20」でもそれぞれ操作可能（事前に初期設定で別売リモコン信号受信を「オン」にしておく必要がある。またディーガ及び据え置きビエラとは異なり、モニター&チューナーユニット部には一部非搭載の機能があるため一部動作しないリモコンボタンあり）。なお別売り汎用リモコンは（SV-ME7000/ME5000に付属のリモコンを除き）非防水なので風呂場など水のかかる場所では使えず、モニターのタッチパネル操作のみ可能。
ワイヤレスモニターに繋ぐ付属ACアダプタはSV-ME7000同様の「マグネットタッチコネクタ式」を採用しており、従来より軽い力で（モニター本体ACアダプタ入力端子への）抜き差しが可能。但し風呂場など水のかかる場所や湿気の多い場所ではACアダプタ使用不可（充電された内蔵バッテリーのみで駆動）。また本機ワイヤレスモニターには本機付属のACアダプタのみ接続可能。SV-ME7000など他機用ACアダプタは（電圧・電流が異なり本機故障の原因となるため）本機への接続不可（本機付属ACアダプタの他機への流用も不可）。
チューナーは録画用1系統、ワイヤレスモニター視聴用1系統の計2系統を搭載した「Wチューナー」方式だが、ディーガとは異なり本機での2番組同時録画は不可。さらに「スカパープレミアムサービスリンク」にも非対応なので、LAN接続によるスカパープレミアムチューナーとの組み合わせ&本機でのスカパープレミアム番組録画も不可。
本機はインターネットブラウザ機能を内蔵しているが、Webサイトは本機付属のワイヤレスモニターでのみ閲覧可能。本機チューナーユニット部とHDMI接続したビエラでは本機のインターネットブラウザ機能利用不可。なおワイヤレスモニター・録画機能付き（HDD内蔵）チューナーユニット相互間Wi-Fi接続は、市販の無線LANルーターを介さない「シンプルWi-Fi方式」でも可能（「お部屋ジャンプリンク」対応ビエラ・ポータブルビエラ・ディーガ・市販無線LANルーターを既に所有している場合はルーター経由でのWi-Fi接続を推奨。チューナーユニット・LANルーター相互間は市販LANケーブルによる有線接続も可）。
本機チューナーユニット部後面にある「B-CASスロット」へ差し込む付属B-CASカードは（本体サイズの関係上）SDカードや切手などと同じ大きさの「mini B-CASカード」なので、紛失や幼児の誤飲、（SDなど）他のカード・ディスク・テープ挿入口への誤挿入がないよう十二分注意が必要（B-CASカードを万一紛失し再発行を申し込む場合は所定の再発行手数料が別途発生）。
チューナーユニット部に表示管（ディスプレイ）は無く、動作状態やエラー表示はランプ（赤・緑・黄）の点灯・点滅のみで確認可能。また本機を廃棄する場合、ワイヤレスモニターに内蔵されている充電式電池はリサイクル可能であるため、取説に書かれている方法に従ってワイヤレスモニターを分解し充電式電池を取り出す（但し一度分解すると素人による修復は不可）。
本機はワイヤレスモニター単独では稼働せず、必ずHDD付きチューナーユニットとセットで用いる（ワイヤレスモニター部本体はワンセグ・フルセグ地デジチューナー非搭載で、HDD付きチューナーユニットより送信される無線LAN電波によりTV放送・録画番組・ネット画面を視聴）。このため（SV-ME7000など）他のポータブルビエラとは異なり停電時は使用不可（ワイヤレスモニターは内蔵バッテリーと付属ACアダプタの2電源方式だが、チューナーユニット部はAC専用）。また本機は日本国内でのみ使え、電源電圧の異なる海外では使用不可。
本機は「ディーガモニター」とは異なり、ワイヤレスモニターは本機のHDD付きチューナーユニット部との組み合わせ（セット）のみで使用可能（ディーガで受信した放送&録画した番組は本機ワイヤレスモニターへの転送不可。及び本機HDD付きチューナーユニットは本機付属ワイヤレスモニターとのみ組み合わせ可能で、ディーガモニターUN-DM10/15C1とは組み合わせ不可）。
- UN-10T5
- UN-15T5

2015年6月発売。HDDレコーダー付モデルは前身の「DIGA+」も合わせると通算4代目となるが、本代から「T5シリーズ」のシリーズ名が付く。レコーダー部はWi-Fi性能を改善したことで特に上方や後方での指向性を向上。モニター部はスタンドの形状を変え、視聴環境に合わせて4段階に調整できるチルト式に改良し、タッチパネルは2点マルチタッチに対応したことで、Webサイト閲覧時の拡大・縮小の操作をピンチイン・ピンチアウト操作でできるようになった。また、モニター部にmicroSDカードスロットを装備したことで、モニター部で持ち出す番組を選んで、レコーダー部からモニター部のmicroSDカードにワイヤレス転送して外出先で再生することができる「おでかけ番組」を搭載（ただし、ディーガで作成した「持ち出し番組」の再生は不可）。さらに、あらかじめスマートフォンやタブレットに専用アプリ「Panasonic Media Access」をダウンロードすることでレコーダー部に録画した放送中の番組をスマートフォンやタブレット視聴できる「外からどこでもスマホで視聴」に対応した（モニター使用時は「外からどこでもスマホで視聴」の利用は不可で、反対に「外からどこでもスマホで視聴」利用中はモニターの使用が不可となる。また、宅外からの放送番組の視聴はレコーダー部の電源オフ時のみ可能）。
リモコンは本体一式には付属しないが、同時期に発売される別売りの防水リモコンDY-RM30/35に対応しており、リモコンの「チューナー操作」ボタンを押すことでモニター部・チューナー部を切り替えて操作することができる。
モニター部はこれまでのブラックに加え、ホワイトが新たに設定され2色展開となった。
- UN-10TD6
- UN-15TD6

2016年5月発売。通算5代目となる本代はシリーズ名を「TD6シリーズ」に改名。チューナー部にディスクドライブを搭載し、ブルーレイやDVDの再生が可能となった（チューナー部を手持ちのテレビと接続してブルーレイディスクプレーヤーとして使用することもできる）。また、チルトスタンドを改良し、4段階の角度調整に加え、上に持ち上げることで引掛け設置（引掛け設置は市販のS字フック(金属製)を2個使用して左右2カ所を備付のパイプ(金属製で両支えであること)に引掛け、市販のワイヤーをモニター部のスタンドとパイプに通して締結する必要がある。ACアダプターの接続や、熱い料理などが置かれているところ・コンロ等の熱源の近くでは使用不可）や持ち運び時の取っ手として使用できるようになった。
- UN-10T7
- UN-15T7
- UN-15TD7
- UN-15TDX7

T7シリーズ・TD7シリーズは2017年5月発売、TDX7シリーズは同年6月発売。なお、T7シリーズはT5シリーズ以来となるHDDレコーダー付モデルで、T7シリーズの設定に伴い、TD7シリーズは15v型のみとなった。
T7シリーズ・TD7シリーズ共通機能として、ラジオ番組の配信サービスRadiko.jpに対応し、放送中のラジオ番組の聴取が可能となった（ただし、radiko.jpプレミアム(エリアフリー聴取)・タイムフリー聴取機能・シェアラジオの利用は不可）。また、TD7シリーズはスタンド形状を刷新し、スタンドを2本に増やしたことで視聴場所に応じて無段階の角度調節が可能な上、上下に開くことで、吊り下げ設置や、持ち運び時の取っ手としても使用可能な「フリーアングルスタンド」となった。
TDX7は、チューナー部の内蔵HDDの容量をT7シリーズ・TD7シリーズの4倍にあたる2TBに、チューナー数を7基（このうち1基は地上デジタル専用、残りは全て地上デジタル/BS/110度CSチューナー）にそれぞれ増やすことでチャンネル録画に対応したモデルで、15倍録モードの場合、最大で6チャンネル（BS・110度CSは最大5チャンネルまで）・16日分をまるごと自動録画・自動消去が可能で、チューナー部をHDMIで接続したテレビにつないで設定することでUSBハードディスクでのチャンネル録画も可能である。その他、TD7シリーズに搭載されている裏番組録画機能がなく、radiko.jpが非対応となり、チューナー部にはSDカードスロットが搭載される。スタンドはTD7シリーズと同じ「フリーアングルスタンド」を採用。また、モニター部のカラーはブラックのみの設定となる。TDX7の付属リモコンは防水設計でないため、モニター部を風呂場やキッチンへ持ち込む場合は別売り防水リモコン「DY-RM35」を用いる（但しBD録再などの一部機能には対応しておらず、付属リモコン又はモニターのタッチパネルによる操作を推奨）。
- UN-19Z1

2017年10月発売。スピーカー部を追加したZ1が新設された。サイズは「プライベート・ビエラ」のHDDレコーダー付モデルでは最大サイズとなる19v型となる（但しモニター・リモコンは共に防水設計ではない）。
スピーカー部は4cmのフルレンジスピーカーを左右に2個ずつ、中央に重低音再生用の8cmサブウーハーとWパッシブラジエーターを搭載した2.1ch構成で、左右のスピーカーは上部を外側に・下部を正面に向かせたほか、サブウーハーの音孔スリット部を正面に向けて配置され、パッシブラジエーターは前後2つを対向配置させており、バーチャルサウランド機能も搭載されている（本機能は音質を「エクストリームシネマ」に設定するか、「ユーザー」に切り替えて「音質の詳細設定」を設定することで有効となる）。また、モニターを使わない時はBluetoothスピーカーとして使用したり、ドッキング使用することでモニター部の充電を行うことも可能である。
チューナー部は既存のTD7シリーズと同じくブルーレイディスクプレーヤーとHDDレコーダーを内蔵したタイプで「radiko.jp」にも対応しているが、本機はインターネット動画配信サービスにも対応し、音声操作も可能となっている。
- UN-10T8
- UN-15T8
- UN-15TD8

2018年5月発売。TD7シリーズの後継となるTD8シリーズは新たにインターネット動画配信サービスに対応し、YouTubeに関してはスマートフォンが「プライベート・ビエラ」と同一ネットワーク内に接続されている場合、スマートフォン側で操作することで、スマートフォンで視聴していたYouTubeの動画をモニター部で続きから視聴可能な機能を備えた。T7シリーズの後継となるT8シリーズでは、10v型の10T8でモニター部の消費電力が低減された点（モニター部の消費電力低減は後述するE8シリーズを含む）を除き、外観や主要機能はT7シリーズと同じである。なおBD録再モデルは今回設定されず、TDX7を「在庫品限り」で継続販売している。
- UN-15TD9

2019年6月発売。今回はブルーレイディスクプレーヤー&HDDレコーダー内蔵モデルのみの設定となる。対応のインターネット動画配信サービスにParaviが追加されたほか、インターネット動画配信サービスや「radiko.jp」の中からよく利用するアプリを2つまでホーム画面に登録することが可能となった。なお、モニター部のカラーバリエーションが変わり、TD8で設定されていたブラックが無くなり、ホワイトのみの設定となった。
- UN-15TD10

2020年8月発売。対応のインターネット動画配信サービスにU-NEXTが追加され、充電中の待受画面に時刻・天気予報・カレンダーの表示が可能な置き時計機能を搭載（表示は4パターンから切替可能、天気予報を表示するにはインターネット接続が必要）。カレンダー機能はスタンプや時刻をタッチパネルで入力してスケジュールの表示が可能なほか、自動電源オン/オフの設定も可能である（初期設定時は自動電源オンが切・自動電源オフが23:00に設定されている）。また、パナソニック製エアコン「Eolia（エオリア）」と連携してエアコンの状況確認や操作が可能な「エアコン連携操作」が搭載された（「Eolia」は無線LAN搭載モデルのみ対応、設定にはスマートフォンと専用アプリが必要。また、エアコンが見えない場所からの遠隔操作の場合は事前に安全を十分確認してから使用する）。また、クレードル式のモニター用充電台が新たに同梱され、充電台にACアダプターを接続しておくことでモニター部を充電台にセットして充電することが可能となった。なお、モニター部のカラーはTD9のホワイトからTD8以来となるブラックとなった。
- UN-15LD11

2021年11月発売。本代ではブルーレイディスクプレーヤー/HDDレコーダー付モデルは"LD"となる。Bluetoothに対応したことで、ネックスピーカーやワイヤレスイヤホンとの接続が可能となった（A2DPプロファイル対応機器と接続可能。無線の特性上、映像と音声で遅延が生じるほか、無線LANは2.4GHzで接続した場合、映像や音声が途切れやすくなったり、動きに制限がかかる場合があるため、5GHzでの接続が推奨されている）。また、「音声プッシュ通知」サービスに対応したほか、「置き時計機能」では、スマートフォンアプリ「LINE」を使って伝言を送信し、モニター上に伝言を通知することが可能となった（絵文字は非対応。事前にパナソニックが指定するLINE公式アカウントを友だちに追加して機器を登録する必要がある）。チルトスタンドが改良され、スタンド付け根部分が斜めにカットされて正面から見たときの余計な出っ張りがなくなり、スタンドレッグは安定感を残しながらも目立たない形状に変更された。
2022年11月30日より、インターネット経由でのソフトウェア更新を行うことで民放公式テレビ配信サービス「TVer」に対応する。
- UN-15LD12H

2023年5月発売。モニター部の背面にHDMI入力端子が搭載されたことで、ストリーミングデバイス（Fire TVシリーズやChromecastなど）やゲーム機・パソコンとの接続が可能となった（HDMI入力端子は防水非対応のため、外部機器接続時は浴室、直接水や蒸気がかかる場所、非常に湿度が高い環境下での使用は不可となる）。また、音声付き早見再生は1.3倍速に加えて1.6倍速を追加。目的のシーンをサムネイル画像で探してすぐに再生可能にする「プレビューサーチ」が搭載された。

### ポータブル地上・BS・110度CSデジタルテレビ
※全機種アナログAV出力端子非搭載のため、HDMI端子非搭載テレビ（PX/LX50シリーズ・LX60シリーズ・TH-15LD60以前の機種）との組み合わせ不可（HDMI端子を搭載した2005年以降製造「PX/LX500シリーズ」以降モデルとのみ組み合わせ可）。加えて光デジタル出力端子も非搭載のため、ホームシアターシステムは「HDMI端子搭載機種」とのみ組み合わせ可能（本機と据置ビエラの間にホームシアターを挟む形でHDMI接続）。なおプライベートビエラの4K・8Kチューナー内蔵機種は2019年12月現在発売されていない。
- SV-PT15S1
- SV-PT19S1

2014年6月発売。書斎や寝室などの狭い空間にも設置可能なコンパクトモデル。持ち運びしやすくするためディスプレイ背面には取っ手が付いている（持ち運びの際は取っ手と底面を両手でしっかり持つ。なお持ち運び時は付属リモコンを本機後面に収納可。リモコン本体収納時は必ずボタンを表に向ける）。また、ディスプレイ下部のスピーカーにホーン型構造のフロントホーンスピーカーを採用することで、ディスプレイ部の薄型化を実現。チルト（角度調節）機能を搭載しており、前に4度・後ろに16度動くので視聴場所に応じてディスプレイを見やすい角度に手動調整可能。また、別売りバッテリーパック「DY-DB35」に対応しており、市販の外部アンテナと一緒に使うことで電源のない場所でも地上デジタル放送を視聴可能（但し同じパナソニック製でもDY-DB35以外の他機用バッテリーはサイズが合ってもエラー表示が出るので装着・使用不可）。なお本機は防水仕様ではないため、浴室・台所など水のかかる場所では使用不可。また、（同じポータブルビエラの地デジ専用モデル「SV-ME/DMP-BV・HV」シリーズとは異なり）本体内蔵（ダイバーシティー方式）地デジ用受信アンテナは非搭載のため、視聴には（一般の据置型ビエラ同様）アンテナ線接続が別途必要（地デジとBS・110度CSが混合伝送されているアンテナコンセントにアンテナ線を繋ぐ場合は、加えて市販のBS・地デジ分波器も必要）。よって（SV-ME7000など）他のポータブルビエラとは異なり、停電時は「市販のポータブル地デジアンテナを用いる（ブースター内蔵ポータブル地デジアンテナは乾電池又は充電式電池でも駆動可能な機種に限り停電時でも使用可）」及び「衛星アンテナ線を単独配線にして本機より直接衛星アンテナへ電源を供給させる形」とし、充電したバッテリーで駆動させない限り本機でのTV放送視聴は不可となる（ブースターを用いた共聴受信の場合、停電すればブースターは動かなくなる）。
外部AV入力はHDMI端子1系統のみであるため、HDMI出力端子非搭載の従来型アナログ再生機器は接続不可。さらに光デジタル出力&固定アナログオーディオ出力端子も非搭載（アナログ音声出力はヘッドホン端子のみ）でHDMI端子はARC非対応なので、ホームシアターとの組み合わせも不可。
本機は他のポータブルビエラと異なり無線LANは非搭載（有線LAN端子のみ）で、「お部屋ジャンプリンク」や「アクトビラ」にも非対応（リモコンも文字入力非対応）。SDカードスロットも非搭載のため、デジカメ写真&撮影ビデオ映像は本機での直接視聴不可（ディーガ又はBDプレーヤーのSDカードスロットへ挿入し、HDMIケーブル経由で視聴）。なお付属B-CASカード（デジタル3波用の赤色カード）は通常サイズで、B-CASスロットは本機の左側面に搭載。
据え置きビエラ同様に「ビエラ操作ガイド」を内蔵しており、リモコンの「?」ボタンを押せば（据え置きビエラ最新モデルと同一デザインの）操作ガイド画面が出る。「らくらくアイコン」ボタンは「番組表」ボタンと兼用になっており、「らくらくアイコン」を出す場合は「番組表」ボタンを1.5秒以上長押しする。
本機のリモコン信号方式は他の据え置きビエラと同じ種類を採用しているため、2台以上のパナソニック製TV受像機を同じ場所で使う場合は（据え置きビエラはじめ）他のパナソニック製TV受像機が本機リモコン操作に反応しないよう、本機側リモコンモードの変更が可能（但し本機のリモコンモードを工場出荷時設定の「1」以外に変更した場合、パナソニック製TVが操作可能な汎用リモコンでの本機操作不可）。
- UN-10E5
- UN-15E5
- UN-19F5

2015年6月発売。ポータブルテレビは本代からチューナー部とモニター部が分離した構造となり、チューナー部に無線LANを搭載し、モニター部とワイヤレスで接続する方式となり、チューナー部をアンテナ線と接続しておけばモニターを持ち運んでアンテナ線のない場所でも視聴できるようになった。チューナー部は別売りの外付けUSBハードディスクと接続することで録画ができ、放送画質のままで録画するDRモードとBSデジタル放送・CS110度デジタル放送の場合で約15倍、地上デジタル放送の場合で約10.6倍の長時間録画ができる15倍録モードの2種類が設定可能。また、T5シリーズ同様に「外からどこでもスマホで視聴」に対応する。
ラインナップはE5シリーズとF5シリーズの2シリーズをラインナップしており、E5シリーズは10V型と15V型の2サイズ、F5シリーズは「プライベート・ビエラ」で最大サイズとなる19V型を設定する。
E5シリーズはモニターが防水仕様で、バッテリーを内蔵している為、台所や浴室での使用、電源が無い部屋での使用も可能。前述のJL10T3/JL15T3同様、スタンドは幅広タイプで、浴室で視聴する際に壁に取り付ける吸盤ホルダーも同梱する。白基調の防水リモコンを同梱しており、「チューナー操作」ボタンを押すことでモニター部とチューナー部を切り替えて操作することができる。モニター部には右下に操作ボタンを設置しており、チャンネル切換・音量調節・放送切換の操作ができる。「T5シリーズ」同様、モニター部はブラックとホワイトの2色展開である。
F5シリーズは後述のPT19S1同様に付属のACアダプターと接続して使用するもので、防水仕様ではないので台所や浴室での使用は不可。液晶パネルはPT19S1に比べて視野角が広くなり、新たにバスレフポート付スピーカーボックス（3W×2）を搭載したことで低音域の表現が可能となった。リモコンは黒基調の「かんたんリモコン」を同梱しており、E5シリーズ同様、「チューナー操作」ボタンを押すことでモニター部とチューナー部を切り替えて操作することができる。
- UN-10D6（ブルーレイディスクプレーヤー付）
- UN-10E6
- UN-19F6
- UN-24F6

10D6・10E6・19F6は2016年5月発売、24F6は同年6月発売。E5シリーズ後継のE6シリーズは10V型のみの設定となり、F5シリーズ後継のF6シリーズは19V型に加え、24V型を追加して2サイズ展開となった。
E6シリーズ・F6シリーズ共にチューナー部がコンパクト化され、E5シリーズ・F5シリーズに比べて横幅6.8cm、高さ0.7cm、奥行3.9cm（いずれも突起部を含む）それぞれ短縮して設置性を向上した（なお、アンテナ端子は地上デジタル/BS・CSデジタルの混合1系統となっているため、部屋にあるアンテナ端子が地上デジタル用とBS・CSデジタル用に分かれている場合は混合器が別途必要となる。加えてE6シリーズはチューナー部アンテナ出力端子が廃止されたため、同じ場所で用いる2台以上のテレビ受像機にアンテナ線を繋ぐ場合は市販の分配器が別途必要）。外付けUSBハードディスク録画や「外からどこでもスマホで視聴」はE6シリーズ・F6シリーズでも可能である。
E6シリーズはE5シリーズでは同梱していた吸盤ホルダーが非同梱となり、カラーラインナップがホワイトのみとなった。なお、モニター部は前機種のE5シリーズ同様に防水仕様・バッテリー内蔵のため、台所や浴室、電源が無い部屋でも使用できる。またチューナー電源コードは本機以降の代より、以前（E5）のAC直結式から「外付けACアダプター」へと変わっている。
F6シリーズは19V型のみ別売りのバッテリーパックの使用ができるようになったことで電源が無い場所にも設置できるようになった。（24V型は別売りバッテリーパックの使用は不可で、19F5同様に付属のモニター部用ACアダプターと接続して使用する）。なお、前機種の19F5同様に防水仕様ではないため、台所や浴室での使用は不可。
D6シリーズは2016年モデルから新たに設定したブルーレイディスクプレーヤー付モデルで、チューナー部にディスクドライブを搭載し、アンテナ端子が地上デジタル用とBS・CSデジタル用を各1系統ずつ配置していること、モニター部のカラーがブラックになっている点を除いては10E6と仕様は同じである。また、TD6シリーズ同様にチューナー部を手持ちのテレビと接続してブルーレイディスクプレーヤーとして使用することもできる。
- UN-10E7
- UN-19F7
- UN-24F7

2017年5月発売。両シリーズともモニター部の改良を行い、E6シリーズ後継のE7シリーズは背面のフックを引き上げ、市販のS字フックを用いることで吊り下げ設置が可能となった（吊り下げ設置時の留意点は2016年モデルのTD6シリーズなどと同じ）。F6シリーズ後継のF7シリーズは裏面にHDMI入力端子（ARC非対応）が搭載され、ブルーレイプレーヤーやゲーム機などとの接続が可能となった。なおE7シリーズはアンテナ端子が「地デジとBS・110度CSデジタル混合入力」となっており、両放送が混合伝送されている壁面アンテナ端子に繋いだ場合は地デジ・BS分波器（セパレーター）が不要となり市販のプラグ又は接栓付きアンテナ線1本のみで接続可（但しチューナー部は地デジ・BS110度CS混合アンテナ出力端子非搭載のため、据置ビエラとHDMI接続する場合は「8K及び110度CSデジタルに対応した市販の分配器とアンテナ線」が別途必要）。
- UN-10E8
- UN-19F8
- UN-19FB8

2018年5月発売。モニター部にバッテリーを内蔵し、各種インターネット動画配信サービスやradiko.jp（ただし、「radiko.jpプレミアム」のエリアフリー聴取、タイムフリー聴取機能、シェアラジオは非対応）に対応し、YouTubeやNETFLIXに関してはスマートフォンが「プライベート・ビエラ」と同一のネットワーク上に接続されている場合、スマートフォン側で操作を行うことで、YouTubeやNETFLIXの動画コンテンツをモニター部で続きから視聴することが可能な機能を備えたFB8シリーズを新設。F7シリーズ後継のF8シリーズはサイズバリエーションが19v型のみに集約され、モニター部は19FB8に準じたデザインに変更され、バッテリーが内蔵されなくなった。なお、E8シリーズとF8シリーズはチューナー部の形状が変わった（高さが6mm高くなった）程度で、主要機能はE7シリーズ・F7シリーズから踏襲されている。
- UN-10E9
- UN-10N9
- UN-15N9
- UN-19F9
- UN-19FB9

2019年6月発売。インターネット動画配信サービスに対応したバッテリー内蔵・防水対応モデルのN9シリーズを新設。本シリーズではインターネット動画配信サービスやradiko.jpの中からよく利用するサービスを最大2つまでホーム画面上にお気に入りアプリとして登録することが可能である。サイズは10v型に加え、2015年モデルの15E6以来となる15v型がラインナップされた。FB8シリーズ後継のFB9シリーズはインターネット動画配信サービスにParaviが追加され（N9シリーズも対応）、N9シリーズ同様にホーム画面上へのアプリの登録機能を備えた。E8シリーズ後継のE9シリーズはモニター部の厚さが薄くなった（10E8:38.2mm → 10E9:37.0mm）程度で、主要機能はE8シリーズから踏襲されている。F8シリーズ後継のF9シリーズに関しては主要機能・外観ともにF8シリーズから踏襲される。チューナー部はサイズが大幅に小型化されアンテナ入力端子は「地デジとBS・110度CSデジタル混合入力」を、電源ケーブルは「外付けACアダプタ」をそれぞれ採用。共同受信時も（BS・地デジ分波器が不要となり）市販の同軸アンテナ線1本を繋ぐだけで済む（但しアンテナ出力端子は非搭載なので、据置ビエラとHDMI接続する場合は市販の8K対応分配器・分波器・アンテナ線が別途必要）。
- UN-10E10
- UN-10N10
- UN-15N10
- UN-19F10
- UN-19FB10

F10/FB10シリーズは2020年7月、E10/N10シリーズは同年8月に順次発売。N9シリーズの後継となるN10シリーズはクレードル式のモニター用充電台（別売、DY-BC30-K）に対応し、同梱のACアダプターを充電台に接続することでモニター部に充電台をセットしておくだけで充電が可能となった。また、時刻・天気予報・カレンダーの表示が可能な「置き時計機能」やパナソニック製エアコン「Eolia」と連携し、エアコンの状況確認や操作が可能な「エアコン連携操作」も搭載された（注意事項は同じ機能を搭載するTD10シリーズに準じる）。FB9シリーズの後継となるFB10シリーズはTD10シリーズ同様に対応のインターネット動画配信サービスにU-NEXTが追加された。なお、E9シリーズ後継のE10シリーズとF9シリーズ後継のF10シリーズは主要機能・外観ともにE9・F9シリーズから踏襲される。
- UN-10E11
- UN-10L11
- UN-15L11
- UN-19F11
- UN-19FB10H

2021年11月発売。N10シリーズはLD11同様にBluetoothが内蔵され、L11シリーズへ移行。LD11同様に「音声プッシュ通知」サービスへの対応や「LINE」での予定の追加、伝言の通知が可能となり、チルトスタンドの形状が変更された。E11シリーズ・F11シリーズ・FB10Hシリーズは無線LANがARIB規格にも対応した程度で、主要機能や外観はE10シリーズ・F10シリーズ・FB10シリーズに準じる。
なお、L11シリーズはLD11同様に、2022年11月30日よりインターネット経由でのソフトウェア更新を行うことで民放公式テレビ配信サービス「TVer」に対応する。
- UN-10L12
- UN-15L12H

2023年5月発売。LD12H同様に音声付き早見再生に1.6倍速が追加され、「プレビューサーチ」を搭載。15L12HはLD12H同様にモニター部にHDMI入力端子が搭載された。

### ポータブル地上デジタルテレビ
2009年3月から、「VIERA」の新たなラインナップとして、家中どこからでも視聴できるポータブル地上デジタルテレビを発売。電源コード・アンテナコードがなくても視聴できるようにバッテリーや4ダイバーシティアンテナを搭載しているのが特徴である。
ビエラワンセグの一部普及モデル以外は地デジ視聴のみならず「お部屋ジャンプリンク」にも対応。さらに「ビエラアプリ」も搭載しており、様々なネットコンテンツが利用可能（SV-ME7000/ME5000以外のポータブルビエラに搭載されているネット機能は「ビエラアプリ」を名乗っていないが、ビエラアプリ同様のネットコンテンツを搭載）。また、前述のとおり、SV-ME7000は「プライベート・ビエラ」へブランド移行したものの、このモデルがパナソニック製ポータブル地上デジタルテレビの最終モデルとなった。
以下に記述する機種はすべて生産を終了している。
- DMP-BV100（BDプレーヤー搭載）

2009年3月発売。世界初となるBDプレーヤー搭載ポータブル地上デジタルテレビ。日本国内における個人向け商品でBDプレーヤーを示すDMP品番は本機種が初めてである。4ダイバーシティアンテナを搭載したことにより、アンテナ端子が付いていない部屋でも通常の12セグメント放送を受信できる。また、地上デジタル/ワンセグ放送自動切り換え機能も備えており、地上デジタル放送が視聴できない場合は自動でワンセグ放送に切り替えて視聴できる。さらに、外部アンテナ入力端子も装備する（CATVパススルー非対応）。
SDカードスロットを備えており、パナソニック製のハイビジョンムービーやルミックスで撮影したハイビジョン動画（AVCHD及びAVCHD Lite）の再生やデジタルカメラで撮影した写真を再生できる（「テレ写」対応）他、YouTubeの視聴に対応。ネットワーク機能もDLNAに対応しており、DLNAに対応した「DIGA」とLAN経由で接続することで「DIGA」の内蔵ハードディスクに録画した番組を本機で視聴できるほか、HDMI出力端子（入出力切替式ではない）を装備しており、ビエラリンク（Ver.4）にも対応。なお、HDMI端子を備えるテレビと接続することでBDプレーヤーとして使用することができる。
ディスプレイは8.9型 α-Si TFTワイド液晶モニターを搭載。連続視聴/再生時間は付属バッテリー使用で最長約2時間30分視聴できる。なお本機は無線LAN非対応で「お部屋ジャンプリンク」は有線LAN接続時でのみ利用可（放送転送機能は2013年以降製造のビエラと組み合わせた場合にのみ対応し、それ以外の機種と組み合わせた場合は録画番組転送のみの対応）。
リモコンはボタン電池CR2025を用いる「カードリモコン」を採用している。
- DMP-BV200（BDプレーヤー搭載）
- DMP-HV100
- DMP-HV50

2010年4月発売（HV50のみ同年6月発売）。本機種からBDプレーヤーなしのポータブル地上デジタルテレビHV50/HV100を追加し、3機種となった（HV50/HV100はHDMI出力端子非搭載、ビエラリンク非対応。HV50はHV100からバッテリーを別売りにしたモデル）。4ダイバーシティアンテナは感度向上のため、4本のうち2本を指向性が強いダイポールアンテナに差し替えとなり、地上デジタル/ワンセグ放送自動切り換え機能はBV100に搭載されていた本体内蔵・外部のアンテナ切替スイッチが廃止されアンテナ端子はミニプラグ化された（付属アンテナ線を本体の外部アンテナ端子に差し込むと自動で内蔵アンテナから外部アンテナに切り替わる）。写真再生機能も改良され、新たに、撮影日時順にハイビジョン動画と写真が混在したスライドショー再生ができる「フォトフレームモード」を追加。SDカードスロットはSDXCカードに対応。ネットワーク機能も「お部屋ジャンプリンク」や無線LANに対応した（「お部屋ジャンプリンク」は「放送転送機能」対応機種が「2011年以降製造のビエラ・ディーガ」にまで拡大。加えて別売り無線LANアダプタDY-WL10を本機USB端子に繋げば無線LANも使用可能。但しパナソニック製DY-WL10以外の他社製無線LANアダプタには非対応）。
ディスプレイは10.1型 α-Si TFTワイド液晶モニターに大型化され、連続視聴/再生時間もBD200で最長約3時間30分に延長。HV100も最長約2時間45分の連続視聴が可能である。なお、別売りのバッテリーパック（DY-DB100）を使用することで機種を問わず最大約5時間30分の連続視聴/再生時間を実現している。
アナログAV入出力端子は廃止され、TV受像機とはHDMIケーブルのみで接続可能。またBV200の場合、前作BV100に搭載されていたディスプレイ回転機構は廃止され、ディスプレイの可動範囲は前後合わせて90度までへと狭められている（後継BV300も同様）。
本機以降のリモコンは初代BV100のボタン電池使用カードリモコンから「単3乾電池2本使用の通常型」へ改められている。
- DMP-BV300（BDプレーヤー搭載）
- DMP-HV200
- DMP-HV150

2011年3月発売。HV200はキッチンでの利用を想定し、本体に触れることなく手の動きで操作できるジェスチャーコントロール機能を搭載。本体から約5〜10cmの範囲で手を左右に動かせばチャンネル切替やレシピめくり、左上または右上の角にかざすだけで音量を調節できる。また、水滴に強いIPX3等級相当の防滴構造とした（防滴構造はバッテリー別売りのHV150にも採用）。また、インターネットに接続し、別売りのコミュニケーションカメラ（TY-CC10W）を用いることでSkypeに対応。BV300ではACアダプターに接続した状態で電源オフでも着信できる「待受けスタンバイ」、不意の着信にもリモコンひとつですぐに出られる「一発起動ボタン」、不在時の着信でもSDカードに記録できる「SD留守電機能」を搭載している。
ディスプレイは2010年モデル（BV200/HV100/HV50）と同じだが、連続視聴/再生時間が延長され、BV300で最長約4時間、HV200で最長約3時間30分となった。さらにBV300は本体操作部が「ディスプレイと一体化したタッチパネル式」に変更されている（本体操作部には電源入時に点灯する照明が内蔵され、リモコン操作で本体操作部照明を消す事も可能）。
前作では廃止されていたアナログAV端子は入力のみ復活（AV出力端子は前作BV200同様HDMIのみ）。また搭載ネットコンテンツが大幅に増加し「ビエラアプリ」に準じたものとなった（但し「radiko」は非搭載）。
- SV-ME5000

2012年3月発売。ビエラのポータブル地上デジタルテレビでは初の防水対応（IPX6/IPX7等級相当）。さらに、4ダイバーシティアンテナを本体に内蔵し（電波状況が悪い場合にはワンセグ放送に自動切換。3.5mmミニプラグ式外部アンテナ端子を搭載しているが浴室や台所での外部アンテナ接続は不可、同様に浴室や台所でのACアダプター・USB機器・ヘッドフォンの接続も不可）、10.1型ワイドSVGA高精細ディスプレイを搭載したことで浴室でも地上デジタル放送を楽しめる。本体と同じ防水仕様の薄型リモコンを同梱しているほか、本体に手を触れなくても（画面に手をかざすだけで）操作可能な「ジェスチャーコントロール」もDMP-HV200に次いで2番目に採用。無線LANも内蔵しており「お部屋ジャンプリンク」対応（2011年以降製造のディーガ、2012年モデルのスマートビエラVT5シリーズと組み合わせれば放送転送機能によりBS/110度CSデジタルも視聴可。但しネット機能は「radiko」・「Youtube」・「Skype」のみ対応でブラウザ視聴機能は無し。また有線LAN・アナログAV入出力・HDMI入出力の各端子は非搭載）。さらに、対応のセンサーカメラやドアホンとLAN接続することで離れた場所でも確認できるほか、太陽光発電システムを導入している場合は別売りのモニタリングアダプタと接続することで発電状況などを確認できるシステム用モニターとして使用できる。カラーはグレイスホワイトとルージュレッドの2色。リモコンは「ボタン電池CR2025使用の防水カードリモコン」を採用している。
- SV-ME7000

2013年4月発売。前機種のME5000の防水性能や機能面、ディスプレイサイズはほぼそのままで、高さを約16.3mm、幅を約13.5mm、奥行を約6.1mmそれぞれ短縮し、小型・薄型化を実現したことでより一層持ち運びや設置がしやすくなった（但し市販の外部アンテナ&ヘッドホン・付属ACアダプタ接続時は端子蓋が開いた状態となるので、浴室など水のかかりやすい場所での使用不可）。内蔵無線LAN経由による「お部屋ジャンプリンク」を搭載し、対応ディーガで受信した放送及び録画した番組を視聴可能（本機にもネット機能「YouTube」・「radiko」・「Skype」を内蔵）。また、ACアダプタは抜き差しがしやすいマグネットタッチ式に変更。画質や音質も向上した。ボディカラーは従来通り2色展開ながら、ピュアホワイトとフローラルピンクになった。ボタン電池CR2025使用の防水カードリモコンと壁面取付用吸盤付属（リモコンは浴槽内に落としても水に浮く構造）。

### ポータブルワンセグテレビ
パナソニック製ポータブルテレビに関しては「ビエラ・ワンセグ」のほうが発売が早く、MEシリーズ全機種はキッチンやバスルームでも使える防水仕様となっている。発売当初は普及モデルを除く殆どのモデルが「SDオーディオ再生」機能を搭載していたが、SV-ME970/870を最後に2011年限りでポータブルビエラのSDオーディオ再生機能は廃止されている（SD搭載「D-dock」は「SC-HC40」を最後に2011年限りで生産を終え、「ディーガ」へのSDオーディオ録再機能搭載はトリプルチューナーの2014年春夏モデル「DMR-BXT970/870/BZT9600」を最後に廃止）。また、前述のとおり、SV-ME580は「プライベート・ビエラ」へブランド移行したものの、このモデルがパナソニック製ポータブルワンセグテレビの最終モデルとなった。
以下に記述する機種はすべて生産を終了している。
- SV-ME75
- SV-ME70

2008年6月発売。IPX7等級相当の防水性能があり、キッチンやバスルームでもワンセグ放送等を楽しめる。また、使用する場所に応じて聴きとりやすくクリアな音を楽しめる音場設定機能も搭載している。ME75は高機能モデルで、ワンセグ放送の録画が可能。また、付属品もME70との共通付属品（ACアダプター、USB接続ケーブル、CD-ROM（SD-Jukebox Ver.6.95））に加え、1GB SDメモリーカード、屋内アンテナ変換ケーブル、外付けスタンドが追加される。本体カラーはピンクとホワイトの2色だが、ME75ではブラックを追加した3色展開となっている。なおME70はSDオーディオ再生非対応。
ディスプレイは5v型WQVGA液晶を搭載。ワンセグ放送なら最長約3時間視聴できる。
なお品番の頭にあるSVは元々D-snapに割り当てられたもので、D-snapが2008年秋に終息したことから、VIERAワンセグは事実上D-snapの後継シリーズとなっている。本モデルではバッテリー交換ができるようになっており、交換用バッテリーパックはLUMIXに用いられているDMW-BCE10を使用（ME700/ME750以降のモデルはバッテリー交換が不可となる）。
- SV-ME750
- SV-ME700

2009年2月発売。視聴している映像の明るさに応じてバックライトの明るさを自動調整することで従来比最大で約2倍の高コントラストを実現。新たに「DIGA」やビエラRシリーズで録画したワンセグ番組をSDカードで持ち出して再生できるようになった他、デジタルフォトフレーム機能を追加。防水性能もIPX7等級相当に加え、IPX6等級相当にも対応したことで防水性能もアップ。ME750に搭載されている録画機能もスポーツ中継などで予約設定後に放送時間が変わった場合でも延長時間分を自動変更する番組追従機能を搭載した。低ノイズ化技術の採用により約1.4倍の受信感度向上を実現した。ME750は付属品のセット内容が一部変わり、屋内アンテナ変換ケーブルをオプションに変更し、新たに置くだけ充電を可能にするバッテリーチャージャースタンドを同梱。SDメモリーカードの容量を2GBに倍増した。カラーラインナップは前機種と同様だが、ME70後継のME700はホワイト1色となった。なお、ME750は2009年11月にレッドを追加した。
ディスプレイはME70/75と同サイズだが、電源効率の改善によりワンセグ視聴なら最長約5時間30分の連続視聴を実現した。
- SV-ME850V

2009年4月発売。既存のME750にFM/AMラジオチューナーを追加したモデル（ただしラジオ放送は液晶画面OFF時のみ聞こえ、メニュー・モードボタン操作により液晶画面がONとなった時は聞こえない。また、本体に付いているロッドアンテナはワンセグ（地デジ）専用であるため、FMを本体内蔵スピーカーで聴く場合は付属の吸盤付FMアンテナ線を外部アンテナ端子に接続（地デジとの混合入力、隣にあるイヤホン端子への水滴侵入を防ぐ防水キャップ付、この場合は端子が塞がるためイヤホン・ヘッドホン・外部アクティブスピーカーは使用不可。水場・濡れ手でのアンテナ線抜き差し厳禁。外部のFM又はVHFアンテナで受信し地デジとの混合伝送によるFM入力も可。但しワイドFMには非対応）。また、バッテリー容量のアップにより、ワンセグ放送の視聴ならME700/ME750の約2倍にあたる最長約11時間の連続視聴ができる長持ち設計となった。なお、ボディカラーはホワイトとブラックの2色のみである。また外部アンテナ端子・市販ストラップ取付穴搭載機種は本機が最後となった。
- SV-MC55

2009年8月発売。既存のMEシリーズよりも一回り小さい4.3v型液晶を採用したMCシリーズとして発売するモデルで、防水仕様ではない。ME700/ME750から採用しているコントラスト自動調整機能に加え、周囲の明るさに応じて画面の明るさを自動調整する明るさ調整（オート）機能を搭載し、よりメリハリ感のある画質でワンセグ放送を楽しめるようになる。また、新たに写真保存専用に最大4万枚の写真を保存することができる4GBの大容量内蔵メモリーを搭載し、持ち運びできるデジタルフォトアルバムとして使用できるほか、簡単に写真交換ができるように標準搭載のSDメモリーカードスロットだけでなく、microSDメモリーカードスロットを搭載したダブルカードスロット仕様となる。このカードスロットを搭載したことにより携帯電話で使われることが多いmicroSDメモリーカードをアダプターなしで挿入することができる。機能面はME750/ME850Vに準じており、ワンセグ放送の録画に対応（予約設定後に放送時間が変わった場合でも延長時間分を自動で変更する番組追従機能にも対応）。2GBのSDメモリーカードも付属品として同梱している。カラーはブラック・ピンク・ホワイトの3色。ワンセグ放送視聴の場合、最長約5時間30分の連続視聴が可能である。
- SV-MC75

2009年11月発売。内蔵メモリーを8GBに倍増し、これまでの写真保存に加え、ワンセグ番組の録画も本機のみでできるようになった。機能面はMC55と同等で、防水仕様ではない。また、カラーラインナップもブラックとホワイトに加え、MC75専用カラーとしてレッドを設定。本機以降のモデルより外部アンテナ端子は廃止され本体ロッドアンテナのみでしか受信できなくなっている。
- SV-ME550
- SV-ME650

2010年4月発売、振動板の面積と開口部の拡大してスピーカーの取付構造を改善したことで音質を改善。さらに、上位モデルのME650は高音質回路も追加したことで音圧アップを実現しつつ、音場調整機能を搭載しているためバスルームでの聞き取りやすさにも配慮している。また、外付けスタンドは吸着部の径を小さくしているため、従来モデルでは設置が難しかった浴槽の縁など、幅約5cm以上の水平面であれば狭い場所にも設置できるようになっている。また、録画機能はこれまで搭載されていなかった下位モデルのME550にも搭載されるとともに、録画予約の操作がME750の4ステップから2ステップに簡素化され、すぐに録画ができるワンボタン録画を搭載した。付属品が一部変更となり、ME550はワンセグの視聴・録画に特化したモデルとなったため、USBケーブルとCD-ROM（SD-Jukebox）は付属しなくなったが、替わりに外付けスタンドを付属。ME650は付属のCD-ROMがWindows 7に対応したSD-Jukebox Ver7.0LEとなったが、前機種のME750では付属となっていたSDメモリーカードは別売りになった。なお、2機種とも、SDメモリーカードは大容量規格のSDXCメモリーカードに対応した。カラーはピンクとホワイトの2色だが、ME650はブラックを追加した3色展開となる。
- SV-ME870

2011年4月発売。「ビエラ・ワンセグ」では初めて無線LANを搭載したことで、「お部屋ジャンプリンク」に対応。これにより、「お部屋ジャンプリング」対応「DIGA」と無線LANで接続することで、「DIGA」内蔵の地上・BS・110度CSデジタルチューナーを利用して本機で受信しながら番組を視聴（番組転送機能）したり、従来はSDメモリーカードへの書き出し作業が必要だった録画番組も「DIGA」から直接ワイヤレスで視聴できるようになった（アクトビラやハイビジョンムービーもSDメモリーカードへ転送・本機で視聴できる「番組持ち出し」も引き続き対応）。さらに、YouTubeやradiko.jpにも対応。音楽再生機能も備えているが、付属のUSB接続ケーブルをパソコンと接続し、エクスプローラーからドラッグ&ドロップ操作のみで4GBの内蔵メモリーやSDメモリーカードに直接転送できるため、SD-Jukeboxは別売りとなる（SDオーディオを転送するにはSD-Jukeboxが必要）。カラーはピュアホワイト、オニキスブラックに加え、「ビエラ・ワンセグ」では初めてとなるブルー系のアクアブルーの3色を用意した。
ディスプレイは従来の5v型から7v型に大画面化。さらに、リチウムイオン電池の採用により、ワンセグ放送の視聴なら最大約7時間の連続視聴を実現し、充電を通常の90%に抑えることで繰り返し充電回数を通常時の約2倍にアップする「エコ充電」も搭載した。
- SV-ME970

2011年7月発売。ME870のディスプレイをタッチパネルに変更し、「ビエラ・ワンセグ」購入ユーザーからネットも楽しみたいとの要望に応えるべく、Webブラウザも追加した高機能モデル。タッチパネルは濡れた手でも操作できるように押したときの圧力を感知して動作する感圧式を採用している。また、専用ソフトも充実しており、ネット上の電子図書館「青空文庫」を視聴するためのソフト「i文庫」をプリインストールしているほか、画面縦横表示の自動切替機能も備える。これ以外の性能はME870と同等。カラーはグレイスホワイトとノーブルブラックの2色。持ちながらの視聴ができるようにグリップベルトを追加で同梱している。なお本機は「D-dock」及び「ディーガ」でSDカードに録音した音楽を再生可能なポータブルビエラとしては最終モデルとなった。
- SV-ME1000

2012年6月発売。ME970に比べ約5分の1の操作力で楽に操作できるほか、マルチタッチに対応し、2本指で拡大・縮小の操作ができるようになった。また、本モデルではWebブラウザに加えAndroidを搭載し、「Google Play」に対応したため、必要に応じてアプリを追加することができる。新たに写真や動画を簡単に撮影できるカメラを両側（フロント:約30万画素・バック:約200万画素）に搭載した。コンテンツに合わせて画面の向きを変えることができるほか、付属のスタンドによる平置きだけでなく吸盤で固定することができる。カラーはME5000と同じく、グレイスホワイトとルージュレッドの2色を設定。なお前作ME970に付属されていたグリップベルトは廃止された。また本機以降モデルよりSDオーディオ録再は非対応化されている。
- SV-ME580

2013年4月発売。災害や停電時といった非常時でも役立つように、従来からの内蔵バッテリーに加えて乾電池にも対応（単3形アルカリ乾電池や単3形ニッケル水素充電式電池で使用できる。電池蓋は水が浸入しないよう二重構造となっており、電池交換は外蓋をスライドさせて開けたのち内蓋を手前に開けて行う）。内蔵バッテリーとの併用も可能で、ワンセグ放送なら最大約12時間視聴できる。乾電池併用時は内蔵バッテリーから優先的に使用するよう設計されている。また、画面を消して音声だけで楽しめる画面オフ機能も搭載された。防水性能や機能は前機種のME550と同等であるが、ボディカラーはホワイトのみとなった。外部アンテナ端子・市販ストラップ取付穴・持ち運び用グリップは非搭載で、SDオーディオ録再も非対応。浴室など湿気の多い場所で使う場合はヘッドホン・外部アクティブスピーカー使用不可。

## アナログチューナー単体モデル生産終了について
アナログから地上デジタル放送への移行加速を図る観点から、地上・BS各アナログチューナーのみを搭載した従来型モデルの生産完全終了を2006年に発表した（ブラウン管は完全撤退。液晶は地デジ対応モデルのみの生産に移行。なお地デジチューナーは全てステレオタイプなので、モノラルテレビの生産は全て終了）。そして2007年8月をもってアナログチューナーのみ搭載のテレビは生産を終了した。さらにビデオデッキやDVDレコーダーについてもアナログチューナーのみ搭載のモデルは2007年4月に生産を完全終了し、地デジ対応モデルのみの生産に移行した。
アナログブラウン管テレビ最終モデルについてはタウを、ビデオデッキおよびDVDレコーダーのアナログ最終モデルはDIGAを、それぞれ参照のこと。

## CM曲
- サラ・ブライトマン
  - 『Dans La Nuit（夜の踊り）』（2003年）
  - 『Time To Say Goodbye（タイム・トゥ・セイ・グッバイ）』（2004年）
  - 『ランニング（ジュピター〜栄光の輝き）』（2008年）
- エンヤ
  - 『Sumiregusa（菫草）』（2004 - 2005年）
  - 『Amarantine（アマランタイン）』（2005 - 2006年）
- オリジナル曲（作曲：千住明）（2006 - 2007年）
- イル・ディーヴォ『Somewhere（サムホエア）』（2007年・LX75/70シリーズ）
- ケルティック・ウーマン『You Raise Me Up（ユー・レイズ・ミー・アップ）』（2007年・PZ700/PZ750SKシリーズ） - VIERAケータイのP905iに着信メロディがプリインストールされている。
- リベラ『Far away 彼方の光』（2009年・X11/V11シリーズ）

現在のイメージキャラクターはRT2Bシリーズから滝川クリステルを起用。2004年から2010年7月までは、小雪を起用していた。また、PZ750SKシリーズからは綾瀬はるかもCMに登場していた。2010年のVT2シリーズのCMでは、新たに石川遼をイメージキャラクターに起用した。
過去に放映された「VIERA」のロシア版CMでは北野武をイメージキャラクターとして起用されていた。

## 競合他社製品
- AQUOS（シャープ）
- BRAVIA（ソニー）
- REGZA（東芝→TVS REGZA）

・以下は売上不振による赤字でTV生産撤退。
- KURO、ELITE（パイオニア）
- EXE（日本ビクター）
- Plasmavision、AVIAMO（富士通ゼネラル）
- VIZON（三洋電機）
- REAL（三菱電機）
- Wooo（日立コンシューマエレクトロニクス[29]）

Woooはブランドとしては存続しているものの、現在日立製作所自体はテレビ生産からは撤退しているため他社製造のテレビにWoooのブランドを付けて販売されている。
また日立リビングサプライ扱いの一部の液晶テレビ（20L-750LTなど）はパナソニックからのOEMであり、Woooを名乗っていない（デザイン・外観・機能はパナソニック ビエラとほぼ同じ）。

## VIERA Connect
2008年、パナソニックは欧米においてテレビ向けWebサービス「VIERA CAST」を開始。2011年春にはサービスを拡充して名称を「VIERA Connect」とした。